# Унитарный бахаизм
Унита́рный бахаи́зм (также: бехаи́зм, унитариа́нская вера бахаи́, (англ. Unitarian Bahaism, Unitarian Baha'i Faith, араб. البهائيين الموحدين‎, «аль-Бихайийин Аль-Мувахаддин»)) — это побочное либеральное течение в рамках религии бахаи, акцентирующее внимание на личной свободе совести каждого верующего и автономной интерпретации Священных писаний. В центре его учения стоят труды основателя веры бахаи — Бахауллы, которые, согласно взглядам унитариев, каждый верующий вправе толковать самостоятельно в соответствии с научными знаниями, историческим контекстом и духовными потребностями современности. При этом, интерпретации и толкования преемников Бахауллы не считаются непогрешимыми, совершенными или обязательными для следования.
Исторически движение возникло в 1890-х годах после смерти Бахауллы, когда между его сыновьями — Аббасом Эффенди (Абдул-Баха) и Мирзой Мухаммадом Али — произошёл первый в истории этой молодой религии раскол. Его костяк составили потомки Мухаммада Али и другие проживавшие в Палестине родственники Бахауллы, выступавшие против утверждения единоличной власти в религиозных процессах Абдул-Баха и его исключительного права на толкование догматических текстов. В начале XX века, благодаря усилиям миссионера Ибрагима Джорджа Хайруллы, унитарный бахаизм получил широкое распространение в Соединённых Штатах Америки и на несколько лет стал там доминирующим направлением бахаи, оказавшись единственной значительной по численности группой, когда-либо отколовшейся от основного течения веры. После периода упадка во второй половине XX века, с 2010-х годов началось изучение исторического наследия основателей и возрождение движения с упором на его прогрессивные идеи, интернационализм, либерализм и сближение с унитарианским универсализмом.
В современности «унитарианский бахаизм» — децентрализованная и плюралистичная среда, не имеющая формальной организации, а объединяющая отдельных верующих, местные группы, цифровые инициативы и исследовательские проекты, не связанные с официальными институтами Веры бахаи, находящимися в Хайфе, Израиль. Начиная со второй половины XX века — это единственное направление, к которому принадлежат прямые потомки Бахауллы.
Унитарии признают как Баба, так и Бахауллу вдохновенными духовными учителями, а Абдул-Баха и Мухаммада Али — должным образом назначенными преемниками Бахауллы, но не наделёнными статусом безошибочности. Они подвергают сомнению легитимность назначения наследника Абдул-Баха Шоги Эффенди как «Хранителя Дела Божия», а Всемирный дом справедливости не считают автортитетным органом. В свою очередь, в официальной историографии бахаи Мухаммад Али описывается как «главный нарушитель Завета», «нанёсший страшный урон истинной Вере». Он и все его последователи отлучены от веры, их вклад в развитие религии последовательно принижается: они либо демонизируются, либо фактически полностью стираются из памяти. Современные потомки Бахауллы, продолжающие унитарную традицию, часто стигматизируются как «с детства пропитанные духом нарушения Завета», зачастую продолжающие систематическое оппонирование Вере.

## История движения

### Воля и Завещание Бахауллы
Основателем направления «унитарный бахаизм» стал второй сын Бахауллы — Мирза Мухаммад Али (1853—1937), носивший нисбу Нури по отцу, и титул Эффенди, общий для всех сыновей Бахауллы. Позднее он и его семья начали использовать фамилию Бахаи. Отец дал ему также почётный титул Гусн-и-Акбар («Мощнейшая ветвь»).
Старшим на 8 лет сыном Бахауллы был Аббас Эффенди (1844—1921), более известный под именем Абдул-Баха («Слуга Баха»), которое он принял после 1894 года. При жизни отца он носил титул Гусн-и-Азам («Величайшая ветвь»).
Оба сына с раннего возраста активно участвовали в духовной и административной деятельности своего отца, отличаясь искренней верой, талантом и преданностью делу. Бахаулла, руководствуясь способностями и интересами каждого из них, распределял между ними важные роли: Аббас Эффенди отвечал за внешние связи — как с властями, так и с широкой общественностью. Он использовал свою харизматичность, чтобы привлекать сторонников новой веры.
Мирза Мухаммад Али, в свою очередь, сосредоточился на внутренних делах. Он был личным секретарём Бахауллы и выдающимся каллиграфом, переписывал его труды, редактировал их и готовил к публикации и распространению. Кроме того, он занимался перепиской отца и организацией его поездок. По поручению Бахауллы он несколько раз посещал Александрию и Каир в Египте, а также Индию, где содействовал становлению первых зарубежных общин верующих.
За два года до смерти Бахауллы, Мирза Мухаммад Али вместе со своим сыном Шуа Уллой отправился в 15-месячную поездку в Бомбей. Их миссией было организовать печатное издание Китаб-и-Агдас («Наисвятейшая книга»), а также публикацию пяти томов других сочинений Бахауллы на персидском и арабском языках. Это стало первым в истории мировых религий случаем, когда священные тексты были напечатаны и одобрены самим основателем веры.
В своём духовном завещании (Китаб-и-Ахди), составленном перед смертью в 1892 году, Бахаулла назначил обоих сыновей своими преемниками, определив последовательность их духовного наследования: сначала Аббас Эффенди, а затем — Мирза Мухаммад Али:

Воистину, Бог предопределил положение Мощнейшей ветви (Гусн-и-Акбара) после Величайшей ветви (Гусн-и-Азама). Он, воистину, Указующий, Премудрый. Мы безусловно избрали Акбара после Азама, как указано Тем, Кто есть Всемудрый, Всеведущий.— Бахаулла. «Китаб-и-Ахди»
Это завещание было воспринято семьёй Бахауллы как подтверждение того, что Мирза Мухаммад Али должен получить особую духовную и административную роль наряду со старшим братом. Такая преемственность не была предусмотрена для других сыновей Бахауллы — Зияуллы (Гусн-и-Атхар, «Чистейшая ветвь») и Бадиуллы (Гусн-и-Анвар, «Ярчайшая ветвь»). В соответствии с традициями шиитского ислама, где наследие нередко передаётся от старшего к младшему брату, считалось, что намерением самого Бога было, чтобы после кончины Абдул-Баха духовное руководство должно перейти к Гусн-и-Акбару, а затем — к Дому cправедливости.

### Конфликт сыновей Бахауллы
Бахаулла в своём завещании действительно указал, что положение старшего сына выше, по крайней мере на тот период, пока оба сына были живы. Однако Абдул-Баха истолковал это как предоставление ему единоличной власти и высшего авторитета в вере бахаи и её общине, ожидая от брата лишь послушания. Мухаммад Али, напротив, понимал завещание как подтверждение его права сохранить при Абдул-Баха ту же значимую и ответственную роль, которую он занимал при жизни Бахауллы, рассматривая младшего брата как первого среди равных.
Первоначально между братьями установился шаткий паритет. Абдул-Баха взял на себя руководство финансами общины и представлял бахаи перед властями Османской империи, тогда как Мухаммад Али принимал паломников из-за границы и распоряжался литературным и духовным наследием Бахауллы.
С течением времени становилось всё очевиднее, что Абдул-Баха не намерен признавать за братом какую-либо долю власти. Он стал придавать себе статус, близкий к положению Посланника Бога, ожидая, что все бахаи признают его морально безупречным, совершенным в служении Богу и Бахаулле. Абдул-Баха настаивал, что только он обладает правом толковать писания Бахауллы, и видел себя не просто толкователем, а получателем божественного вдохновения. Он придавал своим сочинениям ту же значимость, что и святым писаниям — несмотря на то, что многие из его интерпретаций носили радикальный характер и скорее вносили изменения в законы религии, чем разъясняли сложные места.
В дополнение к духовным притязаниям, Абдул-Баха заявил и о праве единоличного контроля над всеми средствами, собираемыми бахаи по миру, более не перечисляя долю на содержание других членов семьи Бахауллы. Это поставило под угрозу само существование их многочисленных потомков.
Мухаммад Али в течение длительного времени сохранял сдержанность и не предпринимал активных шагов, стремясь избежать раздора среди верующих. Однако по мере роста числа недовольных притязаниями Абдул-Баха на абсолютную власть и исключительное право толкования Писаний, а также поощряемым им культом личности, ситуация изменилась.
Сторонники Мухаммада Али провели собрание за стенами Акко, в котором принял участие и личный секретарь Бахауллы, Мирза Ага Джан. Через двух младших братьев они обратились к Мухаммаду Али с просьбой открыто выступить против, как они выразились, грубых нарушений учения Бахауллы. Получив от них заверение, что они готовы быть осуждёнными и даже погибнуть за истину, в 1896 году Гусн-и-Акбар написал послание «Сущность Единства», содержащее свидетельство Единства и Единственности Бога на основе текстов Бахауллы.
Со дня провозглашения этого послания Абдул-Баха полностью разорвал отношения с братом и отлучил его от веры. В ответ сторонники Мухаммада Али опубликовали в Египте два обширных сборника — «Предъявленные доказательства для тех, кто хочет встать на прямой путь» (июнь 1900) и «Авторитетное утверждение относительно того, что известно о Деле и его основе» (апрель 1902). В них они детально оспаривали притязания Абдул-Баха на статус Богоявления и «Центра Завета», опираясь на священные тексты. В ответ Абдул-Баха поручил своим последователям составить опровержения, которые лично проверял и одобрял к распространению. (Подробнее…)

### Личный секретарь Бахауллы выступает против Абдул-Баха
Мирза Ага Джан Кашани ещё в юности стал преданным последователем Баба и активным участником его движения. После казни Баба он продолжил поиски «Того, кого явит Бог» и стал первым, кто признал миссию Бахауллы. В 1853 году он присоединился к нему в Багдаде, а затем сопровождал его в Стамбул, Адрианополь и Акко. В течение сорока лет, до самой смерти Бахауллы, он служил ему как личный секретарь, записывавший откровения и письма, и как доверенное лицо. Значительная часть священных текстов бахаи была записана его рукой.
За свою службу он был удостоен титулов «Хадимулла» (Слуга Бога), «слуга, который всегда рядом» и «слуга, который присутствует перед Троном в почётном статусе» — под этими именами он упоминается во множестве скрижалей Бахауллы. В ближнем кругу не было никого, кто бы пользовался такой степенью доверия и близости, как Ага Джан, ставший основным каналом связи между Бахауллой и верующими.
Бахаулла ясно выразил, что и после его смерти Хадим сохранит особый статус, уступая лишь его сыновьям. В одной из скрижалей он писал:

«О люди! Держитесь крепко после Меня за Ветви [сыновей], которые произошли от этого предсуществующего корня. Воистину, через них ароматы Моих Одеяний распространятся среди людей мира… Остерегайтесь, чтобы вы не последовали за каждым невежественным грешником. И после Ветвей назначается выдающееся положение для Слуги, который присутствует перед Троном. Вам следует чтить семью, из которой появился Возлюбленный мира… А кто отвратится от них, воистину, он из тех, кто не верит в Бога и стал многобожником»— Бахаулла. Скрижаль «О создатель всего создания» (Лаух-и-бади)
Когда после смерти Бахауллы между его сыновьями начался конфликт, Ага Джан, обладая глубоким знанием Писаний, пытался примирить стороны. В пятую годовщину кончины Бахауллы он выступил на собрании верующих с речью, в которой заявил, что многие действия Абдул-Баха противоречат воле отца, изложенной в писаниях. В ответ Абдул-Баха с группой сторонников, побоявшись, что Ага Джан может объявить себя «Хранителем Веры», по словам очевидцев, ворвался в помещение, прервал собрание, применил к Хадиму физическое насилие, отобрал документы (которые включали заготовки писем известным верующим), и, угрожая удушением, запер его в хлеву. Позднее он публично объявил Хадима «подлецом, вероотступником, лжецом, лицемером и дьяволом». Сам Ага Джан описал эти события в трактате «Ужасное происшествие со Слугой Баха в Благословенном и Высшем Саду».
После этого Хадимулла окончательно стал сторонником Мухаммада Али и переселился под его защиту в усыпальницe Бахауллы, где прожил до своей смерти 17 мая 1901 года. После его смерти Абдул-Баха с позволения владельца усыпальницы, мужа Фуругии Ханум, захватил все хранившееся там наследие Хадима: священные портреты, 217 скрижалей, одежду Бахауллы, труды самого Ага Джана и его личную переписку.
Незадолго до смерти Хадим написал письмо верующему из Бомбея, Хаджи Хусейну Али Джахруми, в котором изложил своё видение ситуации. Выдержка из этого послания была опубликована Ибрагимом Хайруллой в 1901 году в книге «Факты для Бехаистов», а в 1902 году полная версия письма была издана в виде 223-страничного трактата. В нём Хадим систематизировал ряд своих претензий к Абдул-Баха:
- Он требовал от своих последователей проклинать его братьев, сестёр и вдову Бахауллы Махд-и-Улю и признать всех этих его родственников и их сторонников «вероотступниками».
- Неоднократно с целью причинить телесный вред физически нападал на Махд-и-Улю и свою сводную сестру Фуругию Ханум, которая из-за причиняемых страданий слегла с параличом и 5 лет была прикована к постели; жёстко обращался с другими родственниками, общаясь с ними грубым языком[комм. 24].
- Запретил последователям вести любую переписку, обсуждение, разговоры и даже торговлю с теми, кто не признаёт его претензий, посеяв этим вражду между родственниками, повлёкшую разрушение многих семей.
- Ввёл полную цензуру писем, не разрешая их отправку за пределы Акко без его одобрения и скрепления личной печатью.
- Запретил публиковать и распространять писания Бахауллы, разрешив читать и распространять лишь его собственные[комм. 25].
- Издал строгий приказ отвергать каждую священную скрижаль Бахауллы, если она не была одобрена им и скреплена его печатью, отверг содержание «Священной скрижали», написанной рукой Бахауллы и посвящённой его сыну Мухаммаду Али и повелел уничтожать скрижали Бахауллы записанные пером его младших братьев.
- Сокрыл последнюю часть завещания Бахауллы, которое никогда не было опубликовано в оригинале[комм. 26][64][65][66] и исказил его толкование.

Признавая, что среди верующих число сторонников Абдул-Баха составляет большинство. Мухаммад Али и его сторонники продолжали призывать к диалогу и предлагали провести объединительный конгресс. В 1914 году Мухаммад Али даже пытался лично навестить Абдул-Баха после его возвращения из Америки, но все попытки были отклонены или проигнорированы — полный отказ от диалога совершенно снял для Абдул-Баха текущую необходимость выпускать какие-либо детальные опровержения критики своего брата.
Только в своём завещании, составленном между 1901 и 1908 годами и обнародованном после смерти в 1921 году, Абдул-Баха официально обвинил Мухаммада Али в заговоре и вероотступничестве, объявив его самого и его сторонников «Нарушителями Завета» за отказ повиноваться ему и принять его понимание религии. Большая часть семьи Бахауллы, включая двух живых в то время его жён: Фатиму и Гавхару и их детей поддержала сторону Гусн-и-Акбара. Сторону Абдул-Баха сохранили лишь его собственная семья и Бахиййе-ханум, его младшая полнородная сестра.
По данным на 1922 год в Палестине насчитывалось 158 бахаи. Наследник Абдул-Баха, Шоги Эффенди Раббани продолжил политику исключения  и отлучил от веры всех своих родственников, в том числе собственных родителей. Он приказал им покинуть Палестину, лишил их гражданских прав в рамках общины и запретил посещение усыпальницы Бахауллы. Некоторые были посмертно вычеркнуты из истории движения. К моменту смерти Шоги Эффенди в 1957 году ни один из потомков Бахауллы не оставался в общине, управляемой Домом Справедливости.

### Унитарианские взгляды Мирзы Мухаммада Али
Сторонники Гусн-и-Акбара, которые, по определению армянского исследователя Саркиса Мубаяджяна Атрпета, составляли самую культурную и сознательную часть бахаистов, называли себя «Унитариями» (араб. اهل التوحید‎ Ахлю’т-Таухид или араб. موحدین‎ Мувахиддин). Этим они подчёркивали известную в исламе концепцию таухид — единственности и единства Бога, признания только за ним (а не за его посланниками и пророками) божественной природы. Это можно считать своеобразным аналогом монотеизма и унитарианства в христианстве.
Вместо того чтобы окончательно разорвать связь с исламом, Мухаммад Али, возможно, стремился придать бахаизму суфийские черты и подчеркнуть большую приверженность мусульманской традиции, развивая его как вдохновлённое исламом, прогрессивное и либеральное духовное течение.

Мы должны понимать, что у Богоявления нет равных или подобных. Откровения [Священных Писаний] являются Его особенностью и не принадлежат никому, кроме Него. То, что было сказано Его языком и открыто Его Высшим Пером, — это Откровения; а разговоры и сочинения всех других, кроме Него, являются словами земных существ, хотя они и могут напоминать Откровения. То, что мы наблюдаем в Его действиях и движениях, является знамениями и чудесами, хотя они могут напоминать действия земных существ. Бог и Богоявление — это единое целое. Когда Излучение [Бога] является частичным и не проявляется в завершённой форме, его именуют Посланниками и Пророками; а когда великое Солнце Реальности появляется в полном сиянии, Его называют Богом и Господом; и в обоих сияниях Он возвышается над ограниченностью человеческого творения и бытия.— Мухаммад Али Бахаи. «Воля и Завещание»
В традиционном богословии бахаи «Посланники» (или «Бо́льшие Пророки») определяются как «Явления Бога», тогда как «(Меньшие) Пророки» считаются вдохновенными людьми.
Мухаммад Али Бахаи предложил альтернативную метафизику божественного откровения, согласно которой как «Посланники», так и «Пророки» являются частичными проявлениями Бога — возможно, в разной степени, но ни один из них не является полным проявлением, как Бахаулла.
Некоторые бахаи-унитарии также включают Иисуса в категорию «Бог и Господь» наряду с Бахауллой, вопреки как исламскому взгляду, так и традиционному бахаизму, где Иисус обычно считается равным другим «Посланникам» — либо как человек в исламе, либо как одно из множества «Явлений Бога» в бахаизме. Кроме того, Мухаммад Али придерживался позиции, близкой к суннитской, согласно которой преемники пророка Мухаммеда (халифы) рассматривались как политические лидеры мусульманской общины, а не как носители божественного авторитета. Это резко отличалось от шиитской точки зрения (в рамках которой формировался ранний бахаизм), где халифы считались обладающими божественным вдохновением.

### Наследие Гусн-и-Акбара
Появление либеральной ветви из более консервативной религиозной среды уже имело место в истории: свободолюбивое и плюралистическое унитарианство возникло из кальвинистского, пуританского конгрегационализма в начале XIX века в Новой Англии — хотя и без мессианского компонента, характерного для веры бахаи. Однако, в то время как унитариане со временем становились всё более либеральными, мейнстримный бахаизм в XX веке пошёл в обратном направлении — к антилиберализму, тем самым оставив нишу для новой свободомыслящей ветви этой религии.
Мухаммад Али Бахаи имеет особое значение как для унитариев, так и для всех религиозных либералов: он стал историческим голосом, вышедшим из традиционного исламского мира, но уже в начале XX века решительно выражавшим видение религии и человеческой цивилизации, которое значительно опережало как его время, так и консервативную культуру, в которой он был воспитан. Он уважал пророческую миссию своего отца и проповедовал устремлённую в будущее веру, подчёркивавшую индивидуальный поиск истины, свободу совести, разум, объективность и конструктивное участие в жизни общества — без необходимости обращения к религиозной иерархии.

В эту эпоху стремительного материального прогресса новейшие научные открытия принесли немалую пользу жителям земли; человечество, обладая безграничной силой разума, совершило великий шаг вперёд: воображаемое стало реальностью, а сокровенные тайны перестали быть тайнами для тех, кто способен постичь их.
И всё же, несмотря на столь бурное развитие и небывалый подъём человеческих способностей, прискорбно наблюдать, как так называемые интеллектуалы унижают собственное достоинство, как наделённые божественными дарами личности теряют уверенность в себе и не ведают собственной сути. Свободные души, и всё же пребывающие в рабстве, позволяющие себе и другим попадать в сети религиозного суеверия, подчиняться власти горстки избранных чьей-то рукой вождей. О друзья и братья… восстаньте с силой и отвагой и воспарите в необъятные, безграничные просторы свободы.— Мухаммад Али Бахаи, «Послание понимающим людям во всем мире», 1935
Постоянная тема писаний Гусн-и-Акбара — важность рационального мышления и разрушительное влияние фундаменталистской религии. В эссе «Послание понимающим людям во всем мире», посвящённом религиозному конфликту и религиозному либерализму, он страстно выступал за межконфессиональное примирение как краеугольный камень послания Бахауллы — против искажения сути религии её властолюбивыми лидерами. В своей инициативе по созданию представительной демократической ассамблеи мира Мухаммад Али призывал к формированию собрания народов мира, основанного на принципах представительной демократии, эгалитаризма, межконфессионального и международного сотрудничества — аналога Организации Объединённых Наций, но в формате неправительственного органа. Он также выступал за верховенство права, социальную справедливость, гражданские права и отделении религии от государства.

Все законы — будь то духовные или гражданские — должны служить установлению единства, братства, свободы и равенства. Единство нации — это фундамент, на котором воздвигаются столпы государственной системы и издаются её законы; а единство достигается лишь через братство, свободу и равенство.— Мухаммад Али Бахаи, 1934
Однако, наследие Мухаммада Али состоит и в том, что, отстаивая свободу мысли и ограничение власти лидеров в бахаизме, он никогда формально не высказывал претензий на руководство и не оспаривал тексты завещаний; несмотря на это, он всё равно положил начало расколу, не приложив своих немалых дарований для поддержки официального преемника Бахауллы. Социолог Питер Бергер объясняет неудачу Мухаммада Али в установлении лидерства в общине тем, что его подход требовал слишком ранней «рутинизации харизмы» — перехода от харизматического лидерства к развитию рациональной организационной структуры. Настойчивое требование Абдул-Баха на сохранение харизматической власти с мессианским мотивом оказалось более привлекательным для большинства бахаи, чем коллективная форма управления с использованием сдержек и противовесов, предлагаемая его братом. Сильный лидер оказался более эффективным для проведения доктринальных, культурных и организационных изменений, необходимых для долгосрочного выживания движения, которое оказалось не готовым к либеральному подходу Мухаммада Али. Это соответствует практике религиоведения: на ранних этапах становления нового религиозного движения почти всегда преобладает авторитарное харизматическое лидерство. Прогрессивные, демократически организованные течения, группирующиеся вокруг не единого сакрального лидера — а учения, имеют шанс только в стадии развитой институциональной религии, при наличии устойчивого ареала и стабильного сообщества последователей..
После смерти Бахауллы Мухаммад Али вёл уединённую жизнь и избегал открытого конфликта. Хотя он никогда не принял курса Абдул-Баха, Гусн-и-Акбар отказывался делать письменные заявления, чтобы избежать дальнейшего раскола. Он скончался в 1937 году после тяжёлой болезни в Хайфе, где жил с семьёй своего младшего сына Мусы, и был похоронен в Акко. В своём завещании Мухаммад Али выступил против концепции «Хранителя» как противоречащей воле Бога и, не назначив преемника (так как не поддерживал идеи о передаче власти в духе шиитского имамата), подчеркнул, что все религиозные вопросы должны решаться на основании Китаб-и-Агдас, а для административного управления необходимо создание Домов cправедливости.

### Джамаль Буруджирди и бахаи-унитарии на Востоке
В течение многих лет служения Бахаулле Исмулла Джамаль Буруджирди оставался главным среди учителей Веры в Иране. Именно он сохранил останки Баба после его казни, одним из первых получил от Бахауллы возможность прочитать Китаб-и-Агдас (и даже был освобождён от обязательного подчинения его законам), а также удостоился более ста скрижалей, обращённых к нему. После смерти Бахауллы Буруджирди стал председателем Консультативного комитета (предтечи Духовного собрания) бахаи Ирана. Уже в возрасте свыше восьмидесяти лет он дважды совершал паломничество верхом из Тегерана в Акко — поездка в одну сторону занимала три месяца.
Буруджирди прилагал все усилия к примирению сыновей Бахауллы, призывая их провести совместное духовное собрание с целью устранения разногласий. Однако Абдул-Баха отказался от общения с ним и проигнорировал его призывы. В итоге Джамаль присоединился к Мухаммаду Али и стал его эмиссаром в Иране. В каждой из провинций Ирана Буруджирди назначил своих представителей: так, в Иранском Азербайджане им стал Джалиль-и-Хои, известный верующий, которому Бахаулла явил Послание Ишракат, раскрывающее принципы высшей безошибочности. В их число также вошли Хаджи Мухаммад Хусейн Кашани и Джалиль Табризи.
Хотя Буруджирди был бывшим мусульманским богословом и в какой-то степени фундаменталистом, он, тем не менее, «высказывал весьма широкие идеи». Одним из первых он выразил мнение, что текстов священных писаний достаточно для управления общиной бахаи, и что ей не нужен иной лидер. В одном из своих многочисленных посланий, адресованных бахаи, он призывал к единству, настаивая на проведении совместных духовных собраний представителями различных партий верующих для устранения разногласий.
Он говорил: «Если мы не в силах достичь единства между собой в рамках нашей великой религии, то давайте хотя бы объединимся ради устранения самой религии — и тем самым освободим невинное человечество от оков религиозных суеверий в грядущем».
Буруджирди скончался 30 мая 1911 года в Тегеране.
К унитариям также присоединились Сиййид Махди Дахаджи (Исмулла Махди) — миссионер Бахауллы в Иране, долгое время присматривавший за его домом в Багдаде и автор книги Рисала (История Веры бахаи) (1914)); Мирза Абул-Казим Назир Исфахани — бывший губернатор ряда провинций Ирана во времена династии Каджаров, сопровождавший Мухаммада Али в поездках в Индию, проживавший в Акко во время смерти Бахауллы, а затем вернувшийся в Тегеран; Мирза Хусейн Ширази Хартуми — миссионер в Египте, девять лет проведший в ссылке в Судане, написавший своей рукой первое печатное издание Китаб-и-Агдас, скончавшийся в Александрии в 1907 году; Хаджи Сайид Мухаммад Афнан — владелец издательства Naseri Press, первый издатель священных книг бахаи из Бомбея, Индия) и другие.
В ответ на это Абдул-Баха также отправил в Иран ряд своих посланцев — первых Десниц Дела Божьего, а также известных учителей Веры: Хаджи Абу’л-Хасана Амина, Хаджи Мирзу Хайдара-Али и др. Им удалось созвать духовные собрания в различных городах Ирана и постепенно склонить перевес верующих на сторону Абдул-Баха. К концу его жизни очаги унитарного бахаизма в Иране прекратили своё существование.
После смерти Абдул-Баха Мухаммад Али обратился к бахаи Востока через арабские газеты, выразив скорбь по его уходу и подчеркнув, что «хотя он был разлучён со своим братом волей Божьей, тем не менее сыновние отношения и сердечные чувства всегда оставались сильны в его сердце». Он призвал всех бахаи следовать за ним во исполнение Завещания Бахауллы. Этот призыв был поддержан некоторыми верующими в Александрии, но в целом остался без отклика.
На это обращение отреагировал Дом духовности в Каире (созданный в соответствии с указанием Абдул-Баха вместо основанной Мухаммадом Али Духовной ассоциации), выступив с опровержением. В нём обращение Мухаммада Али было названо неавторитетным, исходящим от многолетнего нарушителя Завета, и верующих призвали ожидать дальнейших официальных указаний из Хайфы.

### Основатель «Общества бехаистов» Ибрагим Хайрулла
Пионером веры бахаи на Западе стал Ибрагим Джордж Хайрулла (1849—1929), ливанский греко-православный христианин, обращённый в 1889 году в Египте в веру бахаи и получивший от Абдул-Баха имена «Пётр Баха» и «второй Колумб». Хайрулла эмигрировал в Соединённые Штаты Америки, где в 1894 году основал первую американскую общину бахаи и начал давать уроки «познания истины». С лекциями он побывал в Чикаго, Нью-Йорке, Кеноше, Энтерпрайзе, Канзас-Сити, Филадельфии, Итаке, Расине, Каламазу и Доваджиаке. За пять лет, благодаря усилиям Хайруллы, число бахаи в США достигло не менее 1500 задокументированных верующих в 60 городах 25 штатов и, по оценками исследователей, — до 3000 в целом. Его деятельность также способствовала появлению первых бахаи в Канаде, Франции и Великобритании.
Летом 1898 года Хайрулла и группа верующих из Калифорнии и Нью-Йорка во главе с Фиби Херст отправились в первое западное паломничество в Акко. Путешественники несколько раз встречались с Абдул-Баха, который принимал их с внешним радушием, хвалил заслуги Хайруллы, одобрил содержание его будущей книги «Бехаулла (Божья слава»), предоставил ему честь первым посетить усыпальницу Бахауллы и пригласил на церемонию закладки усыпальницы Баба. Однако при этом Абдул-Баха отказался ответить на вопросы о ключевых положениях учения, предоставить тексты Писаний Бахауллы (в некоторых случаях утверждая, что их местонахождение неизвестно). Только на обратном пути в Египте Хайрулла смог приобрести их ранние печатные издания. Также ему не дали возможности встретиться с другими членами семьи Бахауллы.
По возвращении в Америку Хайрулла вступил в переписку с младшим братом Абдул-Баха, Мирзой Мухаммадом Али, и в 1900 году публично перешёл на его сторону. Это вызвало раскол среди американских бахаи: часть наиболее финансово влиятельных верующих осталась верна Абдул-Баха. Чтобы восстановить контроль над общиной, тот направил в США учителя Хайруллы из Египта — Абдула Карима Тихрани, который обвинил своего ученика в искажении учения и отстранил его от руководства. (Подробнее…)
В том же 1900 году Хайрулла основал унитарное Общество бехаистов, став его главным духовным наставником. В него вошли Церкви Богоявления в Чикаго (президент Дома Справедливости — Фредерик Олин Пиз (1852—1933)) и Кеноше (президент — Фредерик Артур Слак (1867—1943)). Несмотря на личную харизму Хайруллы, отказ от авторитета Абдул-Баха лишил его учение центрального элемента привлекательности. Изначально Хайрулла и другие миссионеры утверждали в своих уроках, что Абдул-Баха был вторым пришествием Христа, и именно фигура живого «Учителя» притягивала новых последователей.
К 1902 году число американских бахаи сократилось на две трети. Из примерно 600—700 оставшихся верующих около 300 были «бехаистами» («бехаитами») или «унитариями» — около 200 в Кеноше и 100 в Чикаго. Остальные были адептами Абдул-Баха («аббаситами» или «бахистами»), которых координировали посылаемые им эмиссары.
Со стороны Мухаммада Али в 1901—1902 годах в США побывал его представитель Гуламулла — сын историка бахаи Мухаммада Джавада Газвини. В 1900 и 1901 годах Мухаммад Али и его брат Бадиулла отправили несколько писем в адрес Общества бехаистов и президента Дома Справедливости. Однако, когда в 1903 году Бадиулла публично разорвал отношения с Мухаммадом Али и выразил поддержку Абдул-Баха, это стало серьёзным ударом по общине «бехаистов». Его письмо «Послание миру бахаи» было опубликовано в 1907 году издательским обществом бахаи в Чикаго.
Хайрулла продолжал преподавать в Чикаго, Нью-Йорке, Сент-Луисе, Эванстоне и Уилметте. В 1914 году он основал Национальную ассоциацию универсальной религии, формальным главой которой стал Мухаммад Али в качестве Всемирного духовного наставника. Ассоциация ставила целью объединение всех религий в единую Универсальную Религию. Её устав базировался на Библии, Китаб-и-Агдасе и принципах универсализма. В Ньюарке была создана региональная ветвь под руководством Уильяма Э. Дрэйера. Однако, после успешных визитов Абдул-Баха в Северную Америку (1911—1913), число бехаистов сократилось до примерно пятидесяти человек.
Хайрулла занимался активной деятельностью до 1928 года, а в последний год жизни отправился в Ливан, но скончался от травм, полученных при взрыве котла на корабле по пути туда. Его сын Джордж принял ислам и был активен в мусульманских и арабских организациях Нью-Йорка, тогда как дочери — Лабиба Салеби и Набиха Шехаб (вернувшаяся с мужем в Ливан) — продолжали придерживаться веры бахаи.

### Внук Бахауллы Шуа Улла Бехаи
После смерти Хайруллы лидером унитарного движения бахаи в Америке стал Шуа Улла Бехаи (1879—1950) — старший внук Бахауллы и сын Мирзы Мухаммада Али. Из-за конфликта между сыновьями Бахауллы он был вынужден разорвать помолвку с дочерью Абдул-Баха — Рухой Ханум, несмотря на взаимную любовь. Шуа Улла эмигрировал в Соединённые Штаты в июне 1904 года и в 1914 году стал единственным потомком Бахауллы, получившим американское гражданство.
Выступая как представитель своего отца, он возглавил «Унитарное бехаистское движение» и активно путешествовал по стране, распространяя учение Бахауллы и отстаивая легитимность линии Мухаммада Али.
С 1934 по 1937 год в городе Кеноше (штат Висконсин) он за собственный счёт издавал англоязычный журнал унитарных бехаистов под названием «Ежеквартальный журнал Бехаи». На его страницах публиковались переводы сочинений Бахауллы, труды Гусн-и-Акбара, тексты других унитарных бахаи — самого Шуа Уллы, покойного Хайруллы, Мирзы Маджеддина (племянника и зятя Бахауллы), Розы Электы Газвини, а также ряда американских авторов: Фредерика Артура Слака, Лесли Эдварда Пиза (1881—1970), Джозефа Джорджа Гамильтона (1870—1942), Бернарда Молленгауэра, Гаспара Бела Дарувари и других.
Мемуары и публикации Шуа Уллы Бехаи стали впоследствии основой для книги «Забытая история веры бахаи». После смерти Мухаммада Али издание было прекращено, а американское движение унитарных бахаи постепенно пришло в упадок. К концу XX века лишь небольшая община сохранилась в Кеноше.

### «Всемирная федерация бахаи»
В 1950 году последний из живых сыновей Мирзы Мухаммада Али — Амин Улла Бахаи — основал в Акко альтернативную организацию под названием «Всемирная федерация бахаи». Одновременно внучки Бахауллы — Камар и Исмат Бахаи, дочери Бадиуллы (младшего сына Бахауллы, который на протяжении жизни несколько раз менял позицию, но в итоге примкнул к унитариям) — предприняли попытки объединения всех трёх поколений потомков Бахауллы в рамках «унитарного» направления. Социолог Питер Бергер в 1953 году охарактеризовал их действия как «попытку объединить всех диссидентских бахаи».
Мужем Исмат был Джаляль Азаль — внук Мирзы Йахьи (Собх-и-Азаля) и сторонник азалитов, взгляды которого, однако, не разделяла его жена. Являясь британским подданным, Азаль переехал в Хайфу по приглашению Абдул-Баха вместе со своим дядей и сестрой и проживал там до 1948 года. Камар Бахаи была замужем за сыном Мирзы Мухаммада Али — Мусой Бахаи. После себя она оставила ряд воспоминаний, проливающих свет на развитие унитарного бахаизма и внутрисемейные отношения, опубликованных в книге «Забытая история веры бахаи».
В 1951 году Камар Бахаи, Джаляль Азаль и Ахмад Сохраб — бывший секретарь Абдул-Баха (1912—1919), а позднее основатель «Общества Новой Истории» — выступили против намерений Шоги Эффенди провести реставрационные работы в бывшем особняке Бахауллы, известном как Каср аль-Бахджи, защищая исторический облик здания.
В 1952 году, под угрозой уголовного разбирательства с рассмотрением вопросов наследования, и после вмешательства Министерства по делам религий Израиля, Шоги Эффенди был вынужден пойти на уступки и разрешить потомкам Бахауллы, а также приглашённым ими лицам, доступ к усыпальнице Бахауллы — впервые за почти тридцать лет.
В 1954-м Ахмад Сохраб провёл пресс-конференции в Хайфе и Тель-Авиве, а его союзница по «Обществу Новой Истории» — Джулия Чанлер — направила в 1956 году петицию президенту Израиля от имени «свободных бахаи» в защиту имущественных прав унитариев. Однако после смерти в 1952 году ключевого свидетеля по делу — дяди Шоги Эффенди Найера Афнана — и в результате судебных процессов, в 1957 году Верховный суд Израиля признал все предместье Бахджи «священной территорией». Наследники Бахауллы — в том числе Амин Улла Бахаи и Марьям Ханум — были вынуждены покинуть здание, прилегающее к особняку (впоследствии снесённое), и переселиться в предоставленное им государством альтернативное жильё.
В 1952 году в Фамагусте, Кипр прошла конференция, на которой присутствовали представители всех трех поколений бахаи, в том числе: вернувшийся на Кипр Джаляль Азаль (представлявший азалитов), Исмат, представлявшие последователей Мухаммада Али (унитарии), Ахмад Сохраб (сторонник независимого бахаизма, вне каких-либо форм управления), а также бахаи из Ирана. Одной из целей встречи был сбор средств на строительство мавзолея над могилой Собх-и-Азаля.
К этому времени к унитарной позиции склонилось большинство потомков Абдул-Баха, включая его отлучённого сына Рияза. Последний увлекался коллекционированием оригиналов бахаи-манускриптов и четырежды посещал Джаляля Азаля на Кипре. Доступ к первоисточникам и контакт с представителями всех поколений бахаи позволил Азалю получить доступ к документальным первоисточникам и написать в 1967—1971 годах ряд исторических трудов по вере Байани и бахаи, хранящихся в библиотеке Принстонского университета и опубликованных в 2004 году на сайте иранского сообщества Байани.
К 1970-м годам в Акко проживало шесть семей бахаи (все — отлучённые потомки Бахауллы), которым антрополог Эрик Коэн присвоил статус «остаточной религиозной общины». В их числе находились: Амин Улла Бахаи, Камар Бахаи и её дочь Негяр; дочь Абдул-Баха Мунавар Ханум и его внучка Сорайя Ханум (обе отлучены Шоги Эффенди); потомки Мирзы Мусы (брата Бахауллы) — семьи Ирани и Баххадж; а также представители семей Афнан (родственники Баба). Семье Мухаммада Али принадлежало значительное количество оригиналов писаний Бахауллы, которые Амин Улла передал в дар одному из музеев Великобритании, однако их местонахождение в настоящее время неизвестно.
Амин Улла Бахаи, последний прямой потомок Бахауллы, оставался частым посетителем мечети Акко и поддерживал отношения со своими пожилыми знакомыми-мусульманами. До своей смерти в 1974 году на 92-м году жизни Амин Эффенди занимал пост почётного председателя Федерации бахаи, однако после поражения в борьбе за контроль над недвижимостью бахаи и за официальное признание со стороны Государства ИзраильИзраиль организация окончательно утратила влияние и стала маргинальной.

## Современные бахаи-унитарии

### Создание «Унитарианской бахаистской ассоциации»
В 2009 году с инициативой возрождения «унитарного бахаизма» выступил американский исследователь Веры Бахаи Эрик Стетсон (род. 1979). В марте 2010 года он зарегистрировал некоммерческую организацию — «Унитарианскую бахаистскую ассоциацию» (англ. Unitarian Bahai Association, УБА), в правление которой в августе 2010 года была символически включена Негяр Бахаи Эмсаллем (ум. 2019), правнучка Бахауллы, внучка как Мирзы Мухаммада Али, так и его младшего брата Бадиуллы. Этим шагом, среди прочего, подчёркивалось признание права женщин быть избранными в международный совет директоров Ассоциации.
Первоначальный состав правления УБА (март 2010 года) включал, помимо Стетсона и Эмсаллем: секретаря Джоэля Бьорлинга (род. 1952) — специалиста по новым религиозным движениям, автора книги «Вера бахаи: историческая библиография», мультимедийного продюсера Уильяма «Билла» Кронемайера (1952—2010) — владельца компании WJK Associates, основателя Ассоциации видеографов Нью-Джерси (NJVA) и активного члена ряда мультимедийных групп, ранее состоявшего в Национальном Духовном Собрании США, из которого он вышел в 2002 году, а также модератора ряда дискуссионных групп Маки Линду Кисвар Тёрнер. Однако, к маю 2010 года трое из пяти членов правления покинули его. Ассоциация была зарегистрирована в городах Фэрфакс, Вирджиния и Уилмингтоне, Делавэр, США.
С 1992 года Негяр Эмсаллем — старейшина рода Бахаи, проживавшая в Израиле — возглавляла некоммерческую организацию «Семейное общество бахаи», занимавшуюся управлением общественными учреждениями семьи Бахауллы: молитвенным домом, домом культуры, музеем, галереей, детским приютом и кладбищем потомков Бахауллы и общины бахаи. Организация базировалась в доме Эмсаллем на улице а-Гефен в Хайфе. В 1990-е годы Эмсаллем построила усыпальницу на могиле своего деда Мирзы Мухаммада Али в Акко, неподалёку от мавзолея самого Бахауллы. Туда же были перенесены останки его брата Зияуллы, которые в 1965 году были удалены из усыпальницы Бахауллы в рамках кампании, названной Всемирным домом справедливости «очищением от прошлого загрязнения».
Впервые Эмсаллем публично высказала свою позицию в отношении современного бахаизма в интервью, показанном в израильском документальном фильме «Бахаи в моём дворике» (2006). Она подчёркивала, что её семья — «настоящие бахаи», несмотря на распространённые утверждения о том, что потомков Бахауллы либо не осталось в живых, либо они полностью ассимилировались с местным населением и стали мусульманами.
В конце 2010 года Федеральный суд США отклонил апелляцию Национального Духовного Собрания, добивавшегося запрета использования торговой марки «Бахаи» альтернативными направлениями веры. После этого представители ряда течений, включая УБА, заявили о возможности подачи коллективного иска в Верховные суды США и Израиля с требованием права открытого доступа и участия в управлении святыми местами бахаи. С 2012 по 2017 год Негяр Бахаи Эмсаллем и её сестра Малиха Бахаи Ансари (ум. 2016), также выступая как наследницы своей двоюродной тёти Исмат Бахаи Азаль, вели судебное разбирательство с Национальным Духовным Собранием США. Они требовали компенсацию в размере 4,8 млн шекелей за землю Садов Бахаи в Акко. Однако израильский суд отклонил их иск, ссылаясь на то, что территория имеет особый статус «священной земли» религии бахаи, и её регистрация не отражала фактический статус прав её владельцев.

### Вера без формальных религиозных организаций
«Унитарианская бахаистская Ассоциация» (в 2011 году обсуждалось предложение о её трансформации в «Унитарианскую универсалистскую бахаистскую ассоциацию» с целью аффилиации с «Унитарианской Универсалистской Ассоциацией», однако официального признания достигнуто не было и в 2012 году организация прекратила своё существование), незарегистрированное «Унитарианское бахаистское содружество» (основанное в 2009 году Дарриком Эвенсоном — бывшим бахаи до 1998 года, мормоном и дахешистом, также стремившимся к сотрудничеству с УУА), а также малоизученное «Унитарианское бахаистское сообщество ислама» (стремившееся развивать унитарный бахаизм в рамках исламской религиозной традиции) не получили широкого распространения. Это объясняется тем, что большинство современных бахаи-унитариев, придерживаясь мышления внецерковной духовности, не считают необходимым наличие какой-либо формальной религиозной структуры или централизованного административного управления для практики своей веры. Такие объединения могут существовать лишь как средства общения и взаимной поддержки среди верующих, но не как иерархические структуры управления.
Современная унитарная бахайская община представляет собой децентрализованную сеть отдельных лиц, локальных групп и инициатив, преимущественно в США. Они объединены посредством интернет-ресурсов, страниц и групп в социальных сетях. Среди их создателей — исследователи веры Эрик Стетсон, Дейл Хасбенд и правнучатая племянница Бахауллы Парри Баххадж. Также существует ряд анонимных блогов и веб-сайтов, поддерживающих унитарную интерпретацию бахаи.
У унитариев отсутствует централизованное руководство, формальное членство или избранные органы. Все участники считаются равноправными, решения принимаются на основе консенсуса или общего собрания, если требуется формализация. В этом унитарии соглашаются с высказыванием Абдул-Баха, записанным его секретарём Ахмадом Сохрабом:

Движение бахаи — это не организация. Невозможно организовать Дело Божье. Оно не может быть расположено в одном месте или сосредоточено в одном человеке. Движение бахаи — это дух эпохи. Он — повсюду… Это — сущность всех высших идеалов этой эпохи. Человек, возможно, никогда не слышавший названия бахаи может в то же время иметь все качества, необходимые для того, чтобы сделать его бахаи… Бахаи — инклюзивное движение: здесь можно найти учения всех религий и обществ: христиан, иудеев, буддистов, магометанцев, зороастрийцев, теософов, масонов, спиритуалистов и др… — и даже социалисты и философы находят в этом движении полное выражение своих теорий.— Абдул-Баха, речь в Вене, 20 апреля 1913
Бахаулла учил, что в вере бахаи не должно быть духовенства. По мнению унитариев, это сделано для предотвращения ошибок, связанных с догматизмом и духовной иерархией, определяющей, что верно для последователей веры. Они считают, что каждый верующий имеет право и даже поощряется самостоятельно исследовать священные тексты и интерпретировать их в соответствии со своим пониманием, разумом и совестью, вместо того чтобы соглашаться или делать вид согласия с «официальными» догмами и толкованиями. Разрешается также использование альтернативных или собственных переводов священных писаний; действует полная свобода публикации бахайских материалов, не требующая предпечатного одобрения каким-либо органом; допускаются и поощряются коллективные (общинные) молитвы. Унитарии также допускают свободную публикацию и распространение изображений всех Пророков, включая Баба и Бахауллу, поскольку, по их мнению, до времени Шоги Эффенди такой запрет отсутствовал.
В унитарной традиции считается, что бахаи могут коллективно принимать любые решения, соответствующие принципам веры, при условии их утверждения на городском собрании (Дом Справедливости, состоящий минимум из девяти бахаи), особенно по вопросам, прямо не регулируемым Писанием.

### Бахаи-унитарии и Унитарианская Универсалистская Ассоциация
Мир не лишён различий в идеях, верованиях и стремлениях, но мне кажется, что различия в религиозных убеждениях должны ограничиваться местами отправления культа. Каждый человек свободен верить так, как он хочет, и в кого он хочет, а разница в доктринах никак не мешает единству человеческого общества. Закончив наши молитвы в различных местах богослужения, мы все объединяемся в человечестве и братстве, и, следовательно, должны быть равны в наших взаимоотношениях и в гражданских правах.— Мухаммад Али Бахаи, 1934
Ряд современных бахаи-унитариев являются членами или сторонниками Унитарианской Универсалистской Ассоциации (УУА), объединяющей в себе самые либеральные направления различных религий, объединяющей в себе наиболее либеральные направления различных религиозных традиций. Как унитарианский бахаизм, так и унитарианский универсализм придают большое значение правам человека, социальной справедливости и равенству, демократии, международному миру, а также взаимному уважению и примирению между представителями разных рас и религий.
Основополагающий принцип УУА заключается в универсализме спасения: Бог спасает всех людей, независимо от их веры, а все мировые религии обладают равной духовной ценностью. Ни для вступления в унитарианский универсализм, ни для признания себя бахаи-унитарием не требуется разрыва с прежней религиозной принадлежностью: верующие могут одновременно участвовать в жизни христианских церквей, исламских мечетей, еврейских синагог, индуистских и буддийских храмов или иных религиозных общин — в духе межконфессионального диалога и примирения. В этом контексте молитвенные дома УУА нередко рассматриваются унитарными бахаями как функциональные аналоги домов поклонения бахаи (Машрикуль-Азкар). Ассоциация поощряет своих членов к изучению различных религиозных традиций и практик, посещению богослужений других конфессий и развитию целостного взгляда на духовность человечества.
Уже во время своего визита в США в 1912 году, Абдул-Баха выступал перед Национальной конференцией унитариев, а также в ряде унитарианских и универсалистских церквей страны, что свидетельствовало о взаимной открытости в диалоге. В своих речах он говорил, отражающая эклектичный и инклюзивный подход:

Вы не должны отмежевываться от [своей церкви]. Знайте это: Царствие Божие не принадлежит никакому обществу; некоторые ищущие проходят через множество обществ, как путник проходит через множество городов, пока не достигнет своей цели. Если вы уже принадлежите какому-либо обществу — не оставляйте своих братьев. Вы можете быть бахаи-христианином, бахаи-масоном, бахаи-иудеем, бахаи-мусульманином. Не причиняйте боли и не отвергайте никого словами: «Он не бахаи!» — ибо человек познаётся по своим делам.— Абдул-Баха, ответы на вопросы в Лондоне, 1911
Целями «Унитарианского бахаистского содружества» в рамках УУА являются: публикация книг и материалов о вере бахаи для распространения в книжных магазинах и библиотеках УУА; создание локальных ячеек бахаи-унитариев в общинах УУА; строительство при наличии достаточного числа последователей собственного храма в крупном мегаполисе; организация паломничеств к святыням бахаи.

## Принципы унитарного бахаизма
Быть бахаи — значит просто любить весь мир, любить человечество и стремиться служить ему; работать во имя всеобщего мира и всеобщего братства— Абдул-Баха, 1912
Не существует какого-либо общепринятого или «официального» символа веры унитарного бахаизма. Все бахаи-унитарии могут самостоятельно предлагать его варианты. В целом, сторонники движения придерживаются принципов, изложенных Бахауллой, который «заложил основы моральной и духовной реформы, идеального прогрессивного движения, направленного на возвышение человечества, социализацию религии, объединение фундаментальных идеалов мира и гармонизацию конфликтующих интересов наций» (Камар Бахаи, 1953). В своём журнале Шуа Улла Бехаи сформулировал девять основных принципов унитарного бахаизма:
1. Единство и Единственность Бога[комм. 76]
2. Единство Человечества[комм. 77]
3. Равенство рас
4. Равенство мужчин и женщин[комм. 78]
5. Гармония науки и религии[комм. 79]
6. Религия без духовенства
7. Универсальный язык[комм. 80]
8. Международный трибунал
9. Мир во всем мире.

Позднее Шуа Улла дополнил этот перечень другими положениями: независимый поиск истины, универсальная религия, межконфессиональное общение, объединение рас, поощрение смешанных браков между представителями разных конфессий; решение социальных и экономических проблем, уважение законов страны проживания.: преодоление всех предрассудков; распространение знаний и всеобщее образование; установление правосудия и справедливости; равенство перед законом; создание демократической международной межконфессиональной ассамблеи и др. Шуа Улла Бехаи также подчёркивал необходимость познания себя и окружающего мира, верности, правдивости, справедливости, доверия, честности и искренности, общения между людьми на основе любви и стремления к преодолению разногласий.
Современный унитарианский бахаизм представляет собой открытое учение, подчёркивающее: единство и трансцендентность Бога; человечность и ограниченность всех религиозных лидеров; важность интеграции и терпимости среди последователей Бахауллы и людей всех вероисповеданий; активная вовлеченность в общественную жизнь посредством ответственного участия в прогрессивных некоммерческих организациях, политической, социальной, благотворительной и гуманитарной деятельности. Движение отличает инклюзивность и толерантное отношение к тем, кто может быть отвергнут в рамках традиционного бахаизма: бывшим бахаи, вышедшим из веры из-за несогласия с авторитаризмом её хайфской организации, представителям ЛГБТ-сообщества в рамках принципа недискриминации, политически активным людям, жителям Израиля, потомкам пророка Бахауллы («Агсан» («Ветвям»)) (включая и тех, кого другие бахаи считают «нарушителями Завета»), бахаи в мусульманских странах, которые вынуждены скрывать свою религиозную принадлежность и публично исповедовать ислам из-за преследований и т. п.
Унитарии призывают не обращать внимания на различия между направлениями внутри веры бахаи и стремиться к устранению разногласий: движение и все его площадки открыты для любых верующих-бахаи, которые идентифицируют себя как последователей Бахауллы — как бахаи, принадлежащих к административному порядку со Всемирным центром в Хайфе, так и любым другим движениям бахаи, а также незарегистрированным. Бахаи-унитарии не придерживаются практики «отлучения от веры» кого бы то ни было за те или иные провинности и не признают ранее провозглашённых кем-либо из лидеров веры бахаи отлучений. Их девиз: «Мы приветствуем всех, мы не отвергаем никого!» (англ. We welcome all, we shun none!) Они также призывают к проведению международной конференции-ассамблеи бахаи, к участию в которой должны быть приглашены все искатели истины, невзирая на статусы «неприкасаемых», «отлучённых», «многобожников», «нарушителей Завета» и т. д., данные в прошлом.

Общайтесь с последователями всех религий в духе дружелюбия и товарищества. Все, что вело чад человеческих к отвержению друг друга, вызывая разногласия и раздоры среди них, ныне, благодаря явлению сих слов, отменено и упразднено.— Бахаулла, Крупицы из Писаний

## Отношение к официальным лидерам и институтам бахаи
После смерти Мухаммада Али в рамках унитарной традиции бахаи постепенно стал преобладать истинный богословский унитаризм — подход, согласно которому Бог не может быть отождествлён ни с каким человеком, включая пророков или посланников, через которых передается откровение. С этой точки зрения, вера в то, что некий человек может быть буквально непогрешимым и «совершенным», рассматривается как форма идолопоклонства.
Среди представителей унитарной традиции, оставивших письменное наследие, особенно выделяются внуки Бахауллы — Шуа Улла и Камар Бахаи. В своих поздних трудах они пришли к гуманистическому переосмыслению образов пророков и посланников, включая самого Бахауллу. Они утверждали, что, находясь в контексте глубоко религиозного и фундаменталистского общества, тот осознавал наступление новой эры глобализации и развития, и потому сознательно придавал своим далеко опережавшим время передовым реформаторским идеям божественный характер, вдохновляя последователей и создавая мотивацию на социальную революцию — преобразование общества и образа жизни. В середине XX века его внуки продолжали выступать с прогрессивными, даже по современным стандартам, взглядами на религию — свободными от догматизма и институциональной сакрализации, но сохраняющими веру в её божественное вдохновение.

Основатели великих религий в мире — всего лишь вдохновенные люди, несущие святые послания в разные уголки мира спустя разные промежутки времени. Бахаизм — это не организация, а система мышления и новый образ жизни.— Камар Бахаи. «Баха Улла», 1953
Ключевым предметом спора между консервативными бахаи-фундаменталистами и реформаторски настроенными либералами остаётся концепция «Завета». Согласно хайфской интерпретации, Бахаулла намеревался создать религию, навсегда связанную с централизованной административной структурой, имеющей источник божественного руководства в форме непогрешимого высшего лидера или института, возглавляющих т. н. «Административный порядок» — также совершенный, не содержащий каких-либо ошибок, который не может быть оспорен ни по какому вопросу. Любой, кто усомнится в том, что создание подобной структуры было истинным намерением Бахауллы, и предположит, что тот на самом деле желал, чтобы религия развивалась более свободно, а её лидеры были более скромны в своих притязаниях — может быть отлучен от веры. Первым, кто открыто поставил под сомнение такую трактовку, стал сын Бахауллы Мухаммад Али Бахаи, за что получил клеймо Главного нарушителя Завета (англ. Arch-breaker of the Covenant). Основанное им унитарное течение отвергло саму возможность существования какого-либо непогрешимого преемника, а также авторитарную линию преемственности после Бахауллы, включая использование самого термина «Завета».
Унитарный бахаизм акцентирует внимание на самостоятельном изучении и интерпретации писаний Бахауллы, их применении в духе современных знаний и социального прогресса.

Если возникнут между вами разногласия по какому-либо вопросу, обращайтесь с ним к Богу, пока Солнце ещё сияет над окоемом сих Небес, а когда оно зайдет, обращайтесь к тому, что ниспослано Им. Истинно, сего довольно для народов мира.— Бахаулла. «Китаб-и-Агдас», Абзац 53
Современные унитарии стремятся возродить мышление основателя направления — Мухаммада Али, признавая при этом вклад его старшего брата Абдул-Баха в развитие веры, но не считая его непогрешимым учителем, божественным толкователем и воплощением Откровения Бахауллы".
Согласно унитарному учению, ни один преемник Бахауллы не обладал непогрешимостью или абсолютной духовной властью. Даже если отдельные личности могут быть вдохновлены, никто — ни человек, ни институт — не вправе говорить от имени Бога. Бахаулла ясно указал, что никто не должен претендовать на прямое Откровение от Бога в течение тысячи лет после него:

Если кто-либо притязает на прямое Откровение от Бога до истечения полной тысячи лет, — таковой, без сомнения, есть лжец и самозванец.— Бахаулла. «Китаб-и-Агдас», Абзац 37
Унитарии отвергают авторитет Шоги Эффенди как «Хранителя Дела и непогрешимого Толкователя», в целом считая его узурпатором, отошедшим от учений прадеда, в том числе из-за сомнительной законности его назначения. Оно рассматривается как спорное и не имеющее достаточного основания исходя из завещания Бахауллы, где, согласно унитарной трактовке, преемником Абдул-Баха был прямо назван Мухаммад Али.
Статус «Хранителя», присвоенный Шоги Эффенди Абдул-Баха («он — знак Божий, избранная ветвь, хранитель Дела Божьего»), унитарии считают несоответствующим духу учений Бахауллы:

Никаких сует мира не существует, которым понадобился бы хранитель, чтобы разделить их. И если вы скажете, что Он нуждается в хранителе для Его дела, воистину, это несправедливость с вашей стороны в отношении Бога, Защитника, Вечного.— Бахаулла. «Скрижаль Али Мухаммаду Сараджу»
Бахаи-унитарии также не признают «единственный в мире институт, обладающим непогрешимым руководством свыше» — хайфский Всемирный дом справедливости, утверждая, что Бахаулла не предусматривал за ним роли в определении доктрины или толковании Откровения. Сегодня Дом справедливости, согласно критикам, в нарушение учений провозглашает свою прямую связь с Богом, предписывает бахаи подчиняться своим заповедям и соглашаться со всеми его мнениями, разъяснениями и толкованиями религии.
В унитарной интерпретации Дом справедливости задумывался Бахауллой как законодательная парламентская система управления, общественный институт, призванный решать политические, благотворительные и социальные вопросы, а не религиозно-догматический орган. Такая структура была призвана реализовывать принципы бахаи на всех уровнях — от местного до всемирного, при этом для её функционирования и обеспечения соблюдения законов необходимо существование государства с верой бахаи в качестве государственной религии.
Городской дом справедливости должен был представлять собой демократическое собрание с кворумом не менее девяти человек, по сути аналог городских собраний в Новой Англии, радикального института прямой народной демократии. Дома справедливости на уровне области и страны могли поддержать принятую на уровне города резолюцию и, таким образом, утвердить её для действия на более широкой территории.
Бахаулла предполагал, что всемирное собрание будет межрелигиозным или даже светским по своему характеру, возможно, выступая как Дом справедливости для всего человечества — в то время, как любые доктринальные вопросы должны регулироваться прежде всего Китаб-и-Агдас. Шуа Улла Бехаи представляет видение Бахауллой Дома справедливости как прообраз будущих международных нерелигиозных организаций, таких как Лига Наций (позднее — Организация Объединённых Наций). В отличие от господствующей доктрины бахаи, который представляет будущее как всемирную теократию под управлением институтов бахаи, унитарное движение видит идеал в глобальной светской демократии с обеспечением свободы совести и вероисповедания для всех.

## Терминология
Бахаи-унитарии нередко используют термин «бахаизм» — ныне считающийся устаревшим в академической и конфессиональной литературе — в отношении самой религии бахаи, основанной Бахауллой. Это противопоставляется более распространённому обозначению «вера бахаи», которое, по мнению унитариев, ассоциируется преимущественно с административной системой с центром в Хайфе.
В унитарных публикациях также встречаются ранние формы самоназвания — «бехаизм», «бехаисты» (или «бехаиты»), происходящие от названия первой американской организации унитариев — «Общества бехаистов». Это самоназвание употребляется в противоположность последователям Абдул-Баха, которых ранние американские источники называли «бахаистами» или «бахистами».
Также унитарии часто придерживаются более «либеральной» формы написания слова бахаи (англ. Bahai), в отличие от используемой в официальной системе транслитерации бахā’ӣ (англ. Baháʼí) с апострофом-хамзой, закреплённой в документах Всемирного центра бахаи. Эта тенденция усилилась после 1925 года, когда Шоги Эффенди утвердил стандартизированную систему латинской передачи арабских и персидских терминов.
Распространённым самоназванием унитарных бахаи, особенно в англоязычном пространстве, является также аббревиатура «UBs» (от англ. Unitarian Bahais, произносится ю-бис).

## Святые дни
Среди памятных дат, отмечаемых бахаи-унитариями, — как традиционные святые дни бахаи, так и праздники, предложенные унитарными организациями:
- 10 декабря — День Вознесения Гусн-и-Акбара (Мирзы Мухаммада Али), совпадающий с Международным днём прав человека[338];

- третье воскресенье января[комм. 92] — Всемирный день религии[англ.];

- второе воскресенье июня[комм. 93] — День расового единства.

Отмечаются также и основные Святые дни Бахаи, за исключением «Дня Завета» (25 ноября), который отвергается унитариями как учреждённый в честь Абдул-Баха в роли «Центра Завета» — титула, с которым они не согласны. День Вознесения Абдул-Баха (28 ноября) допускается к празднованию по усмотрению каждого индивида.
Дни рождения Баба и Бахауллы унитарии празднуют по солнечному, а не лунному мусульманскому календарю — 20 октября и 12 ноября соответственно. Это соответствует практике, распространённой среди всех бахаи до реформы календаря, произведённой Всемирным домом справедливости в 2015 году.
Некоторые организации унитариев предложили новые памятные даты. Так, «Унитарианская бахаистская ассоциация» ввела в обращение:
- 20 ноября — «День пустого трона»[340] — день, когда в 1957 году Десницы Дела Божьего[англ.] объявили пост Хранителя Дела Божьего окончательно вакантным после смерти Шоги Эффенди без назначения преемника.

Этот день предлагается отмечать как символическое завершение авторитарного института Хранителей, не основанного Бахауллой и не упомянутого им как необходимый элемент управления общиной. В интерпретации унитарных бахаи, с «пустым троном» Святого Духа исчезает централизованная человеческая власть, и вместо этого «Святой Дух» должен обитать в каждом искреннем верующем, вдохновляя индивидуальное духовное понимание и развитие, а не исходить от одного лица или органа власти.

## Публикация «Забытой истории веры бахаи»
В отличие от «гардианистских» направлений веры бахаи, современные бахаи-унитарии не стремятся выдвинуть альтернативную модель институциональной преемственности. Вместо этого они делают акцент на необходимости добросовестного, объективного и исторически достоверного пересмотра событий ранней истории веры бахаи и тех конфликтов лидерства, через которые она прошла.
Бахаулла писал: «Любимейшая из вещей для Меня — справедливость». Следуя этому принципу, бахаи-унитарии считают своей задачей освободить историографию бахаи от идеологизированных и полемических интерпретаций, господствующих в официальных публикациях мейнстримного бахаизма, и попытаться найти реальные факты о том, что происходило на самом деле, добившись исторической точности и справедливости. Так, например, веб-сайт «Унитарианская вера бахаи» предлагает читателям самостоятельно задуматься о том, кто из потомков Бахауллы был наилучшим выбором для духовного лидерства.
В 2014 году американское издательство Vox Humri Media, специализирующееся на книгах о прогрессивной духовности, истории, политике и культуре, выпустило собрание сочинений бахаи-унитариев под названием «Забытая история веры бахаи» («Прогрессивная традиция забытой семьи Бахауллы»). Основой книги стал англоязычный манускрипт «Вера бахаи», составленный в середине 1940-х годов Шуа Уллой Бехаи — внуком Бахауллы и сыном Мухаммада Али. Впервые были опубликованы не только его собственные тексты, но и труды его отца, ранее неизвестные публике, а также компиляции из сочинений Бахауллы и Абдул-Баха.
Редактором публикации выступил американский писатель и исследователь Эрик Стетсон, который более года работал с архивами семьи Бахаи. Он отметил, что Шуа Улла стремился избегать резкой критики Абдул-Баха и писал с умеренных позиций. Для более полного и сбалансированного представления взглядов унитарных бахаи Стетсоном в издание также были включены ранее публиковавшиеся тексты Ибрагима Хайруллы, Мухаммада Джавада Газвини и Мирзы Ага Джана Кашани, а также выдержки из «Ежеквартального Журнала Бехаи» — периодического издания Общества бехаистов в США. Кроме того, в публикацию вошли ранее не издававшиеся эссе внучки Бахауллы Камар Бахаи. Предисловие к книге написали правнучки Бахауллы Негяр Бахаи Эмсаллем (ум. 2019), предоставившая часть материалов для публикации из собственной библиотеки и проживавшая в Пакистане Малиха Бахаи Ансари (ум. 2016). Издание не касается современных унитарных бахаи и целиком посвящено историческому движению.
В 2019 году книга была издана на персидском языке в переводе исследователя Хамида Фарнаха, магистра международного права и специалиста Международного исследовательского центра по вопросам бахаи.
| Содержание издания: |
| --- |
| (звёздочкой (*) отмечены тексты, публикуемые впервые, курсивом выделены оригинальные авторские заголовки) - Мирза Мухаммад Али: 1. Краткая биография Бахауллы (Биография Беха Уллы, опубликована в «Ежеквартальном журнале Бехаи», 1934); 2. Послание верующим в Америке (вместе с Бадиуллой) (1900, опубликовано в книге И. Дж. Хайруллы «Факты для Бехаистов»); 3. Послание об уходе Абдул-Баха (1921)*; 4. Послание человечеству о видении бахаи мировой цивилизации (Послание человечеству, опубликовано в «Ежеквартальном журнале Бехаи», 1934—1935); 5. Послание понимающим людям о религиозном конфликте, свободе и единстве (Послание понимающим людям во всем мире, опубликовано в «Ежеквартальном журнале Бехаи», 1935); 6. Автобиография*; 7. Воля и Завет*. - Шуа Улла Бехаи: 1. Культурные и религиозные предшественники бахаизма*; 2. Принципы бахаи*; 3. Истории о мучениках-бахаи (выдержки из книг Эдварда Гранвила Брауна); 4. Избранное из писаний Бахауллы (Скрижали Благовестия, послания Насер ад-Дин Шаху, королеве Виктории, Вильгельму I, королям и президентам Америки, папе Пию IX, Слова Мудрости, Скрижаль Ветви); 5. Дань уважения Бахаулле и Его миссии (выдержки из произведений Абдул-Баха, Мирзы Абул-Фадла и Ибрагима Хайруллы); 6. Учение и завещание Абдул-Баха (выдержки из посланий Абдул-Баха, а также его Воли и Завета); 7. Гусн-и-Акбар — Мухаммад Али Бахаи*; 8. Интервью с Гусн-и-Акбаром (Моё интервью с Гусни Акбаром Мохаммедом Али Бехаи, старейшим живым сыном Беха Уллы, опубликовано в «Ежеквартальном журнале Бехаи», 1937); 9. Похороны Мухаммада Али Бахаи (1937)*; 10. Дань Гусн-и-Атхару Зияулле Эффенди (Две младшие ветви, листья и их супруги)*; 11. Некоторые известные бахаи (Деятели бахаи)*; 12. Мемуары (Мемуары автора)*; 13. Вера бахаи под руководством Шоги Эффенди Раббани (Шоги Эффенди Раббани)*; 14. Публикации в «Ежеквартальном журнале Бехаи» (Предисловия редактора, Ответы на вопросы, Путешествие души, Три секты Бехаи, 1935—1937); 15. Обращение к Западному собранию (1947)*; 16. Воспоминание: цель, состояние и потенциал веры бахаи*. - Камар Бахаи: 1. Происхождение движения бахаи (Движение бахаи (1952), Баха Улла (1953))*; 2. Дань Абдул-Баха и сомнения относительно его завещания (Абдул Баха Аббас, 1953)*; 3. Дань памяти Мухаммаду Али Эффенди и некролог (Мохаммад Али Эффенди, 1953)*; 4. Заявления о споре между семьёй Бахаи (1952)*. - Бадиулла Эффенди: 1. Послание бахаи — Важность единства*. - Ибрагим Джордж Хайрулла: 1. Автобиография (опубликована в книге «О Христиане! Почему вы не верите во Христа?», 1917); 2. Аргументы против Абдул-Баха (опубликовано в книге «Факты для Бехаистов», 1901); 3. Унитарные организации и учение бахаи (опубликовано в книгах «Факты для Бехаистов», 1901, и «О Христиане!», 1917). - Мирза Ага Джан Кашани: 1. Послание Хадимуллы (1900, опубликовано в книге И. Дж. Хайруллы «Факты для Бехаистов»). - Мухаммад Джавад Газвини: 1. События после ухода Бахауллы (Краткая история Беха Уллы, 1914, опубликовано в сборнике Э. Г. Брауна «Материалы для изучения Бабизма»). - Розамонд Темплтон: 1. Письма о сыновьях Бахауллы (1901, опубликовано в книге И. Дж. Хайруллы «Факты для Бехаистов»). - Мадждеддин бен Муса Ирани: 1. Краткая история и свидетельство бахаи (Опубликовано в «Ежеквартальном журнале Бехаи», 1936); 2. Против войны: открытое письмо мировым лидерам (1944)*. - Муса Бахаи и Ротари клуб Хайфа (опубликовано в журнале «The Rotarian», 1949 и периодическом издании Ротари клуба Израиля, 2002). - Приложения: 1. Список писаний Бахауллы. 2. Семейное древо Бахауллы и Баба. |

## Критика унитарного бахаизма

### Использование термина «унитарный»
Блогер и бывший бахаи Дан Йенсен высказывал критику в адрес использования термина «унитарный»:
«Если подразумевается богословское унитарианство, то зачем вообще использовать термин „унитарный бахаи“? Вы когда-либо встречали тринитарного бахаи, открыто исповедующего Троицу? Если смысл употребления слова „унитарный“ в данном контексте состоит в отвержении идеи божественности (непогрешимости) какого-либо человека (это разумно, поскольку обожествление любого человека фактически равносильно многобожию), то главная проблема заключается в том, что у тех бахаи, которые называют себя унитариями, похоже, никогда не возникало возражений против обожествления самого Бахауллы. Истинный „унитарий“ не стал бы обожествлять ни одного человека. Получается, что „унитарный бахаи“ — это бахаи, который живёт в соответствии с верой бахаи, не признавая при этом непогрешимости Бахауллы».
Действительно, как ответил ему Эрик Стетсон:
«Многие, вероятно, большинство современных бахаистов-унитариев тоже не верят, что Бахаулла был непогрешимым. И многие из них в той или иной степени вовлечены в унитарианские универсалистские церкви, имеющие явно либеральную духовную традицию, которая несовместима с буквальным обожествлением любого человека. Многие из исторических унитарных бахаистов имели тенденцию считать Бахауллу и его движение не столько мессианской теофанией, сколько прогрессивной духовной и социальной реформой, инициированной смелым и харизматичным лидером».

### Мирза Мухаммад Али — «Главный нарушитель Завета»
«Неортодоксальные бахаи» придерживаются мнения, что Мирза Мухаммад Али, основатель унитарного движения в бахаизме, был справедливо «отлучён от веры» своим братом Абдул-Баха. Однако объективных, независимых свидетельств событий 1892—1921 годов — периода активного противостояния между сыновьями Бахауллы — практически не сохранилось. Все источники того времени принадлежат либо господствующей ветви бахаи, либо её унитарным критикам, или составлены на основе предвзятых материалов. Единственными более‑менее независимыми являются свидетельства миссионеров других религий, в основном протестантизма (Э. Г. Браун, У. М. Миллер, С. Г. Уилсон и др.), однако представители хайфской ветви бахаи считают их также неавторитетными. Современных исследователей веры бахаи (Х.Коул, Д.МакОуэн, Э.Стетсон и др.) они часто обвиняют в ереси, называют вероотступниками или её противниками.
В своей книге «Откровении Бахауллы» Адиб Тахерзаде, член Всемирного дома справедливости, утверждает, что уже при жизни Бахауллы Мухаммад Али распространял свои сочинения, «которые, как он утверждал, были стихами Бога и, подобно стихам его отца, ниспосланным Божественным Откровением». Отец якобы строго его упрекнул за притязания: «Если он хоть на миг выйдет из-под сени Дела, он поистине обратится в ничто». Сам Мухаммад Али пояснял, что подписывал и отправлял письма по воле отца, который с его помощью хотел проверить преданности общины. Унитарные бахаи интерпретируют это происшествие как ключ к развитию унитарных взглядов Мухаммада Али: Бахаулла, как они утверждают, дал понять, что «никто и никогда не сможет стать равным сотоварищем Богоявителю и объявить себя непогрешимым», то есть статус пророка не может передаваться в том числе и по наследству. Возможно именно поэтому он позже выступал против притязаний старшего брата Аббаса Эффенди, видя своей задачей создание сдерживающего фактора для ограничения статуса и полномочий на которые тот претендовал.
Позиция сторонников Абдул-Баха ярко выражена в воспоминаниях доктора Юниса Афрухтеха, его личного секретаря и переводчика в 1900—1909 гг., который обвинял Мухаммада Али и его последователей, включая брата Бадиуллу, в организации заговоров против Абдул-Баха с целью захвата власти и создания теократического режима:
«Со дня, когда Китаб-и-Ахд был зачитан в Акко, Главный нарушитель Завета собрал вокруг себя Агсан, Афнан и группу его собственных приближённых, которые тайно поддерживали его, и сформировал совет, чтобы противостоять божественному Завету. Эта группа приложила все усилия, чтобы разрушить единство среди друзей Бога. Умы нарушителей Завета, которые были совершенно лишены понимания истины веры и божественной воли, искали пути, разрабатывали методы и создавали заговоры, которые, по их мнению, гарантировали бы им окончательный успех. Они гордились своим внутренним единством и разместили своих следователей и шпионов в особенно чувствительных районах города с конечным намерением установить халифатоподобную форму теократии по суннитскому образцу.
Стратегия нарушителей Завета реализовывалась по политическим и религиозным каналам или путём обвинения Абдул-Баха в несправедливости по отношению к ним. Нарушитель Завета Мирза Мухаммад Али, как и его предшественник Йахья Азаль, укрылся в углу Особняка, но направлял своего брата Мирзу Бадиуллу в их борьбе против Абдул-Баха. Весь день Мирза Бадиулла бегал во всех направлениях, надеясь создать как можно больше разногласий, придумать как можно больше замыслов и инициировать как можно больше провокаций. Он участвовал во всевозможных собраниях, делал всё необходимое для того, чтобы найти согласие с различными группами и привлечь их симпатии к планам нарушителей Завета».
Схожего мнения придерживались современники событий, выпустившие мемуары соратники Абдул-Баха — его личный врач доктор Хабиб Муайяд, миссионер Хаджи Мирза Хайдар Али и хранитель Дома Аббуда Халиль Шахиди. Унитарные бахаи, напротив, считают подобные обвинения результатом политической борьбы за власть и стремления маргинализовать легитимных наследников.
Преемник Абдул-Баха Шоги Эффенди хоть в целом и признавал, что сам Бахаулла поставил Мухаммада Али «на вторую высшую позицию в рядах верующих» и в своё время Абдул-Баха заверял, «что со временем все завещанные ему [Абдул-Баха] почести перейдут к тому [Мухаммаду Али]», но при этом считал, что Мухаммад Али «совершенно явно нарушил Завет Бахауллы». Подытожили официальную точку зрения назначенный в 1957 году «Десницей Дела Божьего» Хасан Бальюзи, описавший конфликт братьев в своей биографии Абдул-Баха (1972) и счёвший «злым гением» Мухаммада Али его двоюродного брата Мирзу Мадждеддина, а также вышеупомянутый Адиб Тахерзаде, посвятивший противостоянию братьев книгу «Завет Бахауллы» (1992).
Один из ближайших соратников Бахауллы, известный литературный критик и историк веры бахаи Мухаммад Джавад Газвини, напротив — обвинял в расколе Абдул-Баха, утверждая, что тот воздвиг ненависть и раскол в общине, объявляя противников «нарушителями Завета», ограничивая свободу мысли и исключая инакомыслящих (1914):
«Аббас Эффенди свёл на нет самый великий дар и самый высокую и славную цель, так как он, ради своих личных целей породил ненависть и раздор среди народа Баха, наполняя сердца своих последователей ненавистью, враждой и отвращением, чтобы они проявляли крайнюю неприязнь и ненависть в отношении Мухаммада Али Эффенди и Святого Семейства [Бахауллы].
Все же, кто не соглашается с ним в его идеях и утверждениях и не говорит зла о его брате — считается „нарушителем Завета“. В результате этого раскола — с одной стороны находятся последователи Аббаса Эффенди, которые составляют большинство. Большая часть из них считают, что он обладает Высшей Непогрешимостью, ему приписывают высокое положение, свойственное Богоявлениям, и чем больше его последователи увеличивают похвалы и возвышают атрибуты — тем больше он превозносит свои дары им и тем добрее он относится к ним, ясно и однозначно принимая на себя статус носителя нового Откровения.
С другой стороны, меньшинство, которое находит, что претензии Аббаса Эффенди, его высказывания и его идеи расходятся с заповедями Его Святейшества, нашего Великого Учителя; кто считает, что Мухаммад Али Эффенди покорён Богу и послушен заповедям Его Святейшества Бахауллы».
Аналогичную позицию высказывали Мирза Ага Джан Кашани (Хадимулла) — личный помощник и секретарь Бахауллы, проработавший с ним свыше сорока лет и основатель американского сообщества бахаи Ибрагим Хайрулла, общавшийся с обоими братьями, и впоследствии обвинивший Абдул-Баха в попытке организовать его убийство в Америке.
Некоторые критики бахаизма, не принадлежавшие ни к одной из сторон конфликта, также возлагали ответственность за раскол на Абдул-Баха. Среди них американская путешественница и археолог Розамонд Дейл Темплтон, сторонница христианского сионизма, прожившая долгие годы на Ближнем Востоке и лично общавшаяся с членами семьи Бахауллы, христианский миссионер Уильям МакЭлви Миллер, служивший с 1919 по 1962 годы в Персии, ещё один миссионер-пресвитерианин — Сэмюэль Грэм Уилсон, бывший бахаи, а впоследствии автор протестантской направленности Франческо Фичиккья, индийский писатель-ахмади Мауляна Мухаммад Али (1933), а также тщательно изучивший исторические документы азалит Джаляль Азаль.
Племянница Мирзы Мухаммада Али Камар Бахаи была сторонницей версии о том, что раскол в семью внесло не противоборство братьев, а внешние интриги: её дядю «предали» подставными обвинениями, чтобы устранить потенциального легитимного лидера и заменить его нерешительным юношей — Шоги Эффенди (1953):
«Мухаммад Али Эффенди — сын, чьё право было узурпировано, чьё доброе сердце и благородный характер следовали принципам бахаизма до буквы, чья человечность была безгранична, человек мира, чьи добродетели позволяли интригам в полной мере воспользоваться преимуществами его приверженности бахаизму с целью разрушить последний мост, который связывал его с так называемыми последователями Аббаса Эффенди, которые на самом деле сами были интриганами. Не будет преувеличением сказать, что со всеми присущими ему качествами Мухаммад Али Эффенди стал бы идеальным лидером на смену своего брата Абдул-Баха Аббаса.
Эта символическая картина идеального лидера, благородного сердца, замечательного человека и возвышенной души, лидера, который любил бахаизм и посвятил всю свою жизнь его служению, заботе о доктрине, которую он помог создать, его стремление предотвратить раскол — все это заставило его молча проглотить великую ложь с поддельным завещанием Абдул-Баха, которое сфабриковали злобные интриганы, использовавшие предполагаемые недоразумения между братьями, придуманные ими самими, чтобы ввести в заблуждение общественное мнение и достичь своих порочных целей. Они запятнали репутацию Абдул-Баха Аббаса и преуспели в том, чтобы отстранить Мухаммада Али Эффенди от руководства, и доверили его мальчику [Шоги Эффенди], которым они могли управлять, как им было угодно, из-за его юности».
Существует множество свидетельств членами семьи, которые описывали Мухаммада Али как доброго, смиренного, верного учению Бахауллы, тогда как Абдул-Баха воспринимался как гордый и нетерпимый к инакомыслию. Внучки Мирзы Мухаммада Али Негяр и Малиха Бахаи считали, что всему виной — разные характеры братьев и ревность между их семейными ветвями, а Хасан Джаляль Шахид, последний член семьи Бахауллы, который лично был знаком с Абдул-Баха и Шоги Эффенди также возлагал ответственность за раскол на племянника Бахауллы Мирзу Мадждеддина бен Мусу Ирани. Сам Мадждеддин высоко оценивал Мирзу Мухаммада Али и свои отношения с ним, и надеялся написать его биографию, чтобы «солнце истины не оставалось скрытым под облаками лжи».
В 1912 году, находясь в Соединённых Штатах, Шуа Улла Бехаи, старший сын Мухаммада Али, обратился через американскую прессу к Абдул-Баха с предложением провести мирную конференцию, целью которой было обсуждение и разрешение существующих разногласий. Он сформулировал девять вопросов, касающихся Завета Бахауллы, правопреемства и основ руководства бахаи, и направил их Абдул-Баха для открытого обсуждения. Однако Абдул-Баха отверг это предложение, назвав вопросы «недостойными малейшего внимания» и сравнил Шуа Уллу с «пьяным, выходящим из салуна на углу». Впоследствии в ортодоксальной бахаистской традиции закрепилась практика полного игнорирования подобных вызовов и отказа от общения с «нарушителями Завета», что рассматривается как следование примеру Абдул-Баха.
1. «Почему Ваше превосходительство скрыло часть „Книги Завета“ — завещания Бахауллы? Это завещание было доверено Вам, чтобы Вы смогли передать его полностью последователям Бахауллы.
2. Гусн-и-Акбар был выбран, чтобы занять после Вас ту же позицию, которую Вы занимаете, но Ваше превосходительство утверждали, что он оступился и упал. Как это возможно, упасть с упомянутого положения, прежде чем получить возможность занять его?
3. На каких основаниях Вы можете утверждать, что Вы — Средоточие Завета? Ведь только Бог является Средоточием Завета.
4. Почему Вы утверждаете, что являетесь толкователем высказываний Бахауллы? Он заявил в Книге Мудрости, что для них нет Толкователя, кроме него самого.
5. Как могло случиться, что Вы — Проявление службы Богу, когда Бахаулла объявлял таковым только Себя? Также он учил, что не может быть никаких Проявлений после Него, пока одна тысяча лет не прошла с Его появления.
6. Почему Вы заявляете о своей непогрешимости, называя свои письма священными скрижалями и откровениями?
7. Почему Вы учите, что у этого величайшего Проявления есть 3 вождя: Баб, Бахаулла и Вы? Бахаулла говорил: „Никого, кроме меня в Царствии нет“. Библия учит, что в последние дни у нас будет один пастух, только один вождь, а не 3. Также Бахаулла говорил: „У Него нет ни представителя, ни преемника, ни сына“.
8. Почему Вы заявляете и тут же, на одном дыхании, отрицаете, то на что Вы претендуете?
9. Почему Вы не учите и не распространяете учение Бахауллы, как Вам было указано, вместо того, чтобы распространять своё собственное?»[65][399][400][401][402][403][404]

В своём завещании, написанном между 1901—1908 годами, Абдул-Баха обвинил брата в нарушении Завета Божьего, отступлении от закона, подстрекательстве к мятежу, вставках в священные тексты и искажении их слов, подделке и фальсификации писем и документов, а также отправлении Османскому правительству клеветнического заявления, которое привело к началу работы в 1901 году следственного комитета  — с конечной целью — ареста Абдул-Баха и предания его смерти:
«Зачинщик бунта и сеятель смуты Мирза Мухаммад Али вышел из-под сени Дела, нарушил Завет, исказил Священный Текст, нанёс страшный урон истинной Вере Божьей, разобщил народ Его, в злобном ожесточении пытался причинить вред Абдул-Баха и позволял себе самые враждебные нападки на сего слугу Священного Порога. Он не упускал ни единой возможности, дабы выпустить стрелу и пронзить ею с целью пронзить грудь сего обездоленного слуги, он не забывал нанести ему всякую жестокую рану, не жалел яда, дабы отравить жизнь несчастному».
Исследователи отдают должное Мухаммаду Али за то, что он придерживался вежливого тона в своих ответах Абдул-Баха, не переходя на оскорбительные выражения — в отличие от наполненной злобой и ненавистью риторики его брата, несовместимой с миролюбивым учением бахаи. В интервью своему сыну Шуа Улле Бехаи (1937), Мухаммад Али прокомментировал заявления Абдул-Баха следующим образом:
«Все обвинения в завещании — это слухи, грубое и беспочвенное искажение фактов. Я всегда жил в соответствии с заповедями Бахауллы, слава ему, и таким образом исполнял свои обязанности. Я посвятил всю свою жизнь службе Делу и публикации его учений. Я противостоял своим врагам улыбкой, трудностям и несчастьям — выносливостью, и к тем, кто обидел, неправильно оценил и ложно обвинил меня, я не испытываю чувства вражды, но искренне молюсь, чтобы Бог смог простить и привести их к истине, ведь он есть Милосердный и Всепрощающий».
В своём комментарии (2010), исследователь веры бахаи (исключённый из неё в 2005 году Всемирным домом справедливости) Шон МакГлинн выразил общую точку зрения последователей основного направления веры:
«Мирза Мухаммад Али был младшим братом Абдул-Баха, который восстал против авторитета своего брата как главы общины бахаи, смог завладеть некоторым бахайским имуществом и в течение некоторого времени причинял другие трудности, в частности, представив правительству Абдул-Баха как угрозу османскому государству. К концу жизни Мухаммад Али остался без друзей или последователей и был вынужден отказаться от имущества, которое он захватил, но не имел средств для поддержания в пригодном состоянии. Я полностью отвергаю предположение, что между Абдул-Баха и Мухаммадом Али существует какая-то эквивалентность. Во-первых, посмотрите на их плоды. Одна — плодоносная ветвь, другая — давно мёртвый прутик. Она уже не может быть оживлена сегодня».
Бывшие бахаи, ныне универсалисты, Дейл Хасбенд и Эрик Стетсон, однако, в ответ отмечали необходимость для установления исторической справедливости полного изучения материалов, написанных сторонниками обеих позиций конфликта:
«Я прочитал все доступные первоисточники, написанные Гусн-и-Акбаром и его сторонниками, которые знали его и его учение. Основываясь на прочтении этого материала и сравнении его с материалами, написанными Абдул-Баха и Шоги Эффенди, я пришёл к выводу, что хайфский рассказ о конфликте между Гусн-и-Акбаром и Абдул-Баха несправедливо пристрастен. Важно, чтобы бахаи видели обе стороны истории, так как это является частью принципа независимого исследования истины».
Исследователь веры бахаи, основатель «H-Bahai» — одной из крупнейших онлайн-библиотек ей посвящённых, профессор Хуан Коул подчёркивает недостаточность изучения раскола в вере бахаи со стороны академических учёных. По его мнению, хотя Абдул-Баха на словах часто опровергал свою непогрешимость, в то же время он очевидно претендовал как минимум на т. н. «приобретённую безошибочность» как единственного полномочного толкователя: «Благословенная Красота благоволил мне подарком: Что бы я ни сказал, так и есть» — тем самым создавая основу для недовольства со стороны унитариев. Коул отмечает, что при жизни Бахауллы Мухаммад Али был не менее уважаемой фигурой в ранней общине бахаи, выполняя важнейшие поручения своего отца, потому его позицию разделили многие выдающиеся лидеры веры. В то же время, по его мнению, нельзя игнорировать то, что, возможно, у Мухаммада Али действительно существовали амбиции досрочно занять позицию брата, поскольку обвинения высказанные в послании Бадиуллы (в заигрывании с турецкими властями и подделке писаний Бахауллы) недостаточно изучены.
Решающим фактором, склонившим перевес на сторону Абдул-Баха, Коул считает финансовый — отрезав братьев от источников доходов, он лишил их ресурсов, требующихся для активного противостояния. Завершила их изоляцию от столь необходимой им аудитории введённая Абдул-Баха в противоположность учению Бахауллы практика «избегания» «нарушителей завета» и всех тех, кто отказывался осуждать их. Их статус стал рассматриваться ниже неверных и преступников, даже осуждённых убийц.

### Позиция Мирзы Ага Джана (Хадимуллы)
В господствующем направлении бахаизма роль Ага Джана Кашани в развитии веры традиционно и последовательно умаляется и представляется малозначительной. Так, принято считать, что за два месяца до смерти сам Бахаулла отказался от услуг Хадима и изгнал бывшего личного секретаря из своего присутствия — якобы из-за чрезмерных финансовых требований, проявлений надменности и гордыни, а также нежелания разъяснить верующим, что скрижали, написанные его рукой, были продиктованы самим Бахауллой, а он лишь записывал услышанное. В более поздних публикациях Ага Джан обычно изображается малограмотным человеком, неспособным исполнять ответственную роль личного спутника Богоявления и лишённым качеств, необходимых для служения ему.
Считается, что в первое время после смерти Бахауллы Ага Джан поддерживал Абдул-Баха: при жизни Бахауллы тот якобы трижды заступался за него и просил отца простить проступки Хадима. Согласно этой версии, противники Абдул-Баха вначале угрожали жизни Ага Джана, стремясь завладеть его имуществом, и даже обвиняли его в отравлении Бахауллы. В ответ на это Абдул-Баха предоставил ему убежище в своём собственном доме.
Сведения о действиях Ага Джана, интерпретируемые как переход на сторону унитариев, приводятся в мемуарах Юниса Хана Афрухтеха — секретаря и переводчика Абдул-Баха в конце 1890-х — начале 1900-х годов — «Девять лет в Акко» Афрухтех описывает Хадима как «старика, отвергнутого и ненавидимого всеми», и «дряхлого карлика, который всегда сидел в дверях с низко опущенной головой», утверждая, что «к моменту Вознесения Бахауллы он уже был изгнан из Веры и был нежеланным в кругах бахаи. Он жил жизнью несчастья и позора. Однако благодаря щедрости Бахауллы он накопил значительное состояние».
По его словам, братья Абдул-Баха сфабриковали письмо, якобы написанное от имени персидских бахаи, в котором те выражают желание получить руководство от Хадима, обращаются к нему за советом и просят не хранить молчание в создавшейся ситуации. Когда Ага Джан молился в усыпальнице Бахауллы, Сорайя Самандари, жена Зияуллы, незаметно вложила это письмо ему в руку.
Через несколько дней, в годовщину смерти Бахауллы, Ага Джан выступил перед бахаи Акко, заявив, что во сне к нему явился Бахаулла и, повелев спасти Веру от неверных, передал скрижаль, написанную зелёными чернилами. Афрухтех описывает этот эпизод как попытку Мухаммада Али, Мирзы Мадждеддина, Джавада Газвини и других «нарушителей Завета» организовать массовое восстание руками Хадимуллы, а затем — при содействии своих сторонников в османских властях — добиться изгнания Абдул-Баха. Однако благодаря своевременному вмешательству Абдул-Баха, который, по словам Афрухтеха, «сохранял полное спокойствие и чувство глубокого почтения к священным местам», удалось предотвратить мятеж и перехватить письма, которые Ага Джан намеревался разослать в разные страны. Позднее Абдул-Баха хранил эти письма у себя на столе и иногда показывал друзьям — насмешки ради. Поскольку Мирза Ага Джан жил в усыпальнице Бахауллы, Абдул-Баха в тот период не позволял верующим посещать Храм и сам читал молитвы на улице или сидя на земле неподалёку от усыпальницы.
В послании Бадиуллы утверждается, что в последние дни жизни Ага Джан осознал истинные намерения вероотступников, раскаялся и попытался вернуться к Завету. Однако после его смерти, согласно той же версии, они подделали его письмо Джахруми, опубликовав фальсифицированный вариант. Афрухтех также пишет, что после смерти Ага Джана «нарушители Завета» захватили все его накопления, чтобы использовать их для подкупа турецких чиновников.
Унитарии, в частности Джавад Газвини, считают, что приближённые Абдул-Баха по его указанию исказили реальную историю последних лет жизни Хадимуллы. Эрик Стетсон, со своей стороны, отмечает, что, возможно, между Абдул-Баха и Ага Джаном Кашани существовало соперничество, поскольку оба занимали уважаемые и ответственные позиции в ранней общине бахаи. Поэтому, как считает Стетсон, неудивительно, что после смерти Бахауллы каждый из них стремился подорвать статус другого. То обстоятельство, что главной обязанностью Ага Джана было написание и распространение писаний Бахауллы, могло усилить этот конфликт, поскольку Абдул-Баха акцентировал внимание на своих собственных сочинениях — чему и пытались противостоять бахаи-унитарии.

### Вклад Ибрагима Джорджа Хайруллы
Имя Ибрагима Джорджа Хайруллы фактически было стёрто из официальной историографии веры бахаи. В большинстве трудов о её распространении в Америке он упоминается лишь мимоходом и, как правило, в критическом ключе. Так, в фундаментальной 250-страничной работе «Век бахаи: История ответа Америки на призыв Бахауллы к осуществлению единства человечества» (1944) его имя встречается лишь однажды — как одного из ранних паломников. Основное внимание в подобных описаниях сосредоточено на отклонениях в его учении от ортодоксии бахаи, критики упрекали Хайруллу в синкретизме и отступлении от догматов.
«Бахаи из Акко были шокированы сочетанием у Хайруллы бахаизма, теософии и евангельских протестантских идей в сочетании с ложной арабской этимологией, причудливыми интерпретациями истории и двумя молитвами, предположительно авторства Бахауллы, которые Хайрулла фактически написал сам» (Роберт Стокман).
«Из основных положений учения бахаи благополучно пережили путешествие из Персии в Америку всего два: о положении Бахауллы и о единстве человечества. Оба эти положения преподносятся Хайруллой в обрамлении причудливой смеси эзотерических доктрин, не имеющих ни малейшего отношения к учению Основателя веры бахаи» (У. С. Хетчер, Дж. Д. Мартин).
«Он был тщеславным и вводил принципы и интерпретации, которые были его собственным изобретением. Хайрулла мечтал разделить власть с Абдул-Баха. Пусть Абдул-Баха, как он задумывал своим опасно искажённым умом, руководит и управляет Востоком; а он, Хайрулла, благодаря своим блестящим достижениям, возглавит и будет вести за собой Запад» (Хасан М. Бальюзи).
«По ряду богословских вопросов первоначальное учение Хайруллы отличалось от ортодоксии бахаи — например, его учение о личности Бога, предсуществовании души и реинкарнации. Что ещё более важно, однако, Хайрулла придал своему видению веры бахаи выраженно христианский контекст с Абдул-Баха в качестве второго пришествия Христа. После его отречения от Абдул-Баха, учения Хайруллы претерпели некоторую модификацию, и, помимо приверженности к Мухаммаду Али, он ещё более подчеркнул „христианскость“ собственного понимания веры как обращённого христианина, в отличие от исламского и суфийского привкуса у Абдул-Баха и его последователей, и сделал больший призыв к рациональности основой своих идей. То, что Хайрулла развил, было уникальным синтезом идей бахаи (оторванных от их шиитского происхождения) и его собственных концепций. Это был синтез, который оказался чрезвычайно привлекательным для некоторых членов культурной среды, которые, разочаровавшись в традиционной американской религии, искали новую религиозную идеологию»(Питер Смит).
Хайрулла начал свои лекции в США, не располагая печатными текстами Бахауллы, и опирался на устные уроки своего наставника Абдула Карима Тихрани из Египта, преподававшего бахаизм как эзотерическую систему, требующую духовной подготовки перед посвящением. Позже он консультировался с евангельскими комментаторами и с кембриджским профессором Эдвардом Брауном, известным британским востоковедомкоторый провёл много времени с Бахауллой и персидскими бахаи в 1870—80-х годах.
Несмотря на богословские расхождения, Хайрулла в фундаменте своей веры оставался бахаи: он признавал Бахауллу последним Явителем Бога, хотя совмещал это со многими ближневосточными представлениями о снах, магии и талисманаха также тезисом о том, что подтверждение учению бахаи можно найти в Библии. Во время паломничества в Акко он искренне стремился познакомиться со священными текстами, чтобы уточнить и скорректировать своё понимание учения. Абдул-Баха при этом одобрительно отзывался о деятельности Хайруллы, но избегал обсуждать специфические богословские вопросы, полагая личную преданность важнее догматической точности. Одна из первых паломников Эла Гудолл Купер вспоминала его слова:
«Все основные факты [учения Хайруллы] верны… что Бог явился во плоти на Земле — установил своё Царствие — покинул этот мир и оставил управление своему сыну Аббасу Эффенди — Христу. Всё остальное — это знание… всё станет очевидным ещё до того, как любой из нас попытается обучить ему»
Ключевой причиной разрыва между ними стали вовсе не доктринальные различия, а отказ Хайруллы признавать Абдул-Баха в качестве второго пришествия Христа. Абдул-Баха был готов мириться с неточностями в изложении веры, но не с подрывом собственной духовной легитимности. Он направил через Антона Хаддада (ливанского бахаи, долговременного соратника и делового партнера Хайруллы, позднее ставшего его противником) послание, в котором подчеркивал, что никто, включая Хайруллу, не может быть назначен официальным лидером общины бахаи, поскольку Писания Бахауллы не допускают такой централизованной власти.
В том же 1899 году по поручению Абдул-Баха Абдул Карим направил Хайрулле письмо, утверждая доктрину: Бог проявился в Бабе как Святой Дух, в Бахаулле — как Бог Отец, а в Абдул-Баха — как Бог Сын. Однако по возвращении в США Хайрулла отверг исключительность Абдул-Баха и стал утверждать равенство его и Мухаммада Али, настаивая на первичности Писаний их отца Бахауллы. Свидетели раскола, включая Хаддада, отмечают, что посланники Абдул-Баха не обсуждали с Хайруллой богословские разногласия, но лишь просили взамен на какие-либо уступки или требовали под угрозами публичного признания верховенства Абдул-Баха. Получив отказ, Абдул-Баха объявил Хайруллу «нарушителем Завета».
Апологетику направленную против Абдул-Баха Хайрулла изложил в серии полемических публикаций: «Факты для Бехаистов» (1901) и «Три вопроса» (предположительно 1902). При этом, его основная работа «Бехаулла (Божья слава)» (1900) не рассматривается в господствующем направлении веры бахаи как «материал, нарушающий завет» и допускается к прочтению, поскольку была издана до окончательного разрыва, в ней не оспаривается Завет и она не содержит прямой критики Абдул-Баха.

Есть два вида изменений и перемен. Один вызывает спуск, а другой — подъём. Тот, который вызывает спуск, — это не хорошо, а наоборот… Но самое ненавистное изменение во всех случаях, например, таково: человек верен; а потом он оставляет веру. Справедливый человек становится жестоким. Провидец, проницательный человек, становится слепым. Или: быть живым, а затем умереть; быть стойким в Завете и, из-за какой-то идеи, стать врагом, как Хайрулла. Сначала он был очень стойким человеком, глубоко верующим. Затем он дрогнул.— Абдул-Баха (1909)
Несмотря на критику со стороны ортодоксии бахаи, многие независимые исследователи отдают должное заслугам Хайруллы:
«Он — человек с сильным умом, острыми аргументативными способностями, прекрасным разговорным даром, и в целом интересная личность» (Самюэль Г. Уилсон).
«Происхождение и навыки Хайруллы, которые сделали его человеком знающим и достаточно гибким, чтобы обращаться к широкому кругу американцев, были редкостью — на самом деле ничего подобного не повторялось ещё многие годы» (Патрик Д. Боуэн).
«Деятельность Хайруллы замечательна не только тем, что в результате его усилий у веры бахаи появилось немало новых последователей, но и тем, что среди новообращённых было несколько человек, ставших впоследствии активными распространителями веры бахаи на Западе» (У. С. Хетчер, Дж. Д. Мартин).
«Как человек, который впервые познакомил Северную Америку с верой бахаи, Хайрулла, очевидно, имел важнейшее место в цепи событий, которые привели к её распространению в регионе. Он сыграл выдающуюся роль в распространении Веры в ряде городов и посёлков США в конце 1890-х годов» (Ричард Холлингер).
«Движение бахаи все ещё было бы просто сектантским движением, если бы не почва, которую оно приобрело в Америке. Человеком, благодаря которому движение достигло этого великого успеха, был Ибрагим Джордж Хайрулла» (Мауляна Мухаммад Али).
С точки зрения бахаи-унитариев — Хайрулла — энергичный и чрезвычайно эффективный учитель бахаи, который проявлял большой интерес к богословию и руководствовался желанием открыть для себя абсолютную истину посредством изучения Священных Писаний, не желая подчиняться харизматическому авторитету других их толкователей. Он был первым, кто обратился к богословию бахаи в христианском контексте, и некоторые его мысли до сих пор лежат в основе подхода к Библии западных бахаи. Он собрал сообщество из почти 2000 человек и привлёк к вере ключевых фигур американского бахаизма. Шуа Улла Бехаи, внук Бахауллы, писал:
«Ибрагим Хайрулла имел большую честь стать первым человеком, который передал послание Бахауллы народу Соединённых Штатов Америки. Он был истинным бахаи, искренне верующим в бахаизм, и учил в соответствии со своим пониманием веры с большой энергией до конца своих дней. Независимо от прошлых событий и существующих предубеждений некоторых из так называемых бахаи по отношению к этой великой душе, мы не можем отрицать тот факт, что он был первым, кто принёс послание истины в Новый Мир, и, несмотря на эти предубеждения, его благородное имя навсегда останется таковым на страницах истории бахаи».

### Вопрос двоежёнства
Ислам допускает до четырёх жён. У Бахауллы их было три, хотя в Китаб-и-Агдас он рекомендовал ограничиться двумя, а желательно — одной. Из текста Агдаса прямо следует, что двоежёнство разрешено. Однако моногамия поощряется, поскольку, как указывает Бахаулла, она повышает вероятность мира в семье. В другой Скрижали он подчёркивает, что следует поступать так, чтобы «создавать покой для себя самого и своей супруги». Тем не менее, мужчина с двумя жёнами не нарушает закона бахаи.

Бог предписал вам супружество. Остерегайтесь брать более двух жён. Если кто довольствуется одной супругой из числа служанок Божиих, то и он, и она будут жить в спокойствии— Бахаулла. «Китаб-и-Агдас», Абзац 63
В последние годы жизни Бахауллы его вторая и третья жёны, Махд-и-Улья и Гавхар Ханум, проживали с ним и их детьми в особняке в Бахджи. Первая жена, Асия Ханум (Навваб), жила отдельно со своим сыном Абдул-Баха. Третья жена ранее служила горничной первой. Вторая активно боролась за расположение Бахауллы и в конечном итоге одержала верх, что и стало причиной отъезда первой жены. Навваб трагически погибла — факт, ныне почти неизвестный среди бахаи.
После смерти Бахауллы его сын Абдул-Баха переосмыслил дозволение двоежёнства и провозгласил прямо противоположную норму — абсолютный запрет. Он писал:
«Знай же, что многожёнство не дозволено законом Божиим, ибо ясно сказано, что надлежит довольствоваться одной супругой. Взять вторую супругу можно лишь в том случае, если при всех обстоятельствах к обеим жёнам будет одинаковое и справедливое отношение. Между тем совершенно невозможно быть справедливым и беспристрастным по отношению к двум жёнам. То, что двоежёнство поставлено в зависимость от невыполнимого условия, служит очевидным доказательством его решительного запрета. Потому мужчине не разрешается брать более одной жены».
Очевидно, что Абдул-Баха изменил предшествующий закон. Возможно, это было продиктовано стремлением сделать веру более привлекательной для западного мира. Однако речь идёт именно об изменении, а не просто интерпретации — несмотря на то, что согласно учению бахаи, лишь Богоявления могут отменять или заменять законы, установленные предыдущими Явителями Бога. Это нововведение вызвало недоумение и критику. Абдул-Баха обвинил в возникшей путанице своих противников. В другом, малоизвестном заявлении он фактически вернулся к позиции Бахауллы:
«В отношении двоежёнства установление обнародовано, и никто не может его отменять. Позволяется иметь двух жён, это никогда не было запрещено, это законно и разрешено. Ложные обвинения [в отношении запрета на двоежёнство] являются клеветническим нашёптыванием тех, кто хочет распространять сомнения в сердцах людей. Цель состояла лишь в том, чтобы заявить, что бигамия без справедливости не является законной и что эту справедливость очень трудно достичь».
Исследователь Шон МакГлинн не видит в этом противоречия и обращает внимание на то, что Агдас продолжает правовую логику Персидского Байана Баба:
: «Многие законы, которые кратко изложены в Агдасе, подробно изложены в Байане, и во многих случаях нужно иметь Байан под рукой, чтобы понять, что говорит Агдас. В случае бесплодия у пары есть разрешение взять второго мужа или жену с целью зачатия ребёнка. Это исключение само по себе подразумевает, что общим правилом является моногамия. Исключение подтверждает правило. Это объясняет, почему Шоги Эффенди говорит, что Китаб-и-Агдас „предписывает единобрачие“, а не считает, что Абдул-Баха изменил закон».

Если мужчина или женщина оказываются неспособными иметь ребёнка, для супруга, который не бесплоден будет законным вступить в брак снова после получения разрешения другой стороны, но не без такого разрешения, и цель состоит в том, чтобы ребёнок родился от этого супруга, мужчины или женщины. В этом мире самый возвышенный из плодов, которые Бог дал человечеству — это собрать плоды своего [телесного] существования, чтобы после его смерти, у человека оставался плод, который будет упоминать его с похвалой— Баб. «Персидский Байан», Единство 8, глава 15
В отличие от основной ветви бахаизма, бахаи-унитарии не признают за Абдул-Баха права изменять или даже давать официальную интерпретацию священным текстам. Более того, у его брата Мухаммада Али было две жены, и оба брака были устроены по воле Бахауллы. Его первая жена — Масума Ханум — была свояченицей известного историка бахаи Мухаммада Джавада Газвини. Вторая жена, Лакаийя, была его двоюродной сестрой, дочерью верного брата Бахауллы — Муссы Калима. Ей был предложен выбор: выйти замуж за Абдул-Баха или за Мухаммада Али. По семейным воспоминаниям, она выбрала последнего за его мягкий нрав и стремление избегать религиозных споров. Она оставила после себя дневник, который, возможно, в будущем будет переведён и опубликован.
Ярым защитником двоежёнства был Ибрагим Джордж Хайрулла, который был последовательно женат пять раз. Он писал:
«Если супружеская пара не имеет детей по какой-либо причине со стороны жены, не было бы неразумным жениться на другой ради потомства. Если хорошую жену поражает болезнь и как жена она становится непригодной, то разумнее жениться на второй, чем подвергнуться искушению. Если бы разрешалось двоежёнство, великие беды и несправедливость, от которых страдают незаконнорождённые дети и их матери, были бы устранены; точно так же это было бы облегчением для морганатических жён и их детей. Две жены обычно конкурируют, чтобы угодить своему мужу, как это было на Востоке среди мусульман. Это отнимает у мужа склонность нарушать завет, данный им. В то же время это делает обеих жён осторожными, чтобы не сделать то, что не понравится их мужу. Многие тысячи хороших мужей предпочли бы жениться на своих любовницах в качестве вторых жён, чем жить с ними в прелюбодеянии. Отнимите два месяца до и два месяца после рождения ребёнка и восемь дней каждого месяца на чистоту от года жены, и от него останется только половина. Поэтому бигамия в некоторых случаях — мудрая вещь».

### Отношение к реинкарнации
У унитарных бахаи не существует единой точки зрения по вопросу реинкарнации. В ряде писаний Бахауллы говорится о возвращении пророков и святых из предыдущих религиозных эпох в современную эру, и некоторые унитарии интерпретировали эти утверждения как свидетельство перевоплощения души.
Доктрину реинкарнации в США продвигал проповедник веры Ибрагим Джордж Хайрулла, познакомившийся с этой идеей через одних из первых американских новообращённых (Торнтона Чейза, Стюарта и др.) — в то время он ещё не имел непосредственного доступа к трудам Бахауллы. Ранние американские бахаи полагали, что Абдул-Баха вторым пришествием Христа, его братья Мухаммад Али — Мухаммеда, Зияулла — Авраама, Бадиулла — Моисея, сам Хайрулла — реинкарнацией апостола Петра, его учитель Абдул-Карим Тихрани — Иова, первые американские верующие Эдвард Гетсингер — апостола Иоанна, и Луа Гетсингер — Марии Магдалины.
Во время поездки Хайруллы в Акко его учение подверглось критике со стороны обращённых в бахаи улемов, к мнению которых в конечном итоге склонился и Абдул-Баха. Изначально он демонстрировал релятивистский подход подход к богословским спорам и старался не поддерживать ни одну из сторон. В 1900 году, отвечая одному из американских верующих, Абдул-Баха писал:
«Вы спрашиваете о духе и его „возвращении“ в этот человеческий мир и это элементарное пространство: знайте, что дух вообще делится на пять видов: растительный дух, животный дух, человеческий дух, дух веры и божественный дух святости. Для первых трёх духов нет реституции или „возвращения“, но они подвержены реверсии, рождению и разложению».
Хайрулла отвечал ему:
«Предсуществованию человеческой души учили Бехаулла, Пророки и Христос. Бехаулла учил нас в книге Хейкле, что в Шатре Величества и Могущества есть некоторые души, которые, хотя ещё никогда не были на земле, всё же придут сюда, чтобы помочь Делу Божьему и провозгласить Его Слово. Бехаулла также учил нас, что если мы придём на эту землю и не достигнем истины, ради которой мы пришли, мы вернёмся в духовные царствия на те же позиции, на которых мы были до нашего прихода на эту землю. Библия, как и Коран, учат, что Бог придёт судить живых и мёртвых. Как это может быть правдой, если не существует возвращения души? Итак, мы видим, что учения Аббаса Эффенди не соответствуют учениям Бехауллы и учениям Христа, которые он цитировал. Христос учил нас, как и Бехаулла, что человеческая душа или дух бессмертны, и что они сохраняют свою идентичность после смерти, и что они существуют и отличаются от всех других духов или душ».
Помимо Хайруллы, доктрину реинкарнации поддерживало связанное с одной из иранских групп бахаи малозаметное «Унитарианское бахаистское сообщество ислама». Его представители считали Баба реинкарнацией Имама Махди, его ученика Муллу Хусейна — Мухаммеда, Бахауллу — одновременно Иисуса Христа и Имама Хусейна, а Мухаммада Али — воплощением самого Баба. Ссылаясь на дословный текст Персидского БайанаПерсидского Байана, они утверждали, что группа четырнадцати непорочных (Мухаммеда, Фатимы и двенадцати имамов) возвращается на землю в каждом новом Законоцарствии. В реинкарнацию верил также Эрик Стетсон, полагавший, что большинство людей, вовлечённых в «бахаи-войны» нашего времени, являются реинкарнациями участников прошлых конфликтов в историях религий Баба и бахаи .
Тем не менее, большинство бахаи-унитариев, как и основная традиция веры бахаи, интерпретируют слова Бахауллы метафорически — как указание на «возвращение духа» пророческого руководства, а не на буквальное перевоплощение индивидуальных душ. Соответственно, идея реинкарнации ими отвергается.

### Роль правнучки Бахауллы Негяр Бахаи Эмсаллем
В соответствии с признанием Мирзы Мухаммада Али «нарушителем Завета», старейшина рода Бахауллы в Израиле — Негяр Бахаи Эмсаллем — считалась потомком трёх поколений противников Завета Бахауллы. Её тётя Исмат была замужем за Джалялем Азалем, внуком Мирзы Йахьи (Собх-и-Азаля) — сводного брата Бахауллы и лидера азалитов, который рассматривал Бахауллу как узурпатора своего законного положения преемника, дарованного ему Бабом. Кроме того, с обеих сторон семьи Негяр происходила от двух сыновей Бахауллы — Мухаммада Али и Бадиуллы, также обвинённых в нарушении Завета и выступлении против Абдул-Баха.
Историк бахаи Муджан Момен писал, что Негяр, безусловно, поддерживала связь с представителями азалитов, а в 1977 году посетила Иран, где присутствовала на похоронах внучки Азаля. Родословное древо, которое она демонстрировала в документальном фильме, вероятно, также было получено через связи с азалитами.
Тем не менее, в своём единственном публичном появлении — в документальном фильме «Бахаи на моём дворике» — Негяр Эмсаллем воздержалась от громких заявлений, подчёркивая лишь свою принадлежность к вере бахаи:
«Мы — семья, и они не могут сказать, что мы не семья. Они говорят своим верующим, которые приезжают из-за границы: „не общайтесь с ними“, но лично я думаю, что это очень по-детски, почему они так боятся нас? Что мы можем им сделать? Против всех… Нам просто это не интересно. Мы — семья, которая живёт здесь. Кровь Бахауллы течёт по всем венам нашей семьи. Мы ничего не делаем против них. Мы просто живём мирно и делаем именно то, что завещал нам Бахаулла. Мы — бахаи. Мы — настоящие бахаи».
Муджан Момен комментирует её слова следующим образом:
«Очевидно, что если посмотреть на историю её семьи, а также на её собственное противодействие вере бахаи, утверждение Негяр Бахаи Эмсаллем, что „мы ничего не делаем против них“ звучит фальшиво. На самом деле, она преднамеренно не озвучила информации о своей систематической оппозиции вере бахаи во время своего интервью».
Исследователь унитарного бахаизма Эрик Стетсон дал Негяр Эмсаллем противоположную оценку:
«Я нахожу её принципиальной женщиной, порядочной, добродушной, доброй и скромной, с открытым сердцем и открытым разумом. Её уважение ко всем религиям и привычка к межрелигиозному диалогу и общению необыкновенны для тех, кто вырос в её поколении на Ближнем Востоке. Желая избежать бесплодного сектантства, она не любит говорить, по её словам, о „достойном сожаления конфликте“ между её дедами Мухаммадом Али и Бадиуллой и её двоюродным дедом Абдул-Баха; но она твёрдо убеждена в том, что они были хорошими людьми и что история со стороны её семьи заслуживает того, чтобы её рассказали».

### Фигура основателя «Унитарианской бахаистской ассоциации» Эрика Стетсона
Приверженцы веры бахаи нередко обращают внимание на вызывающую споры фигуру Эрика Стетсона — основателя «Унитарианской бахаистской ассоциации» и редактора сборника «Забытая история веры бахаи». В 2002 году Стетсон покинул официальную организацию бахаи, став её критиком. Он создал дискуссионную группу для бывших бахаи, затем обратился к протестантизму и христианскому универсализму, став одним из соучредителей Христианской универсалистской ассоциации, после чего на время стал прихожанином Унитарианской Универсалистской церкви. Позднее он вновь открыл для себя учение Бахауллы и принёс публичные извинения за прежнюю критику. В 2009 году Стетсон основал международное межконфессиональное движение «Совет Мудрости», вдохновлённое идеями бахаи, которое позднее было трансформировано в «Центр человеческого сознания».
Историк веры бахаи и социолог религии Муджан Момен в статье «Маргинальность и вероотступничество» (2007) так характеризовал Стетсона:
«Стетсон был бахаи всего 4 года, с 1998 по 2002 год, и, используя терминологию социологии религии, он — „отступник“, то есть тот, кто нападает на свою прежнюю религию или её авторитеты, посвящая много лет жизни нарастанию и поддержанию беспощадного нападения; часто такие люди не могут преодолеть разочарование в религии и просто продолжать жить своей жизнью. Стетсон за последний год своего членства в вере бахаи стал тем, чем социологи религии называют „маргиналом“ — членом религии, который критикует и агитирует за изменение религии. К 2001 году он заявил, что не удовлетворён авторитарным характером администрации бахаи, в конце этого года он объявил себя пророком и опубликовал „Книгу восстановления“ с 19 пунктами для реформирования веры бахаи. Он также заявил о создании „Альянса за реформу веры бахаи“. Позже в том же году он стал христианином, основав собственную секту христианского универсализма. Затем он изменил свой веб-сайт, посвятив его дискредитации веры бахаи и обращению верующих-бахаи в христианство».
Свою позицию Стетсон разъяснил в предисловии к сборнику «Забытая история веры бахаи», в главе «Мотивы и намерения редактора»:
«Я стал бахаи, когда учился в колледже и оставил веру примерно через 4 года, в 2002 году, потому что я обнаружил, что организованный бахаизм слишком жесток в своих доктринах и слишком сосредоточен на повиновении религиозным лидерам бахаи прошлого и настоящего. В конце концов я стал либеральным христианским и унитарианским универсалистом. Несколько лет назад я прочитал в интернете ряд изданий, давно уже вышедших из печати, и с интересом обнаружил, что самые ранние „нарушители Завета“ были исключены из общины бахаи именно потому, что они разделяли стремление к большему свободомыслию, либерализации веры, однако их исключение обычно объяснялось просто упорным отказом подчиняться законным лидерам бахаи. Удивительно мало было написано религиозными учёными и историками о том, что такого рода инакомыслие не является чем-то новым, но является частью давней, богатой традиции либерально настроенных „диссидентских“ бахаи во главе с членами собственной семьи Бахауллы. „Забытая история веры бахаи“ — моя попытка внести свой вклад в этот процесс».
Однако, ещё в 2012 году — до выхода сборника — Стетсон прекратил активное участие в движении унитарных бахаи, объяснив это своей низкой религиозной активностью в то время, нехваткой свободного времени и нежеланием участвовать в онлайн-дискуссиях с критиками. С 2016 года он не играет какой-либо роли в унитарном движении.
В 2015 году Стетсон основал криптовалюту Grantcoin (позднее переименованную в Manna), а также некоммерческую организацию Hedge for Humanity, продвигающую идею безусловного базового дохода.
В 2020 году, после того как он пережил тяжёлую автокатастрофу, Стетсон вновь обратился к религии, основав «Всемирную Церковь Восстановления» и опубликовав книгу «Наша великая нация: Эпическая история Америки» (2025).

### Критика книги «Забытая история веры бахаи»
На сайте интернет-магазина Amazon 15 % отзывов о книге «Забытая история веры бахаи» оказались негативными («1 звезда»), а 64 % — положительными («4-5 звёзд»), причём ни один из отрицательных отзывов не имел отметки «подтверждённой покупки». Официальные институты веры бахаи позволяют читать литературу, написанную «отлучёнными от веры» только с целью критики и опровержения:
«Лучше не читать книг нарушителей Завета, потому что они ненавистники Света, так сказать, страдающие от духовной проказы. Но книги благонамеренных, но непросветлённых врагов Дела могут быть прочитаны, чтобы опровергнуть их обвинения».
Исследователь бахаистской генеалогии из Перу Грувер Гонсалес назвал книгу Эрика Стетсона односторонней и несбалансированной, а саму унитарную позицию — неясной и внутренне разобщённой:
«В предисловии Стетсон заявляет, возможно, откровенно: „Некоторые материалы, которые я добавил к публикации, более пристрастны, вставая на сторону отца Мухаммада Али Бахаи, отображая Абдул-Баха в негативном свете“. Мощные и злобные атаки Хайруллы и Газвини на Абдул-Баха, переизданные в этой книге, делают остальную её часть сравнительно безвредной. Самое важное в книге — использование Стетсоном источников по этой теме; с одной стороны, он помещает большинство бывших бахаи, анти-бахаи, открытых врагов веры и т. д., а с другой… — никого. Свидетели, которые были в то время в Палестине, такие как д-р Хабиб Муайяд, Хаджи Али-и-Язди, д-р Юнис Хан Афрухтех, Хаджи Мирза Хайдар-Али и другие, игнорируются. Современные учёные-бахаи, которые писали на эту тему, такие как А. Тахерзаде, М. Момен, У. Шефер, Х. Бальюзи и многие другие, вообще не упоминаются. Он, вероятно, считает их „господствующими“ бахаи, а их мнения предвзятыми. В понятии же „унитарий“ эта группа не показывает никакого единства; для Хайруллы Бахаулла — это „Бог Отец“, а для Камар Бахаи, дочери Бадиуллы — „просто вдохновенный человек“. Стетсона, так или иначе, можно поздравить с усилиями, приложенными к этой книге, потому что очень трудно быть адвокатом проигравшей стороны».
С ним солидарны и другие комментаторы, идентифицирующие себя с официальной линией бахаизма. Так, бахаи Роб Дженкинс поставил под сомнение достоверность и историческую точность многих свидетельств, приведённых в сборнике, а отставной психиатр и исследователь бахаистских текстов Карл Уивер сравнил эту книгу с «историей христианства, написанной Иудой Искариотом или первосвященником Каиафой».
В то же время позитивную оценку книге дал историк религии Кеннет Пол ДжонсонКеннет Пол Джонсон, отметивший её значимость:
«Нередко потомки основателя движения оказываются в противоречии с властями, которые получают контроль над управлением религией. Но ни один случай раскола между семьёй пророка и структурой власти религиозного сообщества не был таким крайним и антагонистическим, как пример бахаи. Эрик Стетсон раскрыл то, что он удачно называет „Забытой историей веры бахаи“ — в основном неопубликованные труды Шуа Уллы Бехаи, внука основателя бахаи Бахауллы. Коллекция включает в себя работы десятка других людей, почти все из них — потомки Бахауллы, которые были не просто отчуждены, но демонизированы религиозными властями, управляющими современной общиной бахаи. В настоящее время существует несколько конкурирующих сект бахаи, основанных на различных претензиях наследовать мантию „Хранителя“, но ни одна из них не поддержана ни одним из потомков Бахауллы. Новая книга — это работы более ранней категории „нарушителей Завета“, отлучённых от веры Абдул-Баха, включая двух его братьев и их семьи. Превосходное введение и заключение Стетсона несут научный, а не полемический характер, хотя примечания и комментарии в основной части книги показывают его восхищение и сочувствие этим отлучённым родственникам. Выжившие потомки Бахауллы, которые сотрудничали со Стетсоном и помогали публикации книги, несут позитивный посыл инклюзивности и примирения. Но уже само их существование является „неудобной истиной“ для системы верований, которая со временем развилась под религиозной властью».
К числу других позитивно отозвавшихся о сборнике относятся независимые обозреватели, такие как Нил Дуглас-Клоц — религиовед, психолог и бывший председатель группы мистиков Американской академии религии; универсалист Дейл Хасбенд; иранский переводчик и исследователь Ахмад Пурморвар. Все они подчёркивают, что книга даёт голос альтернативной точке зрения на историю бахаи — версиям, которые долгое время замалчивались или подвергались жёсткой цензуре в официальных публикациях.

### Классификация «унитарного бахаизма» со стороны других ветвей бахаи
Официальные представители основной ветви веры бахаи никогда прямо не высказывались о направлении «унитарный бахаизм». Абдул-Баха и Шоги Эффенди сосредотачивали свою критику исключительно на личности Мирзы Мухаммада Али, изображая его движимым личной ревностью и враждебностью, а не философскими или доктринальными разногласиями по поводу природы веры бахаи. Он был классифицирован как «главный нарушитель Завета» и «отлучённый от веры», а его богословские трактовки — в частности, унитарианское понимание «непогрешимости» — опровергались лишь косвенно и опосредованно. В отношении его родственников было установлено следующее правило:
«Один из величайших и наиболее фундаментальных принципов Дела Божьего — остерегаться и полностью избегать „нарушителей Завета“. Дети „нарушителей Завета“, которые выросли и до сих пор общаются со своими родителями, вероятно, полностью проникнуты духом „нарушения Завета“, и „друзья“ также не должны общаться с ними, пока „Десницы Дела Божьего“ не убедятся, что эти дети поняли грех своих родителей и отмежевались от них. „Друзья“ иногда удивительно наивны и поверхностны в своём подходе к теме „нарушителей Завета“. Кажется, они не понимают, что потомки Азаля с молоком матери пили ненависть к Бахаулле, точно так же, как потомки Мухаммада Али и его родственников впитали с детства ложное представление об Учителе. Требуется практически чудо, чтобы преодолеть эту пожизненную привычку к неправильному мышлению»
После смерти Шоги Эффенди, центральные институты веры бахаи — такие как Всемирный дом справедливости — не предпринимали публичных заявлений, прямо касающихся идеологических различий между традиционной линией и унитарным бахаизмом. Остаётся открытым вопрос: станут ли они в будущем квалифицировать современные унитарианские группы как «нарушителей Завета», которых следует «избегать», как диссидентские движения, действующие на границе межконфессионального пространства, или как отдельную религиозную традицию, сохраняющую лишь часть бахаистского наследия.
Так называемые «бахаи-реформисты», к числу которых принадлежит Фредерик Глейшер, подчёркивают, что не применяют «такфир» (араб. — «обвинение в неверии») ни к унитарным бахаи, ни к другим направлениям, признавая за ними право на свободу совести. Тем не менее, важное различие между реформистами и унитариями состоит в том, что первые не признают Мирзу Мухаммада Али Бахаи законным преемником Абдул-Баха.
Сходную точку зрения разделяет и движение «Свободные бахаи», утверждающее, что отлучение Абдул-Баха своего брата было сделано «ради многообещающей будущности Веры».

## Семейное древо потомков Бахауллы
- Мирза Хусейн Али Нури, Бахаулла (1817—1892).
- ∞ Асия Ханум[англ.], Навваб (1820—1886)
  - 1. Аббас Эффенди, Гусн-и-Азам, Абдул-Баха (1844—1921) ∞ Фатима Нахри, Мунира Ханум[англ.] (1847—1938)
    - 1.1 Зия Ханум (1874—1951) ∞ Мирза Хади Ширази Афнан (1873—1955) (троюродный племянник Баба)
      - 1.1.1 Шоги Эффенди Раббани (1897—1957) ∞ Мэри Сазерленд Максвелл, Рухийи Ханум[англ.] (1910—2000). Детей нет.
      - 1.1.2 Рухангиз Раббани (1900—1992) ∞ Найер Афнан ➤
      - 1.1.3 Мехрангиз Раббани ∞ Хасан Афнан ➤
      - 1.1.4 Хуссейн Раббани ∞ Герда Ирмгард (1924—2003) (∞  Теуфик Саба)
        - 1.1.4.1 Зия Раббани ∞ Юрген Херберг

      - 1.1.5 Рияз Раббани (1917—1968). Не женат.

    - 1.2 Туба Ханум (1880—1959) ∞ Мухсин Афнан (1863—1923) (троюродный брат Баба)
      - 1.2.1 Рухи Афнан (1899—1971) ∞ Захра Шахид ➤
        - 1.2.1.1 Ирадж (1939—) ∞ Труди Л. Йорк
          - 1.2.1.1.1 Дуния Афнан ∞ Крейг Кларк
            - 1.2.1.1.1.1 (сын)

          - 1.2.1.1.2 Рухи Афнан (1967—) ∞ Сандра
            - 1.2.1.1.2.1—2 Данте Афнан (2001—), Реми Афнан (2004—)

        - 1.2.1.2 Парвиз Афнан (1940—)

      - 1.2.2 Сорайя Афнан ∞ Файзи Афнан ➤
      - 1.2.3 Сохейл Афнан[англ.] (1904—1990). Не женат.
      - 1.2.4 Фуад Афнан (1917—1941). Не женат.

    - 1.3 Руха Ханум (1880—?) ∞ Мирза Джаляль Шахид
      - 1.3.1 Марьям Шахид (?—1933). Не замужем.
      - 1.3.2 Муниб Шахид[англ.] (1908—1973) ∞ Серене Хуссейни[англ.] (1920—2008) (дочь Джамала аль-Хуссейни, внучка Файди аль-Алами)
        - 1.3.2.1 Майя Шахид ∞ Давид Чарльз Корм (сын Шарля Корма, внук Дауда Корма[англ.])
          - 1.3.2.1.1 Чарльз Давид Корм (1974—) ∞
            - 1.3.2.1.1.1 Карма Корм (2013—)
            - 1.3.2.1.1.2 Давид Чарльз Корм (2015—)

          - 1.3.2.1.2 Карим Корм ∞ Мадлен Тролле

        - 1.3.2.2 Лейла Шахид (1949—) ∞ Мохаммед Беррада[англ.]) (1938—)
        - 1.3.2.3 Зейна Шахид ∞ Сохейль Рашед (прошлый брак ∞ Хелена Коббан, дети Лейла, Тарек Рашед)
          - 1.3.2.3.1 Сирине Рашед ∞ Майкл

      - 1.3.3 Захра Шахид (1912—2004) ∞ Рухи Афнан ➤
      - 1.3.4 Хасан Джаляль Шахид (1916—2015) ∞ Бахия Афнан ➤
        - 1.3.4.1 Парвин Афнан Шахид (1966—) ∞ Онойом Деймон
          - 1.3.4.1.1—3 Лейли Сукай (1998—), Атай Джоях (2000—), Эйо Рауан Шахид Деймон (2003—)

    - 1.4 Мунавар Ханум (?—1971) ∞ Мирза Ахмад Язди. Детей нет.

  - 2. Бахиййе-ханум (1846—1932). Не замужем.
  - 3. Мирза Михди[англ.] (1848—1870). Не женат.
- ∞ «Биби» Фатима Ханум, Махд-и-Улья (двоюродная сестра) (1828—1904).
  - 4. Мирза Мухаммад Али Бахаи[англ.], Гусн-и-Акбар (1853—1937). 
∞ Масума Ханум 
∞ Лакаийя Ханум (двоюродная сестра)
    - (от 1-го брака) 4.1 Шуа Улла Бехаи[англ.] (1879—1950) ∞ Нелва Джойс Брюстер (1886—1952). Детей нет.
    - (от 1-го брака) 4.2 Амин Улла Бахаи (1882—1974). Не женат. Детей нет.
    - (от 2-го брака) 4.3 Муса Бахаи (1890—1950) ∞ Камар Бахаи ➤
      - 4.3.1 Малиха Бахаи (?—2016) ∞ Анур Ансари
        - 4.3.1.1 Самир Ансари ∞
          - 4.3.1.1.1 Инесса Ансари ∞ Стивен Мюррей
            - 4.3.1.1.1.1 Люсиль Изабель Мюррей (2024—)

        - 4.3.1.2 Шапур Ансари ∞
          - 4.3.1.2.1 Александр Ансари ∞ Силке Рейт

        - 4.3.1.3—4 Валид, Пари Ансари

      - 4.3.2 Негяр Бахаи (?—2019) ∞ Мордехай Эмсаллем (?—2000). Детей нет.

  - 5. Самадийя Ханум (1855—1904) ∞ Мадждеддин бен Муса Ирани (двоюродный брат) (1854—1955)
    - 5.1 Марьям
    - 5.2 Зарангиз

  - 6. Зияулла Эффенди[англ.], Гусн-и-Атхар (1864—1898) ∞ Сорайя Ханум Самандари (?—1950). Детей нет.
  - 7. Бадиулла Бахаи[англ.], Гусн-и-Анвар (1871—1950) ∞ Алия Ханум
    - 7.1 Салах Бахаи (?—1976). Детей нет.
    - 7.2 Сазидж Бахаи (1891—1963) ∞ Наджиб Нассар[англ.] (1865—1947)
      - 7.2.1 Фарук Нассар (1926—2005) ∞ Майсса Аль-Баки (∞ Мохаммед Сельхами, сын Таляль Сельхами[англ.])
        - 7.2.1.1 Фирас Нассар ∞
          - 7.2.1.1.1-2 Миа, Тара Нассар

        - 7.2.1.2 Роула Нассар ∞ Филипп Клерк

    - 7.3 Камар Бахаи (1904—1970) ∞ Муса Бахаи ➤
    - 7.4 Исмат Бахаи (?—2008) ∞ Джаляль Азаль (?—1971) (внук Собх-и-Азаля). Детей нет.
    - 7.5 Иффат Бахаи (?—1982). Детей нет.
- ∞ Гавхар Ханум (?—1898)
  - 8. Фуругия Ханум (1873—?) ∞ Сайид Али Афнан (?—1916) (троюродный брат Баба)
    - 8.1 Хуссейн Афнан[араб.] (1889—1940) ∞ Бадия Аль-Хусри
      - 8.1.1 Фуругия Афнан (1927—1991) ∞ Сесиль Фадло Хурани (1917—2020) (брат Альберта Хурани[англ.] и Джорджа Хурани[англ.])
        - 8.1.1.1 Зелфа Сесиль Хурани (1952—) ∞ Рэндал Хьюм Кейнс[англ.] (1948—2023) (внук Эдгара Эдриана, правнук Джона Кейнса и праправнук Чарлза Дарвина)
          - 8.1.1.1.1 Сумайя Кейнс[англ.] (1989—) ∞ Патрик Аллиес
            - 8.1.1.1.1.1 Каспар Сесиль Кейнс-Аллиес (2023—)

          - 8.1.1.1.2 Скандар Кейнс (1991—)

    - 8.2 Найер Афнан (1894—1952) ∞ Рухангиз Раббани ➤
      - 8.2.1 Бахия Афнан (1930—) ∞ Хасан Джаляль Шахид ➤
      - 8.2.2 Малиха Афнан[англ.] (1935—2016) ∞ Аднан Маххук
        - 8.2.2.1 Шерин Маххук

    - 8.3 Файзи Афнан ∞ Сорайя Афнан ➤. Детей нет.
    - 8.4 Хасан Афнан ∞ Мехрангиз Раббани ➤
      - 8.4.1 Хуссейн Афнан (?—2016) ∞ Кэрол Саруф
        - 8.4.1.1 Бехруз Афнан
        - 8.4.1.2 Нилуфар Афнан ∞ Надим Шартуни
          - 8.4.1.2.1 Джунам Афнан Шартуни (2018—)

## Комментарии
1. 1 2 3 4  В английском языке для обозначения этого течения используется единый термин — англ. Unitarian, не различающий понятий «унитарный» и «унитарианский»[220]. Употребление термина «унитарный» в понимании «отражающий единство» в русском языке в данном контексте связано не с христианским антитринитаризмом, а с общеисламской концепцией таухид — единственности и единства Бога. Это выражает признание исключительно Бога (а не Его посланников и пророков) как обладающего божественной природой, а также предполагает родственное суннитскому исламу отрицание доктрины непогрешимости: ни один человек и ни одно писание не могут претендовать на абсолютную безошибочность. В этом аспекте унитарный бахаизм оказывается в определённой степени созвучен с современными подходами протестантского унитарианства в современной трактовке унитарианского универсализма. Несмотря на эту идейную близость, исторически унитарный бахаизм не был связан с движением унитарианского универсализма, и в современности не все его последователи идентифицируют себя как унитариан. В русском языке не сложилось строго унифицированного термина для обозначения данного течения: используются как «унитарный», так и «унитарианский». При этом «унитарианский» чаще применяется по отношению к современным формам движения, особенно к тем, которые находятся в идейной близости с Унитарианской универсалистской ассоциацией, тогда как термин «унитарный» преимущественно употребляется применительно к его историческим формам. См. также: Критика использования термина «унитарный»
2. ↑  Мирза Михди[англ.] (1848—1870), полнородный брат Абдул-Баха, был вторым по старшинству сыном Бахауллы, но скончался молодым ещё при жизни отца. В связи с этим, особенно в унитарной традиции бахаи, Мирза Мухаммад Али нередко называется вторым сыном.
3. ↑  Титул «Эффенди», встречающийся в таких именах, как «Аббас Эффенди» или «Шоги Эффенди», не является частью имени, а представляет собой почётное обращение, сопоставимое с вежливым «господин» или «уважаемый». В Османской империи оно использовалось как знак уважения. Женская форма — «Ханум» — соответствует обращениям «дама» или «госпожа». Титул «Мирза», распространённый в иранской традиции, означает «господин» или «образованный человек» и часто предваряет имена персидских бахаи. Лишь в редких случаях он выступает как личное имя (например, Хаджи Сайид Мирза Афнан).
4. ↑  В официальных переводах бахаи титул Абдул-Баха передаётся как рус. Наимогущественная Ветвь или рус. Наивеличайшая Ветвь (англ. Most Mighty Branch или англ. Most Great Branch), а Мирзы Мухаммада Али — как рус. Великая Ветвь (англ. Greater Branch). Однако оба оригинальных слова — Акбар и Азам — в арабском языке фактически означают «величайший»[10][11]. Чтобы подчеркнуть различие, унитарные бахаи предпочитают перевод Акбар как рус. Мощнейшая ветвь (англ. The Mightiest Branch).
5. ↑  Хотя каллиграфическими способностями обладали многие члены семьи Бахауллы, Мирза Мухаммад Али считался самым искусным. Его изысканные работы, выполненные при жизни Бахауллы, выставлены в Особняке в Бахджи и Международном архиве бахаи[12][13]. Коллекция его каллиграфий также хранится в Британском музее в Лондоне[14][15][16]. Кроме того, он разработал уникальный стиль письма для персидского и арабского языков под названием Хатт-и-Бади»[17].
6. 1 2  Непосредственную запись диктовок Бахауллы обычно вёл его личный секретарь Мирза Ага Джан Кашани (Хадимулла). Во время жизни в Адрианополе черновики чаще всего редактировали старший сын Бахауллы Аббас Эффенди и его брат Муса Калим[англ.]. После переезда в Акку Хадиму короткое время помогал младший брат Абдул-Баха — Мирза Михди, до своей гибели. Позже обязанности редактора и переписчика в основном перешли к Мухаммаду Али. Со временем к работе подключились также сын Мусы Калима — Мирза Мадждеддин, а также младшие братья Мухаммада Али — Зияулла и Бадиулла. Главную священную книгу веры бахаи — Китаб-и-Агдас — и другие тексты при жизни Бахауллы к публикации готовили Хадимулла и Мухаммад Али.
7. ↑  Абдул-Баха позднее обвинил своего брата в том, что тот якобы внёс изменения в текст Китаб-и-Хайкаль при подготовке к публикации. Однако сохранились два манускрипта, принадлежащие Зайну’лу Мукаррабину[англ.], которые дословно совпадают с опубликованным вариантом, что ставит обвинения под сомнение. Также существует документ под названием Лаух-и-Хайкаль — текст, который унитарии рассматривают как комментарий Бахауллы к собственному завещанию, в котором, как они утверждают, он закрепляет власть за обоими сыновьями. В нём говорится: «Ветви, которые ветвятся от Древа Жизни, — это мои кончики пальцев среди всех моих созданий и мои ароматы между небом и землёй». Тем не менее, Всемирный центр бахаи отказывается признавать подлинность этого текста, отчасти потому, что Абдул-Баха не подтверждал его.
8. ↑  В оригинале Китаб-и-Ахди используется арабское слово араб. بعد‎ (ba‘da), которое может быть переведено как в значении англ. after, рус. после, так и в значении иерархической последовательности — как «вслед за» или «позади» (иногда интерпретируемое как англ. beneath, рус. ниже по рангу). В официальных переводах бахаи это позволяет варьировать смысл: в первом случае утверждается, что Мухаммад Али стоит ниже Абдул-Баха, а в следующем — что он идет после него.
9. ↑  Кроме того, унитарии подчеркивают различие в названии самого текста завещания. В господствующей традиции оно называется Китаб-и-Ахд (рус. Книга Завета), тогда как унитарии настаивают на оригинальном его варианте Китаб-и-Ахди — рус. Книга моего Завета, указывая, что это личные наставления Бахауллы, а не божественное пророчество о новом откровении. Такая форма используется и на официальных арабоязычных сайтах бахаи[21].
10. 1 2  Фраза Бахауллы «обратите свои взоры к Тому, на Кого указал Бог, к Тому, Кто произрос от извечного корня» в адрес Абдул-Баха унитариями трактуется как призыв признать его как нового лидера общины — но не как Богоявление. Мирза Мухаммад Али писал: «В чём заключаются наши грехи? В том что мы не приняли Гусн-и-Азама как новое Богоявление, как призывали некоторые эгоистичные люди, искатели лидерства? Они искусственно создавали Богоявление из него, интерпретировали в его интересах содержание священных писаний, призывали считать слова „обратить взоры“ — „радостными вестями“ [т.е. возвещающими появление нового Богоявления], вводили в заблуждение своих последователей и держали их под своим контролем. Мы же повиновались всем его указаниям и желаниям, но только лишь не могли истолковать эти слова так же, как хотелось бы им, и отбросить всё раскрытое в писаниях, нарушить основу веры — исповедание Единства и Единственность Бога. Мы не могли стать многобожниками и разрушить работу всей нашей жизни»[27][28]. Сегодня официальное учение бахаи не считает Абдул-Баха Богоявлением, но наделяет его статусом «совершенного человека», непогрешимого «истинного образца» святой жизни[29] и провозглашает его писания священными[30]. Тем не менее, до разработки формулировок Шоги Эффенди многие последователи действительно верили, что Абдул-Баха также является Богоявлением.
11. ↑  При этом Бахаулла не наделял своих детей правом быть единственным источником власти в вере бахаи после его смерти и не предусматривал наследственную передачу этого авторитета. Вместо этого он указал, что административную власть сыновья должны будут передать новому институту, названному им «Домом справедливости», которому предстояло разрабатывать политику по вопросам, не освещённым напрямую в Писаниях. Бахаулла планировал, что его сыновья поспособствуют избранию этого органа ещё при их жизни: Аббас Эффенди должен был стать его своеобразным председателем, а Мухаммаду Али отводилась роль заместителя и помощника при жизни старшего брата. Однако, хотя Абдул-Баха и разрешал создание Домов справедливости на местном уровне, он так и не созвал Международный Дом справедливости, удерживая всю власть в вере бахаи в своих руках[34].
12. ↑  Так, например, Абдул-Баха повелевал своим последователям: «Росчерком Верховного Пера Он [Бахаулла] получил Великий Завет от всех бахаи, что после Его ухода они должны повиноваться Центру Завета [Абдул-Баха] и не должны отклоняться на один волосок от послушания ему. Он повелел это самым явным образом дважды в Китаб-и-Агдас и тем самым однозначно назначил толкователя Книги… Он указал на того, кого все должны рассматривать как авторитет. Он указал толкователя Книги и закрыл двери для толкования писания для тех, кто не уполномочен. Каждый должен благодарить Бога за то, что в этом Благословенном Деле Он уладил всё и не оставил места для сомнений. Следовательно, должно быть проявлено послушание и подчинение, и взоры полностью обращены к нему [Абдул-Баха]»[37].
13. ↑  Ссылаясь на текст «Скрижали к Варке»[39], бахаи-унитарии считают, что Бахаулла не намеревался ограничивать право толкования писаний одним сыном. В ней Бахаулла пишет: «Под „Книгой“ подразумевается Китаб-и-Агдас, а под „Ветвью от могучего Ствола“ — Ветвь». По словам Мухаммада Али: «Подлинность толкования доказывается соответствием словам Бога; если то, что утверждает толкователь, согласуется с тем, что было открыто Богом, — это заслуживает принятия. В противном случае — не заслуживает никакого внимания. Обязанность толкователя — разъяснять истину, а не следовать своим личным склонностям и превращать Слово Божье в оправдание угнетения, заставляя верующих подчиняться своим приказам и исполнять личные желания»[40].
14. 1 2  Сыновья Бахауллы были политическими заключёнными и всю жизнь служили делу бахаи — движению, которое по-прежнему воспринималось как ересь со стороны мусульманского окружения. Поэтому они не имели возможности вести обычную трудовую деятельность. Все потомки Бахауллы, как и он сам ранее, зависели от стипендии османского правительства, предоставляемой переселенцам, а также от пожертвований и выплат Хукукуллы[англ.] со стороны бахаи по всему миру и доходов от земель, приобретённых на эти средства. Абдул-Баха использовал эти ресурсы как инструмент давления, стремясь склонить братьев к подчинению его версии вероучения. Унитарии, напротив, понимали положения Китаб-и-Агдас о «общности Агсан», отвечающих за религиозные пожертвования, как указание на то, что братья должны совместно решать вопросы финансового и административного управления[41].
15. ↑  В своих воспоминаниях сын Бахауллы Бадиулла приводит рассказ историка бахаи Набиля-и-Азама[англ.] (1831—1892): «Я больше не могу оставаться в Акко. Ситуация там ухудшилась. С помощью насилия, оскорблений и проклятий людей заставляют действовать против собственной веры, признавать статус Гусн-и-Азама выше Благословенной Красоты [Бахауллы], искажать писания, очернять и отвергать других сыновей [Бахауллы], его слова и его семью. А в случае отказа — их клеймят как “колеблющихся” или “нарушителей Завета” и подвергают невообразимой клевете и лжи»[44]. Вскоре тело Набиля было найдено в море у побережья Акко — предполагается, что он мог покончить с собой. Некоторые исследователи сомневаются в достоверности опубликованной версии его труда «Вестники рассвета[англ.]», который считается официальной историей раннего движения бахаи. Произведение опубликовано только в переводе Шоги Эффенди, причём с английского уже переводилось на арабский и персидский. Оригиналы рукописей Набиля недоступны исследователям, равно как и вторая, не опубликованная часть его труда, посвящённая жизни Бахауллы в Акко — в ней, как предполагают унитарии, могла содержаться поддержка их позиции.
16. ↑  Так, например, автор авторизованной биографии Абдул-Баха, Майрон Фелпс[англ.], описывал: «Бехаисты его именуют „Наш Учитель“ и „Наш Повелитель“ (под этим подразумевается, что он - человек, достигший понимания и познания Бога и, будучи просветлённым Его мудростью, способен учить и вести других) и он почитается с почтением и привязанностью, уступающими только тем, что они отдают памяти Беха Уллы. Он классифицируется ими вместе с Бабом и Беха Уллой как третий и последний из Божественных Посланников, которыми вводится настоящее Законоцарствие»[45]. Другой последователь, Торнтон Чейз[англ.], посвятил ему с текстом, прямо приближающим его образ к мессианскому: «Ты — Царственный Лидер всего Человечества! Ты — Обладатель Божественного Знания! Ты — Толкователь Откровенного Слова! Ты — Просветитель Душ Человеческих! Ты — Сердце Мира, Посылающее Кровь Истины по Артериям Человечества! Ты — Врач Душ, Воскрешающий Мёртвых к Жизни Посредством Эликсира Слова! Ты — Посол Неба и Явление Праведности! Ты — Принц Мира и Символ Объединённого Человечества!…» — и это произведение настолько понравилось Абдул-Баха, что он распорядился напечатать его в журнале бахаи[46].
17. ↑  «Я написал весьма мягкое послание, думая, что Гусн-и-Азам согласится со мной после его прочтения, поскольку оно лишь содержало свидетельство Единства и Единственности Бога. Но увы! В тот день, когда Зия Улла Эффенди прочитал моё послание верующим, Гусн-и-Азам находился в Священном Храме, и Ага Сиййид Хади немедленно сообщил ему об этом. С того дня Гусн-и-Азам разорвал все отношения с нами и велел своим сторонникам избегать нас, даже не приветствовать, и мы были отлучены… Моё послание было напечатано в Бомбее, Индия. Одна его половина объясняла ситуацию, а другая — содержала выдержки из учения Бахауллы, подтверждающие истинность моего утверждения. В нём не было ни одного слова, которое могло бы оправдать столь вульгарные и отвратительные ответы. Возможно ли, чтобы те, кто называет себя истинными верующими, писали столь омерзительные отклики на откровения Верховного Пера — и при этом продолжали считать себя стойкими и преданными делу?»[48]
18. ↑  (араб. اتيان الدليل لمن يريد الاقبال الى سواء السبيل‎)[49]
19. ↑  В 1866 году именно ему было поручено лично передать и зачитать вслух Мирзе Яхье скрижаль Бахауллы «Сура-йи-Амр», в которой Бахаулла официально провозгласил себя «Тем, Кого явит Бог».
20. ↑  «Этот слуга молчал все это время и не произнёс ни слова, опасаясь разжигания разногласий. Теперь, однако, я чувствую, что моё молчание вызывает лишь нарастание раздора в Вере; поэтому я говорю вам, что поступки и слова, исходящие от Аббаса Эффенди и его компании, все противоречат Божьим заповедям и Его наставлениям, раскрытым в священных писаниях. Завет и Обетование, упомянутые выше в безупречных писаниях, относятся исключительно к предыдущим и последующим Теофаниям, но Аббас Эффенди присвоил их себе, и вы приняли это, но вы сильно ошиблись».
21. ↑  Хадим предпринял ещё одну попытку примирения, отправившись к дому Абдул-Баха, чтобы обсудить возникшие противоречия. Не будучи допущенным внутрь, он два часа сидел на земле, призывая сторонников Абдул-Баха продемонстрировать документы, подтверждающие правильность их трактовок. В ответ Абдул-Баха направил своего зятя Мухсина Афнана к турецким властям с заявлением, что Хадим угрожает его дому, после чего того увели стражники.
22. ↑  Мухаммад Али также написал ответ Джахруми и, по его автобиографическим сведениям, передал копию письма Абдул-Баха через своего последователя Ага Мухаммада Каени. Абдул-Баха отказался принять его, спросив курьера, чего хочет от него брат. Тот ответил, что его цель — примирение. На это Абдул-Баха возразил, что единственный путь к примирению — это прийти к нему и покаяться, как сделал их брат Бадиулла[59].
23. 1 2  «Вместо того, чтобы быть проводником для народов и свечой праведности и веры для всего мира, игнорируя призыв своего Отца к всеобщему единству, [Аббас Эффенди] стал поднимать и распространять такую ненависть, вражду и злобу, подобную которой никогда не проявляли даже варварские народы… Он запретил распространение и публикацию учений Богоявления, приказав своим последователям читать и распространять только его [собственные] послания… издал строгий приказ своим последователям отвергать каждую священную скрижаль, которая не была одобрена им и скреплена его печатью… уничтожать все скрижали, написанные Его писарями, [младшими] Ветвями Древа Жизни… запретил своим последователям переписываться, обсуждать, разговаривать или даже торговать с теми, кто не признаёт его претензий, называя их накизинами [нарушителями], хотя на самом деле они верят в Единство Бога и не поклоняются никому другому, кроме Него… Ведь если его последователи соприкоснутся с ними и обсудят учения и различия, они пробудятся к истине высказываний его Отца и восстанут, чтобы пробудить всех тех, кто слепо следует ему [Аббасу Эффенди]. [Он дал] строгие указания своим последователям, что никому из них не разрешается писать писем даже своим друзьям или родственникам, если они сначала не будут переданы Аббасу Эффенди, чтобы тот их прочёл, исправил и скрепил своей собственной печатью. Из-за этого родственники были разлучены, родители ненавидели своих детей, мужья не соглашались с жёнами, а семьи разрушались»[355].
24. ↑  Позднее историк Джавад Газвини утверждал, что Абдул-Баха пытался насильственно похитить вдову своего покойного брата Зияуллы — Сорайю Самандари, за то, что она не желала перейти на его сторону[60]. По версии самого Абдул-Баха, сторонники Мухаммада Али удерживали её в Бахджи против её воли, и когда отец попытался забрать дочь, он был избит по приказу Мухаммада Али[53].
25. ↑  Абдул-Баха прекратил печать сочинений Бахауллы и препятствовал использованию уже опубликованных текстов. После 1896 года арабский оригинал Китаб-и-Агдас не издавался официально. Лишь в 1973 году были опубликованы фрагменты на английском, а полный официальный перевод — в 1992 году. На сегодняшний день лишь около 8% трудов Бахауллы переведены на английский язык.
26. 1 2  Абдул-Баха позволил своим братьям ознакомиться с полным текстом Завета Бахауллы, в котором подчёркивалось значение заслуг Хадимуллы[61] и содержался призыв к обоим сыновьям сохранять верность Бахаулле. Это показывает, что Бахаулла не наделял Абдул-Баха непогрешимостью и считал возможными его ошибки. Наличие отдельного постскриптума, адресованного Хадиму, было подтверждено (без его обнародования) Международным домом справедливости в 2013 году[62]. Американка Розамонд Темплтон предлагала стать посредником: организовать встречу братьев на могиле Бахауллы 7 декабря 1900 года, в присутствии свидетелей, переводчика и фотографа, чтобы зачитать полный текст «Завета Бахауллы» . Абдул-Баха отказался, сославшись на то, что его отец якобы сам просил сохранить полный текст в тайне[63].
27. ↑  К 1902 году численность бахаи в Акко составляла около 90 человек, из них 30–40 были противниками Абдул-Баха. Из-за оппозиции, сразу после отмены ограничений со стороны османских властей, в 1909 году Абдул-Баха переехал в соседнюю Хайфу. Хотя в Палестине сторонники Мухаммада Али в начале века доминировали, главная поддержка Абдул-Баха исходила из Ирана и, начиная с конца 1890-х годов, — из США, где развивался культ его личности[64][67].
28. 1 2  Одной из последних попыток примирения было предложение провести конференцию мира и духовности в Чикаго в 1912 году. Сторону унитариев должны были представлять внук Бахауллы Шуа Улла Бехаи и Ибрагим Джордж Хайрулла. Предполагалось, что обсуждение будет происходить на английском, с независимым переводом с арабского. Запись конференции должно было вести агентство Ассошиэйтед Пресс, а трое американских учёных выступали бы в качестве свидетелей и судей. На конференции должны были быть сравнены позиции сторон со священными писаниями Бахауллы.
29. ↑  Абдул-Баха поручил своей дочери и её мужу дать своим детям фамилию Раббани («божественный»), чтобы отличать их от ветви Афнан. Шоги Раббани использовал эту фамилию до своего назначения Хранителем, после чего стал называться Шоги Эффенди — в соответствии с завещанием деда.
30. 1 2  Вся семья Бахауллы — его жёны, дети, внуки и их супруги (за исключением рано умершей жены Бахауллы Асии Ханум, Абдул-Баха, его сестры Бахиййе Ханум и погибшего в молодости Мирзы Михди, Шоги Эффенди и его жены Рухийи) — была отлучена от веры, изгнана из общины и названа «нарушителями Завета», иногда даже посмертно. К моменту смерти Шоги Эффенди не осталось ни одного прямого потомка Бахауллы, не отлучённого от веры.[77][78][9]. Отлучения потомков Бахауллы от имени Всемирного Дома Справедливости продолжаются и в наши дни. Так, в 1996 году было подтверждено отлучение правнучки Бахауллы, создательницы фамильного веб-сайта потомков Абдул-Баха Парвин Афнан Шахид, а также одновременно и новозеландской бахаи Паулин Смит, обвинённой в общении с ней[79][80]
31. ↑  Причинами отлучений были, как правило, неугодные браки или отказ считать своих ранее отлученных родственников вероотступниками[81][82]. Также играли роль и разногласия в отношении степени авторитета Хранителя и личной свободы. По мнению антрополога Эрика Коэна, ключевые разногласия существовали в вопросе распространения веры на Запад и её универсиализации, что палестинские бахаи рассматривали как «распродажу»[83]. В отличие от унитариев, отлучённые Шоги Эффенди родственники не пытались организовать альтернативные движения и десятилетиями избегали публичных заявлений.
32. ↑  Сначала Шоги Эффенди выслал в Иран, Сирию, Ливан и Египет те семьи, у которых не было связей в Хайфе и Акко, пообещав помощь на новом месте — но, например, семьи, отправленные в Иран, её так и не получили. Затем были высланы предприниматели, а отказавшиеся — отлучены. В конце были изгнаны владельцы недвижимости и чиновники, большинство из которых также не подчинились и были отлучены.
33. 1 2  Усыпальница Бахауллы расположена в северо-западном доме, ранее принадлежавшем Хаджи Сайиду Али Афнану, мужу дочери Бахауллы Фуругии Ханум. Этот дом был выкуплен Афнаном у его владельца-христианина. Сайид Али, бывший российским подданным что защищало его от возможных нападок со стороны персидского или турецкого правительства, временно поддерживал унитариев, затем примирился с Абдул-Баха, но позже был посмертно отлучён Шоги Эффенди вслед за всеми его потомками[84]. После смерти Абдул-Баха, Мухаммад Али заявил свои права на хранение усыпальницы отца, в соответствии с мусульманским правом, применявшимся также к бахаи. Изначально британские власти предоставили равный доступ к усыпальнице обеим сторонам и предложили созвать международный съезд бахаи. Однако в феврале 1923 года, благодаря связям с губернатором Хайфы полковником Дж. Стюартом Саймсом[англ.], Шоги Эффенди получил исключительный контроль над внутренней гробницей[85] и запретил доступ туда всем «нарушителям Завета»[86][87][88].
34. ↑  арабские термины[англ.], аналогичные самоназванию бахаи-унитариев, также используются в других религиозных традициях — например, у друзов, альмохадов, салафитов, алавитов и мутазалитов. Обычно они переводятся как «единобожники» или «объединившиеся».
35. ↑  Своих противников — сторонников Абдул-Баха, называвших себя «Непоколебимыми» (араб. ثابتون‎ С̱абитун) — унитарии называли «Политеистами» (араб. مشركين‎ Мушрикин) или «Вероотступниками» (араб. مارقين‎‎ Марикин). В ответ, сторонники Абдул-Баха называли унитариев «Нарушителями Завета» (перс. ناقضین میثاق‎ Наказин-и-Мисак) и «Колеблющимися» (араб. متزلزلين‎ Мутазалзилин)[96].
36. ↑  Список «Явлений Бога», традиционно признаваемых в вере бахаи, включает Авраама, Моисея, Иисуса Христа, Заратушру, Кришну, Будду, Мухаммеда, Баба и Бахауллу. В разное время к этому перечню также добавлялись Адам, Ной, неназванный пророк сабиев, Худ, Салих и Конфуций[100].
37. ↑  Менее значительные религиозные деятели — например, Аарон, Давид, Соломон, Исаия, Иеремия, Иезекииль, шиитские имамы, основатели шейхизма и даже божества индейцев, такие как Виракоча, Кетцалькоатль и Деганавида[англ.] — также иногда упоминаются, хотя полного канонического списка не существует[101].
38. ↑  Возможно, на каком-то этапе Мухаммад Али высказывался ещё более унитариански, полностью отказывая Бахаулле в статусе Богоявления. По свидетельству Юниса Афрухтеха, секретаря и переводчика Абдул-Баха, Мухаммад Али считал Бахауллу «человеком высочайшего религиозного уровня, святым, проводившим дни и ночи в медитации», тогда как Аббас Эффенди, по его мнению, «искусственно возвёл его в ранг божества ради политических целей, чтобы спровоцировать восстание и революцию»[102]. Бывший бахаи Абд ал-Хусайн Айати[англ.] приводит слова, приписываемые Мухаммаду Али: «Наш отец не претендовал на статус независимого богоявления и не отменял шариат, но он был одним из авлия и кутб и следовал исламской традиции. Однако наш брат Аббас Эффенди совершил новый трюк и основал новую религию». Миссионер-ахмади Мауляна Абул 'Ата' Джаландхари утверждал, что в интервью с ним Мухаммад Али рассказывал, что молится пять раз в день, как это предписано исламом[103]. Согласно исследователю Оливеру Шарбродту, изображение Бахауллы как суфийского учителя могло отражать как подлинную веру Мухаммада Али, так и быть частью тактического противостояния с Абдул-Баха[104].
39. ↑  Это признают и оппоненты: например, апологет основной ветви бахаизма Муджан Момен в своей работе «Завет и его нарушители» пишет: «Мирза Мухаммад Али, выступивший против власти Абдул-Баха, никогда не высказывал сомнений в том, что Абдул-Баха был назначен преемником Бахауллы. Он только оспаривал манеру действий Абдул-Баха как лидера»[9]
40. ↑  Советский исследователь Евгений Бертельс, напротив, считал Мухаммада Али сторонником консерватизма как средства для внешнего поддержания авторитета. При этом, тот демонстрировал пренебрежительное отношение к завещанию отца, тогда как Абдул-Баха, по мнению Бертельса, воплощал прогресс и был моральным идеалом, не преследовавшим личной выгоды: «Абд-ул-Беха олицетворял собой прогрессивное течение, ибо сознавал необходимость дальнейшего развития учения для сохранения за ним жизненности, — Мухаммад Али, напротив, стремился к консерватизму и придерживался буквального значения слов отца»[116].
41. ↑  «Я никогда не стремился к высокому положению и не упоминал о своих религиозных правах или личном статусе. Я ни в чью волю не вмешивался и не преследовал иной цели, кроме как служить делу Бога и распространять Его учение. Во всех обстоятельствах я проявлял терпение и всё вверил в руки Бога»[118]
42. ↑  Поминальная служба прошла в Хайфе 18 января 1938 года. В ней участвовали многие известные деятели региона, в том числе секретарь Высшего Мусульманского Совета[англ.] Абдулла Бей Мохлес (его председатель, шейх Асад Шукейри[англ.], направил свою речь), поэты Абу Сальма и Вади аль-Бустани[нем.], а также архиепископ Мелькитской греко-католической церкви и личный друг Мухаммада Али — Грегориос Хаджар. Темой его проповеди стало «превосходство добродетели»: почти в течение часа он говорил, заканчивая каждую фразу словами: «ушедшая душа была наделена всеми этими добродетелями»[120].
43. ↑  Сын Буруджирди, Луфтулла Мухибат, рассказывал, что после официального признания его отца «нарушителем Завета» и исключения из общины бахаи, они прекратили общение. Однако однажды он увидел отца просящим милостыню на обочине дороги[127].
44. ↑  

В середине 1890-х годов компания Naseri Press оказалась в центре конфликта, имевшего как финансовую, так и религиозную природу. Печатные издания на персидском, урду и хинди редко приносили прибыль, особенно в случае религиозной прессы бахаи — её читатели были немногочисленны и географически рассредоточены. Владельцы издательства — Хаджи Сайид Мирза Афнан и Хаджи Сайид Мухаммад — поддержали Мирзу Мухаммада Али, в том числе из-за разногласий с Абдул-Баха по поводу финансирования компании. Хаджи Сайид Мирза предложил Абдул-Баха выпустить тысячу акций издательства и обязать бахаи выкупить доли. План заключался в том, что Хаджи Сайид Мухаммад отправится по разным странам, чтобы реализовать этот замысел. Сайид Мирза писал: «Каждому делу и движению нужна пресса. Благодаря ей дело бахаи наберёт силу и расширится». Однако Абдул-Баха отклонил предложение, считая развитие печати бахаи потенциальной угрозой — как возможный инструмент для выдвижения и оспаривания претензий на власть. Впоследствии Сайид Мирза вернулся к поддержке Абдул-Баха, тогда как Сайид Мухаммад и его брат Сайид Али (муж дочери Бахауллы Фуругии) остались на стороне Мухаммада Али. Потеряв значительные финансовые вложения, Сайид Мухаммад был вынужден продать печатный станок с убытком и вернулся в Шираз, где вскоре скончался.
45. ↑  Шоги Эффенди писал: «Джамаль Буруджирди, самый хитроумный и опасный из приспешников Мирзы Мухаммада Али в Персии, пал жертвой отвратительного и неизлечимого недуга; Сейид Махдий-и-Дахаджи, который, предав Абдул-Баха, присоединился к нарушителям Завета, умер в безвестности и нищете, а вскоре за ним последовала его жена и двое его сыновей; Мирза Хусейн Алий-и-Джахруми, Мирза Хусейн Ширазий-и-Хуртуми и Хаджи Мухаммад Хусейн-и-Кашани, действовавшие от лица нарушителей Завета в Персии, Индии и Египте, потерпели полную неудачу в своих миссиях»[135]. Джалиль-и-Хои был изгнан из своего дома, который был разрушен, Джалиль Табризи — подвергнут полному остракизму, ему запрещено видеться с членами семьи.
46. ↑  Впервые информация о вере бахаи прозвучала в США годом ранее — в 1893 году на сессии первого Всемирного Парламента Религий[англ.] в Чикаго, где пресвитерианский миссионер Джордж А. Форд, служивший в Сирии, зачитал в секции «Религиозная миссия англо-говорящих наций» доклад своего коллеги Генри Х. Джессапа[англ.], в котором сообщалось о смерти «известного персидского мудреца, бабистского святого по имени Бахаулла — главы многочисленной партии персидских мусульман, принимающих Новый Завет в качестве Слова Божьего»
47. 1 2  Хайрулла стремился получать знания непосредственно от Абдул-Баха. При каждой встрече он пересказывал ему своё изложение вероучения, преподаваемого американцам, прося исправить возможные ошибки. Абдул-Баха каждый раз подтверждал его трактовки, открыто заявляя паломникам, что Хайрулла всё передаёт правильно. В случаях, когда возникало расхождение между собственным толкованием и учением Хайруллы, Абдул-Баха уходил от прямого противоречия, утверждая, что каждое объяснение имеет два значения — духовное и материальное — и потому оба могут быть истинными[97].
48. ↑  «Участники протеста отвергли Аббаса Эфенди после конференции в Чикаго 27 мая 1900 года, усматривая в нём „всё больше свидетельств лжи и двуличия“. И действительно, замечает доктор Ф.О. Пиз: „Почему бы нам не задаться вопросом, не является ли Аббас сыном — если не тем самым сыном погибели[англ.]?“. Они вступили в переписку с М. Мухаммадом Али и примкнули к его сторонникам»[153]
49. 1 2 3  Хайрулла утверждал: «Аббас Эффенди сначала послал Хаджи Абдул-Карима Тихрани, чтобы вернуть меня к себе, но он не смог убедить меня, даже пообещав, что я получу 50 000 долларов в качестве компенсации от богатого американца. Тогда Мирза Асадулла, зять Аббаса Эффенди, и Мирза Хасан Хорасани были посланы, чтобы либо восстановить мою лояльность, либо устранить меня. Я получил из Акко несколько угроз, и американская полиция выделила трёх детективов для моей охраны. Асадулла, отец д-ра Амина Фарида, говорил американским последователям Абдул-Баха, что я должен умереть, и даже назначил день моих похорон, если я ослушаюсь». Унитарии также обвиняли Абдул-Баха в причастности к смерти одного из их сторонников — Мирзы Йахьи, зятя вице-консула Персии в Джидде, отравленного в 1898 году Мирзой Мансуром, последователем Абдул-Баха. За несколько дней до инцидента Мансур публично отлучил Йахью и предсказал, что на него падёт божественная кара[155].
50. ↑  Шуа Улла Бехаи характеризовал его принципы как: «Вера в Бахауллу как в Богоявление, Начало и Конец, Исполнителя всех пророчеств; принятие Его учений буквально и признание их окончательными, как Он Сам провозгласил. Повиновение всем законам, ниспосланным Им, и следование им согласно Его повелению. Почтительное отношение к Его Ветвям (сыновьям) в соответствии с Его Завещанием, озаглавленным Китаб-и-Ахди — «Книга Моего Завета». Это резко отличалось от позиции Национального Духовного Собрания[англ.] бахаи США[англ.] и Канады, «признававшего Абдул-Баха как Толкователя и истинного образца Веры; принимавшего Волю Абдул-Баха как окончательную и включающую её в структуру своей организации, тем самым воспроизводя верховенство папства посредством назначения непогрешимых хранителей и малых пап на следующие тысячу лет…»[158]. Сопоставление движения Абдул-Баха с ортодоксальным папством, а его оппонентов — с протестантами, проводил также критик бахаизма Роберт П. Ричардсон[159].
51. ↑  В 1896 году Хайрулла структурировал свой курс в виде двух публичных лекций и тринадцати частных уроков, охватывавших темы цели бытия, существования души, доктрины реинкарнации, метафорического толкования Библии и её пророчеств, а также единства всех религий. В последних трёх уроках утверждалось, что ожидания миллерианцев[англ.] относительно возвращения Христа в 1844 году были обоснованы: именно в этом году Баб начал свою миссию. В изложении Хайруллы (основанном на учении его наставника Абдул-Карима Тихрани) Бахаулла представлялся как возвращение Бога-Отца, а Абдул-Баха — как возвращение Христа.
52. ↑  Развитием лояльного Абдул-Баха сообщества бахаи в США занимались, помимо египетских эмиссаров Хаджи Абдул-Карима Тихрани (26 апреля — 5 августа 1900) и Мирзы Хасана Хорассани (29 ноября 1900 — август 1901), также свояк Абдул-Баха Мирза Асадулла-и-Исфахани (29 ноября 1900 — 12 мая 1902) и его сын Мирза Амин Улла Фарид (впоследствии оба были отлучены от веры как «нарушители Завета»), Мирза Абул-Фадл-и-Гулпайани]] (август 1901 — декабрь 1904) и его помощник Мирза Али-Кули Хан (оставшийся жить в США). Позже, после визита самого Абдул-Баха (11 апреля — 5 декабря 1912), его дело продолжил Мирза Джинаб-и-Фадил Мазиндарани (апрель 1920 — 9 июля 1921)[167].
53. 1 2 3 4 5 6  Из-за финансовых трудностей Бадиулла временно примкнул к Абдул-Баха, вынужденно согласившись на предложение о погашении долгов и предоставлении нового жилья в обмен на публичное заявление против Мухаммада Али. В «Послании миру бахаи» (1903–1904) Мухаммад Али изображался как озлобленный брат, стремящийся разрушить репутацию Абдул-Баха ради личной власти. Однако вскоре Бадиулла вновь сменил сторону и уже до конца жизни оставался унитарием. В своих мемуарах он писал, что, по словам Бахауллы, жена Абдул-Баха, Мунира Ханум, была злонамеренной женщиной, аналогом Сиййида Мухаммада Исфахани — женским Антихристом, стремившейся к установлению опеку и душеприказничество в вере бахаи для своих потомков и устранению как самого Бахауллы, так и его сыновей. Бадиулла также обвинил Абдул-Баха в сотрудничестве с британской разведкой во время османского правления, что, по его словам, объясняет последующее присвоение ему рыцарского звания[170].
54. ↑  

В 1917 году Хайрулла писал: «Движение бахаи в Америке замедлилось и поблекло с тех пор, как печальный раскол достиг Запада девятнадцать лет назад [т.е. в 1898 году]. Я думал тогда, что призывать людей к сей великой Истине — всё равно что звать их в гущу раздора. Но визит Аббаса Эффенди Абдул-Баха в эту страну, его ложные учения, искажение бахаизма, лицемерие, и осознание того, что конец его близок, подняли меня восстать на защиту Божьего дела: провозглашать Истину и опровергать ложные нападки богословов и миссионеров. Теперь я упорно борюсь, чтобы оживить Истину, после того как визит Аббаса Эффенди нанёс ей смертельный удар»[176].
55. ↑  С 1922 по 1926 годы Хайрулла и другие представители унитарного движения часто (например, в номерах 6.12, 7.1, 9.1, 9.3, 10.4, 11.4, 12.3) публиковались на страницах независимого журнала Reality под редакцией Харрисона Грея Дайара (1866–1929), предоставлявшим платформу для различных течений бахаи. В 1925 году, по указанию Шоги Эффенди, Национальное духовное собрание бахаи США полностью разорвало все связи с этим изданием[177].
56. ↑  Многие представители семей бахаи (Ирани, Шахид, Ширази и др.) во время Арабо-израильской войны  временно покидали территорию Израиля, укрываясь в Ливане, а затем, при поддержке правительства Ирана, вернулись обратно. На момент провозглашения независимости Израиля в 1948 году в районе Акко и Нагарии оставалось около сорока бахаи, а в Хайфе — около двадцати; там же проживал «Хранитель веры» Шоги Эффенди[190]. В 1949–1950 годах государство выкупило земли бахаи в деревне Аc-Самра[англ.] (в Иорданской долине) у потомков их владельцев — Рухи и Сохейля Афнанов, Сорайи Самандари и Амина Уллы Бахаи. За поселение Ан-Нукаиб[англ.] бахаи получили компенсацию в виде земли рядом с Акко[191]. В результате этих сделок Шоги Эффенди получил право собственности на Дом паломников в Бахджи.
57. ↑  Основанные в 1929 году организации «Общество Новой Истории» и «Караван Востока и Запада[англ.]» (последняя объединяла людей по переписке ради межрелигиозного и межкультурного диалога, имела представительства в 37 странах и охватывала до 250 тысяч человек) продвигали принципы бахаи без связи с официальными структурами веры. В 1939 году Шоги Эффенди отлучил от веры их основателей — Ахмада Сохраба, Льюиса[англ.] (1869–1942) и Джулию Чанлер[англ.] — после их отказа передать эти организации под контроль Духовного собрания бахаи в Нью-Йорке. Сохраб опубликовал сборник «Библия человечества», включающий писания всех мировых религий, в том числе бахаи, а также ряд критических работ о руководстве Шоги Эффенди. В 1941 году Национальное Духовное Собрание[англ.] бахаи США и Канады пыталось запретить «Обществу Новой Истории» использовать являющееся торговой маркой имя «бахаи» и учить бахаизму, но проиграло судебный процесс[192].
58. ↑  По поручению Шоги Эффенди особняк Бахауллы (в котором после его смерти проживали его вдова Махд-и-Улья, дети и внуки) был выкуплен его дядей Мирзой Джалялем Шахидом у прежних владельцев-христиан, живших в Сирии, Ливане и Палестине. Небольшие доли дома также принадлежали Мухаммаду Али и племянникам Бахауллы — Мирзе Мадждеддину и его брату Ага Мирзе Али Резе. Мирза Джаляль обратился к сыну Мирзы Мухаммада Али — Мусе Бахаи, который в то время работал регистратором земель в Акко, объяснив, что Шоги Эффенди планирует переоборудовать дом, превратив его в место паломничества. Муса Бахаи согласился с этим и в 1929 году члены семьи добровольно и без компенсации освободили особняк, перевезя оригинальную мебель Бахауллы в соседний дом, который продолжал оставаться в их владении. Шоги Эффенди позднее заменил всю мебель в особняке её копиями[194].
59. ↑  В них Собхи рассказал, что Абдул-Баха совсем не похож на образ, который описывают миссионеры-бахаи. Секретарь был свидетелем жестокого обращения того с братом Мухаммадом Али, роскошной жизни его семьи за счёт денег, присылаемых бахаи из-за рубежа, а также отрицания им принадлежности к новой религии и еженедельного посещения мусульманской мечети[202].
60. ↑  Часть манускриптов семьи Мухаммада Али, включая «Китаб-и-Агдас» в копии Зайну'л-Мукаррабина, была передана внучатым племянником Бахауллы Джалялем Ирани в дар Британской библиотеке в 1998 году[212][213].
61. ↑  В 1950-е годы израильские власти неоднократно выражали поддержку Шоги Эффенди и бахайскому сообществу, рассматривая его как лояльную и аполитичную силу, не поддерживавшую арабов и мусульман, активно инвестировавшую средства в благоустройство Хайфы и её окрестностей и пользующуюся широкой поддержкой в США и других странах[190].
62. ↑  Правление УБА действовало исключительно в административных целях — поддержание веб-сайта, управление фондами, связь с общественностью и т. д. Оно не претендовало на какие-либо полномочия в определении бахайской доктрины или в регулировании личных решений членов Ассоциации.
63. ↑  Помимо этого, Эмсаллем получила поддержку от одной из ветвей гардианистских бахаи: 25 августа 2010 года Брент Матьё (также известный под суфийским[англ.] именем Хафиз Абдул Хаким; род. 1955), назвав себя «духовным сыном и „Агсан“-наследником» Джозефа Пепе Реми, объявил о передаче «духа», полученного им по линии наследования от Пепе, обратно в семью потомков Бахауллы — в доверительную собственность Негяр Бахаи Эмсаллем с правом передоверия и завещания. Матьё является одной из фигур в сложной системе наследования статуса «Хранителя Веры», берущей начало от Чарльза Мейсона Реми[англ.] (1874–1974), президента Международного совета бахаи[англ.], провозгласившего себя духовным сыном Абдул-Баха и преемником Шоги Эффенди, и основателя движения «ортодоксальных бахаи[англ.]». Поскольку Реми не оставил прямого преемника, на статус хранителя претендовали: Дональд Харви (ум. 1991; движение «Хранители Веры бахаи»), Джоэль Марангелла (1918–2013; «Настоящие бахаи»), а также через приёмного сына Реми — Джозефа Пепе (1922–1994) — Лиланд Йенсен[англ.] (1914–1996), Нил Чейз (род. 1966; «Бахаи в соответствии с положениями Завета[англ.]») и Брент Матьё, поддержавший наследника Харви — Жака Согомоняна[221][222]. В качестве президента компании Vox Humri Media, Матьё также выступил издателем книги «Забытая история веры бахаи», а в 2021 году передал весь архив своей переписки и документов наследнику Согомоняна — австралийцу Энаятолле С. Яздани, окончательно выйдя из его движения «Хранители веры бахаи».
64. ↑  В официальной доктрине веры бахаи женщины равны мужчинам во всём, за исключением права быть избранными во Всемирный Дом Справедливости — согласно интерпретации, что это якобы установлено Бахауллой в Китаб-и-Агдас[224]. Однако, как пишет в своих мемуарах младший сын Бахауллы Бадиулла, он и его брат Мухаммад Али задали отцу вопрос с просьбой уточнить это положение — и тот ответил, что «в этом законоцарствии мужчины и женщины равны», что, по их мнению, подразумевало возможность участия женщин в составе Всемирного Дома Справедливости. Унитарии считают, что учение Бахауллы было впоследствии искажено Абдул-Баха и его внуком. В своих записях Бадиулла, как и Мухаммад Али, призывал к созданию международной ассамблеи в Хайфе, открытой как для мужчин, так и для женщин. Он также предлагал систему демократических сдержек и противовесов, исключающую превращение данного органа в авторитарную структуру.
65. ↑  Эмсаллем высказывала желание в будущем создать в нем музей истории бахаи. В 2017 году в этом здании прошли съёмки немецкого кинофильма Безымянный ресторан[229]. Однако этим планам не суждено было сбыться — в 2023-м большая часть обстановки дома была распродана на аукционе: старинная мебель, предметы интерьера и кухонной утвари, книги, картины, литографии, статуэтки, а также коллекция фотографий членов семьи Бахаи[230].
66. ↑  Младший брат Зияулла (1864, 1865 или 1868 — 1898) был особенно близок Мухаммаду Али, который писал о нём: «Зия Улла был чистой душой; пылкий защитник человечества, верно и усердно продвигавший учение бахаи, стойкий в Деле. Он был моим коллегой в нашей общей борьбе за свободомыслие человечества и его освобождение из лап религиозных лидеров». Историк Газвини утверждал, что причиной его смерти стали душевные страдания, вызванные религиозным расколом. За всё время болезни Абдул-Баха навестил брата лишь однажды; ни он, ни кто-либо из его сторонников не присутствовали на похоронах. В то же время, отмечалось, что вместо траура в его кругу были организованы празднества. Об этом же сообщал в своём письме Хаджи Саййид Афнан[232]. Тахерзаде, напротив, характеризует Зияуллу как слабовольного, легко поддающегося влиянию человека, который якобы стал орудием в руках Мухаммада Али. Поскольку он умер до основной фазы конфликта, Абдул-Баха позднее публично заявил, что прощает его[53].
67. ↑  Так, например, утверждал ведущий специалист по вере бахаи в Израиле, заведующий кафедрой бахаистских исследований Еврейского университета в Иерусалиме Моше Шарон в интервью для фильма «Бахаи в моём дворике»[237].
68. ↑  В 2020 году Даррик Эвенсон под именем «Даррик Эвенсон и унитарные бахаи» опубликовал книгу «Правда о вере бахаи: шокирующее разоблачение (Как Шоги Эффенди превратил шиитский мусульманский суфийский орден в новую мировую религию)»[245]. Она вышла в онлайн-издательстве «Церковь Сиона» — нью-эйдж братстве, базирующемся в Солт-Лейк-Сити и связанном с церковью Novus Spiritus, основанной американским медиумом Сильвией Браун.
69. ↑  В 2021 году администратором одной из основных дискуссионных групп унитариев на короткое время стал Ноа Гудбаум — канадский рэп-исполнитель, известный под псевдонимом The Mighty Rhino, страдающий с детства церебральным параличом, биполярным расстройством и синдромом Аспергера. Он был воспитан в традиции реконструктивистского иудаизма, но впоследствии присоединился к вере бахаи[252].
70. ↑  Позже Шоги Эффенди характеризовал это устное изречение как «невразумительное и не прошедшее проверку подлинности» и заявлял, что система управления верой бахаи «не является нововведением, произвольно навязанным бахаи всего мира после кончины Учителя, а представляет собой реализацию Воли и Завета Абдул-Баха, зафиксированных в многочисленных его скрижалях и основанных на чётких положениях Китаб-и-Агдас»
71. ↑  Китаб-и-Агдас была завершена Бахауллой в 1873 году и впервые издана на языке оригинала (арабском) в 1890 году. Первый русский перевод был выполнен Александром Туманским и опубликован в 1899 году[266]. Около 1900 года сириец Антон Хаддад сделал неофициальный английский перевод, распространявшийся в машинописной форме среди американских бахаи, однако впоследствии Абдул-Баха запретил индивидуальные переводы: «Один из арабских друзей предпринял такую попытку, но она была настолько вводящей в заблуждение и сбивающей с толку, что Учитель запретил любому человеку делать ещё одно пробу. Он указал, что это — работа группы компетентных переводчиков, а не одного человека»[267]. В 1961 году английский востоковед и арабист доктор Эрл Элдер совместно с пресвитерианским миссионером Уильямом МакЭлви Миллером[англ.] опубликовали собственный перевод через Королевское азиатское общество. В 1973 году Всемирный дом справедливости издал синопсис книги на английском языке с 21 отрывком, переведённым Шоги Эффенди. Полный авторизованный перевод появился в 1992 году и стал основой для переводов на другие языки[268]. Официальный русский перевод был впервые опубликован в 1998 году[269]. Известно, что унитарий Ибрагим Дж. Хайрулла выполнил полный перевод Китаб-и-Агдас на английский язык, отрывки из которого цитируются в работах Брауна и Уилсона[270], однако местонахождение его манускрипта в настоящее время неизвестно. Позднее «Унитарианская бахаистская Ассоциация» предпринимала попытки создания собственных переводов Китаб-и-Агдас[271] и арабской части Сокровенных слов, однако эти проекты не были завершены.
72. ↑  
Бахаи-унитарии придерживаются альтернативного толкования положения о запрете конгрегационных молитв. По их мнению, в Писании речь идёт не о совместной молитве как таковой, а о специфической форме богослужения, при которой один лидер ведёт других в молитве. Унитарии считают, что позднейшая интерпретация этого запрета Шоги Эффенди и Всемирным домом справедливости была чрезмерно узкой и привела к ошибочному выводу, будто все обязательные молитвы должны произноситься исключительно индивидуально и в полной конфиденциальности.
73. ↑  Одним из активных сторонников интеграции веры бахаи с унитарианским универсализмом является универсалист Дейл Хасбенд, бывший бахаи с 1995 по 2004 гг. Он высказывает мнение, что такое объединение представляет собой единственную перспективу для выживания религии бахаи, которая, по его оценке, без реформ рискует деградировать в деструктивный культ[273][274][275].
74. 1 2  

Унитарный бахаизм допускает возможность двойной или множественной религиозной идентичности, бахаи-унитарии могут параллельно принадлежать к другим религиям и деноминациям. Допускается и сокрытие своей веры в небезопасных условиях (в мусульманских странах, авторитарных режимах и др.), если это делается по серьезным причинам и с чистой совестью. Эта практика в исламской традиции известна как такия — составная часть понятия хикма (мудрость), и предназначена для сохранения мира в обществе и предотвращения ненужной дискриминации, преследований, тюремного заключения, пыток или смерти верующих. Это резко контрастирует с положениями основной ветви бахаизма, где Хранитель веры Шоги Эффенди строго запретил бахаи даже под угрозой смерти называть себя приверженцами иной религии. Нарушение этого предписания влекло за собой административные санкции — лишение права голоса или исключение из общины[298]. Исторически практика такии и скрытия веры имела место в раннем бахаизме. Известно, что Абдул-Баха до самой своей смерти посещал мечеть и формально отождествлял себя с исламом; после его смерти над ним была проведена мусульманская панихида[299][300][301][2].
75. ↑  «Это — век прогресса. Человеческий разум значительно продвинулся вперёд, образование стало всеобщим, дарованы свобода слова и печати, а прежде всего — свобода мысли и убеждений. Но несмотря на весь этот прогресс, мы наблюдаем, что бахаизм — самое прогрессивное движение нашего времени — оказался окутан туманом неопределённости и обобщений, без должного уважения к подлинным учениям основателя, Бахауллы. Тщательно вникая в учения Бахауллы, мы обнаруживаем множество принципов, которые, если применять их на практике, приведут к улучшению людской природы и прогрессу рода человеческого».
76. ↑  См. также: Бог в вере бахаи[англ.]
77. ↑  См. также: Вера бахаи и единство человечества[англ.]
78. ↑  См. также: Вера бахаи и гендерное равенство[англ.]
79. ↑  См. также: Вера бахаи и наука[англ.]
80. ↑  См. также: Вера бахаи и вспомогательный язык[англ.]
81. ↑  См. также: Вера бахаи и единство религии[англ.]
82. ↑  В отличие от господствующего направления веры, унитарные бахаи подчёркивают значение межрелигиозных браков как положительного явления и возводят их в один из принципов веры. Хотя в основном течении религии браки с представителями других религий формально разрешены (при условии проведения обоих религиозных обрядов)[291], на практике подобные союзы нередко воспринимались как предосудительные. Так, Шоги Эффенди отлучил от веры своего брата Хусейна Раббани за женитьбу на «христианской девушке низкого происхождения где-то в Европе». Его двоюродный брат Муниб Шахид был подвергнут подобной мере за женитьбу на мусульманке — дочери известного палестинского политика и борца за независимость Палестины Джамала аль-Хуссейни[292]. Шоги осудил тот факт, что брак был заключён только по мусульманскому обряду, и назвал его «коварным актом союза с врагами Веры». Хотя сама женитьба могла стать возможностью межрелигиозного диалога между бахаи и мусульманским сообществом Палестины, Хранитель увидел в ней неверность вере бахаи — несмотря на то, что не обладал полномочиями вмешиваться в личные отношения верующих и правом вето браков.
83. ↑  См. также: вера бахаи и образование[англ.]
84. ↑  Врач-натуропат, издатель, приверженец суфизма Брент Матьё включает в унитарное бахаистское мировоззрение следующие принципы: универсальные права человека; признание врождённого достоинства и ценности каждого человека; любовь к ближнему как к самому себе; гармония, справедливость, сострадание и единство в человеческих отношениях; прогрессивная духовная эволюция (откровение); принятие друг друга и поощрение духовного роста; свободный и ответственный поиск истины; ахимса (ненасилие) — отказ от принуждения к вере; свобода совести и творчества; построение единого, но разнообразного мирового сообщества, основанного на свободе, справедливости и гармонии для всех; уважение к взаимозависимой сети всего сущего, частью которой мы являемся.
85. 1 2 3  Согласно основной доктрине бахаи, т.н. «величайшая непогрешимость» считается неотъемлемым качеством Богоявлений, таких как Бахаулла. Институты Хранителя и Всемирного дома справедливости, согласно трактовке Шоги Эффенди, обладают «приобретённой непогрешимостью» — она распространяется не на отдельных личностей, а на институт как таковой и лишь в рамках его служебных функций, не давая права претендовать на всезнание или безгрешность. Сам Шоги Эффенди указывал, что его непогрешимость ограничивается сферой авторитетного толкования Писаний и его положением как Хранителя веры. Статус Абдул-Баха в этом контексте остаётся неоднозначным. Хотя считается, что он обладал по меньшей мере приобретённой непогрешимостью, но его положение в бахайской доктрине возвышается: «в его лице полностью гармонизированы несовместимые характеристики человеческой натуры и сверхчеловеческого знания и совершенства», он обладает правами и полномочиями, которыми наделены Пророки, потому ограничения, указанные Шоги Эффенди на него не налагаются — «всё, что бы он ни сказал или написал пером — верно»[310][311][312]. Более того, Шоги Эффенди утверждал: «Так как Бахаулла сделал Абдул-Баха непогрешимым толкователем Его слов, именно слова толкователя должны иметь больший вес [чем оригинальный текст Бахауллы], потому что только у него есть способность объяснить нам, что имел в виду говорящий»[29].
86. ↑  Оппоненты приписывают Мухаммаду Али изречение: «Никогда, пока я живу, я не перестану выступать против этого самозванца, который утверждает, что до истечения полной тысячи лет он может иметь тот же статус, что и сам Бахаулла»[29], но в унитарных публикациях таких резких высказываний не содержится. Тем не менее, к этой цитате Бахауллы Мухаммад Али обращается неоднократно: «Если мы будем считать его [Абдул-Баха] проявлением, как тогда мы должны истолковать и объяснять абсолютно ясный текст, раскрытый в Китаб-и-Агдас, что мы не должны принимать никого, кто выдвинет подобное заявление до истечения одной тысячи лет? Точно так же, если мы признаем, что в непогрешимости у Бога есть партнёр, если мы будем рассуждать о „большей“ и „меньшей“ непогрешимости, и о том, что кто-то ещё, помимо Него, может считаться непогрешимым и избранным, то как это может быть в гармонии со святыми откровениями? Книга „Ишракат“ содержит обширные объяснения относительно непогрешимости, и что только Бог считается обладателем Великой Непогрешимости…»[315]
87. 1 2  Некоторые унитарные бахаи (включая Шуа Уллу и Камар Бахаи) соглашались с точкой зрения движений «Свободных бахаи[англ.]» и «Реформистских бахаи», допускающих возможность фальсификации завещания Абдул-Баха, в котором Шоги Эффенди был назначен Хранителем веры[318]. Однако эта версия не стала господствующей среди унитариев. При этом, американская бахаи Рут Уайт[англ.], считая подозрительным нежелание Мухаммада Али опротестовать завещание Абдул-Баха написала книгу «Религия бахаи и ее враг — организация бахаи»[319], в которой обвинила самого Мухаммада Али в фальсификации завещания брата в своих интересах, утверждая, что назначение Шоги Эффенди могло быть ему выгодно. На это Мирза Мухаммад Али ответил: «Обвинения миссис Рут Уайт не соответствуют действительности. В самом деле удивительно наблюдать, что прогрессивные западные люди удовлетворялись слухами и принимали чужую оценку без должного расследования»[320]
88. ↑  Статус завещания, однако, так и не был формально оспорен. Мухаммад Али воздержался от обращения в мусульманский суд, поскольку это предполагало бы раскрытие содержаний писаний Бахауллы, в том числе притязаний на сверхисламский статус, что могло бы иметь тяжёлые последствия для всей семьи. Он не отрицал самого факта назначения Абдул-Баха преемником, но критиковал стиль его руководства и присвоение абсолютных полномочий. Кроме того, Мухаммад Али понимал, что любые попытки с его стороны претендовать на наследие и положение, присвоенные ему отцом, неизбежно встретят сопротивление со стороны тех, кто почитал Абдул-Баха как Средоточие Завета и непогрешимого толкователя учений бахаи.
89. ↑  Шуа Улла Бехаи в своих трудах проводил сравнение между административным порядком бахаи, закреплённый «Волей и Заветом» Абдул-Баха с катехизисом католической церкви, уподобляя Баба, Бахауллу и Абдул-Баха Святой Троице, бахаи-старейшин (т.н. «Десниц Дела Божьего[англ.]») — коллегии кардиналов, а институт Хранителя Дела Божьего — непогрешимому папству, вечным представителям Бога на Земле[322], но с ближневосточным оттенком — скорее, в духе шиитского имамата, так как каждый Хранитель должен был быть прямым потомком Бахауллы.
90. ↑  Наоборот, некоторые последователи основной ветви бахаи оценивают термины с суффиксом «-изм» («бахаизм», «бехаизм») как обладающие уничижительным оттенком[328][329]. Отказ от этих наименований рассматривается ими как символ становления веры бахаи как «единой и неделимой» религии в противовес идеологиям, философским школам и социальным движениям, нередко дробящимся на многочисленные течения, деноминации и секты. Существование внутри самой веры бахаи более десятка направлений и разделений они, как правило, отрицают[330][331].
91. ↑  Такое написание без апострофа рассматривается некоторыми унитариями как форма ненавязчивого утверждения личной свободы. В их интерпретации апостроф в слове Baháʼí — это не просто техническая метка, а глубокая метафора: он представляет арабскую букву хамза, которая передается как гортанная смычка — остановка дыхания между звуками. Эта «остановка» символизирует, по их мнению, прекращение свободного движения Святого Духа в вере в период Шоги Эффенди и последующего «Административного порядка». Отказ от апострофа означает символическое открытие дыхания, акт приглашения Святого Духа свободно течь через веру бахаи и провозглашение независимости от жёсткой, чрезмерно бюрократической и авторитарной централизованной административной структуры. Любопытно, что Национальное духовное собрание бахаи России также не использует апостроф в слове «баха’и», объясняя это сложившейся практикой русскоязычного употребления[334].
92. ↑  В 2025 году — 19 января, в 2026 году — 18 января
93. ↑  В 2025 году — 8 июня, в 2026 году — 14 июня
94. ↑  Аналогичное решение приняло и ещё одно независимое движение бахаи — «Ортодоксальные бахаи[англ.]»[339]
95. ↑  Группы, которые верят в необходимость продолжения линии «Хранителей Веры»
96. ↑  «Каждый верующий может самостоятельно изучить и исследовать жизнь обоих братьев относительно того, какие посылы они провозглашали и какие усилия они приложили для продвижения веры бахаи. Каждый может не только оценить их личность и верования, но и сложить своё мнение о том, кто был более подходящим для того, чтобы возглавить веру бахаи». Подобная позиция соотносится с учением самого Мухаммада Али Бахаи, второго сына Бахауллы и лидера унитарного направления, который писал: «Если вам говорят о существовании разногласий между Ветвями, то вы должны расследовать и выслушать, каковы позиции двух Ветвей, каковы причины их разногласий, а не вставать на сторону одной из них без вопросов и осудить другую без расследования.
97. ↑  Vox Humri — это, предположительно, калька с лат. vox humana («глас человеческий»), возможна этимологическая связь с бахаистским акцентом на «гласе духа/откровения».
98. ↑  Международный исследовательский центр бахаи (IBRC) — это независимый международный образовательный и исследовательский центр, объединяющий учёных, преподавателей и религиоведов из различных университетов и религиозных учреждений, специализирующихся на изучении истоков и истории веры бахаи, а также сопутствующих движений. Центр выпускает журнал, в котором Хамид Фарнах ведёт рубрику «Вера бахаи с точки зрения критиков и интеллектуалов». В числе опубликованных в ней материалов — биографии и интервью с рядом известных фигурантов независимых и критических исследований по бахаизму, таких как: Эрик Стетсон, Дейл Хасбенд, Денис МакОуэн, Шон МакГлинн, Хуан Коул, Уильям Гарлингтон, Фредерик Глейшер («бахаи-реформисты») и др. Большинство из них рассматриваются официальным мейнстримом бахаи как вероотступники, однако среди бахаи-унитариев и независимых исследователей они пользуются уважением как представители академической добросовестности[346].
99. ↑  англ. Heterodox Bahá'ís[360] — это термин в исследовательской литературе, обозначающий господствующую деноминацию веры бахаи, сформировавшуюся вокруг административного порядка с центром в Хайфе и отличающуюся от так называемых «ортодоксальных бахаи[англ.]»[361], признающих  Чарльза Мейсона Реми[англ.] в качестве второго «Хранителя Веры» после Шоги Эффенди.
100. ↑  

Большая часть восьмой книги образовательного курса бахаи, разработанного «Институтом Рухи[англ.]»[362], посвящена теме Завета и раскола между Абдул-Баха и Мухаммадом Али. В этом пособии образ Мухаммада Али представлен исключительно в негативном свете, вплоть до демонизации. Он назван источником «наиболее неблагородных порывов человеческой натуры», а его действия охарактеризованы как «восстание» и «подрыв Завета». Учащимся предлагается заучить наизусть фрагменты высказываний Абдул-Баха и Шоги Эффенди, в которых содержатся обвинения в «ложных утверждениях», «грубых преувеличениях», «непристойном поведении» и «действиях, достойных порицания» — а потом пройти тестирование на знание этих цитат. Из других оппонентов Абдул-Баха в книге мельком упоминается лишь Ибрагим Хайрулла, который охарактеризован как «глупый и самолюбивый человек».
101. ↑  «Скрижаль в Казвин, которая несла моё имя и подпись, была открыта Верховным Пером (Бахауллы). Это были 2 скрижали, а не одна: первая на арабском, другая на арабском и персидском, и обе они были открыты Бахауллой. Послав первую скрижаль в Казвин, Он проверил своих последователей на этой земле, а вторая скрижаль положила конец существующим фантазиям. Его единственная цель состояла в том, чтобы последователи знали суть Проявлений — что у Бога нет равных и нет партнёров, и что все мы — Его творения. Указанная скрижаль, выполненная моим почерком, сохранилась, и имя адресата на ней начертано Верховным пером Бахауллы. Сам Бахаулла рассказал детали этого случая в Послании Бади[англ.] и в своём ответе Али Мухаммаду Сарраджу».
102. ↑  Бахаулла характеризовал себя и своих родственников как «Святой корень» (англ. Root) или «сук» (англ. Limb, сам Бахаулла), «Агсан» (англ. Branches, рус. ветви, наследники Бахауллы)[374], «Афнан» (англ. Twigs, рус. прутья, наследники Баба) и «Варакат» (рус. листья, родственницы-женщины) Божественного лотосового дерева, которое Бог посадил в земле Завета»
103. ↑  Противоположное обвинение выдвигали и унитарии. Ибрагим Хайрулла писал: «Аббас Эффенди — мощный и проницательный турецкий и римский дипломат, вместе взятый; его политика осуществляется на практике с таким управлением и тактом, чтобы овладеть даже самыми умными его последователями, не говоря уже о простодушных. Он встречает всех своих посетителей с любовью и добротой и окружает их некоторыми из своих сторонников в Акко и Хайфе, которые передвигаются за ними, куда бы те ни двигались, смиренно служат им и слушаются их, и никогда не оставляют их одних, пока те не ложатся спать. Затем они сообщают ему обо всех событиях дня. Эта система шпионажа используется во всех странах, где есть его последователи»[375].
104. ↑  «Истинной почвой этого кризиса была жгучая, неуёмная, всепоглощающая зависть, которую явное превосходство Абдул-Баха в положении, власти, таланте, знаниях и добродетелях над остальными членами семьи Его Отца разожгло не только в душе Мирзы Мухаммада Али, нарушителя Завета, но и в сердцах некоторых из его ближайших родственников. Мало-помалу, настойчиво и неуклонно, путём лжи, недоговорок, клеветы и грубого искажения фактов этот „Главный Подстрекатель“ преуспел, переманив на свою сторону почти всю семью Бахауллы, равно как и значительное число тех, кто составлял его ближайшее окружение»[135]
105. ↑  «Мирза Мухаммад Али и его приближённые обладали полной властью над Особняком, Святилищем и прилегающими домами. Около сорока членов семьи Бахауллы, родственников Баба и выдающихся учителей и знатоков Веры объединились, чтобы подорвать преданность верных Абдул-Баха и разрушить Завет Бахауллы. Они обвиняли Его в присвоении Себе титула и ранга Богоявления; в лишении Своих братьев и сестёр их наследства; в том, что Он действует как тиран-самодур. Бахаулла, говорили они, никогда не притязал на то, чтобы быть Богоявлением; Он был шейхом-мистиком, старавшимся приблизить людей к Богу, в то время как Аббас-Эффенди, ныне именующий Себя Абдул-Баха, вознамерился изобрести новую религию. Хаджи Мирза Хайдар-Али, который был всему этому очевидец, оставил нам описание жизни, которую вели в Особняке Бахджи Мирза Мухаммад Али и те, кто его поддерживал. Ярко контрастируя с простой и полной ограничений жизнью Абдул-Баха в Акко, паразитирующие на Нём противники постоянно требовали огромных количеств самых лучших товаров, заказывая гигантские объёмы еды и одежды, постоянно устраивая празднества и приглашая чиновников на роскошные пиры»[381].
106. ↑  «Как у Мирзы Йахья был свой злой гений, так и у Мирзы Мухаммада Али. Его искусителем был Мирза Маджди-Дин, тот самый человек, который публично зачитывал Завет Бахауллы. Он был необычайно горд и высокомерен. Ваш автор хорошо помнит, как он высокомерно ходил по улицам Хайфы в конце двадцатых годов. Его история напоминает историю Люцифера. Женатый на сестре Мирзы Мухаммада Али, он намеревался использовать второго сына Бахауллы в качестве инструмента — удобного и покорного — чтобы подорвать авторитет Абдул-Баха и получить власть для его собственных целей»[382].
107. ↑  Абдул-Баха заявлял, что настоящим автором исторического трактата Газвини был его свояк Мухаммад Али: «Эта полемика написана Мирзой Мухаммадом Али, и распространена под именем Джавада [Казвини], и 4 или 5 наших врагов опубликовали её. В другой раз Мирза Мухаммад Али писал подобные вещи и распространял их под именем Мирзы Абдуллы. Эти бумаги навлекут на них вечное проклятие. Сегодня главный судья в мире — сила Завета»[385].
108. ↑  Восхищавшийся Абдул-Баха советский востоковед Евгений Бертельс, сравнивая трактат Газвини с книгой ещё одного историка бахаи Аварэ[англ.] (несколько позднее самого ставшего одним из главных критиков бахаизма) «Блистающие звезды в достопримечательностях бехаистов» называет первый «памфлетом явно неправой стороны», а его публикацию считает заслуживающей сожаления: «истерические выкрики Джавада Казвини, обвиняющего Абд-ул-Беха в самых гнусных злодеяниях и не подтверждающего обвинений ни единым фактом…», «величавый образ Абд-ул-Беха известен почти каждому интересующемуся жизнью Востока человеку…, чистота его морального облика выше каких бы то ни было подозрений»[116].
109. ↑  «У меня есть не менее 150 писем от него [Мирзы Мухаммада Али], в которых вы не сможете найти ни единого слова против его брата Аббаса Эффенди, но он призывал нас молиться за него, чтобы тот смог покаяться и вернуться к Богу». С другой стороны, разговоры и сочинения его брата Аббаса Эффенди «жалостливы и полны обвинений в адрес его брата Эль-Акбара Мухаммада Али Эффенди; он рассказывает, что страдания, которые он терпит от турецкого правительства, были вызваны происками этого брата. Таким образом он получает их [последователей] сочувствие и отчуждает их от своего хорошего брата, чтобы они не могли встретиться с ним и узнать правду. Он не даёт своим последователям читать откровения Бахауллы, чтобы они не смогли узнать об истинном учении религии бахаи. Худшее, что он сделал, — это поставил себя между своими последователями и их Богом, и угрожал им адским огнём, если они осмелятся ослушаться его, что создаёт в их сердцах и простых умах страх, который был и будет злейшим врагом человечества»[387].
110. ↑  «На протяжении этих лет я часто встречалась с ними, и постепенно моё уважение к Аббасу Эффенди уменьшалось, а моё уважение к Мухаммеду Али и Бади Улле Эффенди возрастало, оба этих младших брата строго следуют религии своего отца, независимо от того, как бы для них это ни было трудно, а Аббас Эффенди не смог оставаться верным благородным принципам своего благородного отца… [С Бадиуллой] у меня сложилась настоящая дружба, основанная на многих событиях, в которых он вёл себя с честью… [Он —] человек исключительно доброй и чистой натуры, которого должны уважать, все кто его знает… В одежде, в речи, в манере, в еде, в напитках он практикует сдержанность уравновешенной натуры… Аббас Эффенди - замечательный человек, и, возможно, был бы благородным, если бы не один его недостаток. Его гордыня, увы! слишком велика. В настоящее время он кажется ослеплённым ею, и это очень печально… Что же касается деловых вопросов, то Аббас Эффенди был несправедлив со своими братьями, которые много страдали вследствие этого, но делали это очень благородно и безропотно… Мухаммед Али… — великий страдалец, которого спасает от крайней нищеты только помощь родственников из Америки… достоин ли человек с характером Аббаса Эффенди, позволяющий своим братьям голодать, проживая сам с удобствами, учить… христианоподобному образу жизни… идеям братской любви?»[388][389].
111. ↑  «Нет сомнений, что Бахаулла назначил Аббаса Эфенди своим преемником. Но Аббас Эфенди не был уполномочен занять место своего отца и быть продолжением его Проявления, хотя очень скоро стало казаться, что именно это он и хотел бы сделать. Он назвал себя Абдул-Баха (раб Баха) и заявлял о совершённом подчинении воле своего отца, но он также принял титул „Средоточие Завета“ — который, как считали многие бахаи, принадлежал только Богу. Одним из утверждений Аббаса Эфенди было то, что он один имел право толковать труды Бахауллы. Похоже, что большинство бахаи, как в Акко, так и за границей, были вполне готовы следовать за своим божественно назначенным лидером, независимо от того, какой статус он может потребовать для себя. Лидером оппозиции вскоре стал Мирза Мухаммад Али, брат Аббаса Эфенди, назначенный Бахауллой вторым в порядке наследования. Мухаммад Али не претендовал на то, чтобы стать преемником своего отца, однако его протест касался притязаний „Средоточия Завета“ на абсолютную власть»[390].
112. ↑  «Поведение Абдул Баха и его последователей по отношению к братьям и их последователям, а также поведение бахаи по отношении к азали противоречит заявляемому ими прекрасному исповеданию терпимости и любви ко всем религиям и всем людям». Мы только можем воскликнуть вслед за профессором Брауном: „Где же сдерживающая сила [ Духа Святого ], когда они проявляют такую горькую враждебность по отношению к своим собственным домочадцам!“[391].
113. 1 2  «Тот факт, что почти вся семья и многие достойные верующие, близкие к Бахаулле, выступили против его преемника Абдул Баха, указывает на догматические различия между двумя противниками, а не на узурпаторскую жажду власти Мирзы Мухаммада Али - согласно сегодня принятой интерпретации - потому что в таком случае ему едва ли бы удалось добиться подобного единогласия от близкого круга Бахауллы»[392].
114. ↑  Об Абдул-Баха Камар Бахаи отзывалась весьма положительно: «Последователи любили Аббаса Эффенди, добровольно и добросовестно выполняли его приказы, в результате чего движение достигло своего пика… Аббас Эффенди также пользовался уважением в мусульманской общине, непрестанно исполняя мусульманские обязательные молитвы в мечети Джарина в Хайфе, раздавал милостыню мусульманам и христианам, а также нуждающимся представителям другим конфессиям, собирал религиозных деятелей-мусульман, высоко ценивших его, чтобы обсудить с ними толкование священного Корана. Аббас Эффенди выполнял заповеди своего отца Баха до буквы, был преданным и заслуживающим доверия в своей миссии. Он повышал их [своих последователей] образовательный и социальный уровень, отправляя их детей в университеты для получения высшего образования и продолжая оказывать финансовую помощь нуждающимся членам общества. За все эти гуманитарные действия Аббас Эффенди был очень любим и почитаем… Группа Мухаммада Али истинно верила в Аббаса Эффенди. За его время было достигнуто замечательное продвижение в движении, поскольку он продолжал действовать в соответствии с учением своего отца»[394].
115. ↑  Камар Бахаи не называет каких-либо имён. По словам её дочери Негяр Бахаи Эмсаллем, согласно передаваемой в семье истории — назначение Шоги Эффенди Раббани на должность «Хранителя» было идеей его бабушки Муниры Ханум, жены Абдул-Баха, а по свидетельству Бадиуллы — дочь Абдул-Баха Зияийя Ханум дала согласие выйти замуж за Мирзу Хади Афнана только «при условии, что её наследники получат право опекунства» после Абдул Баха. Однако, семья также разделяла вину за вражду Абдул-Баха и Мухаммада Али между родственниками со стороны Абдул-Баха и ещё одним родственником семьи, который хотел устроить брак своих дочерей и сыновей Мухаммада Али. Его имя также не называется, но если сравнить мнение семьи Бахаи с умозаключениями внука Абдул-Баха Хасана Джаляля Шахида, то этим родственником был их общий зять Мадждеддин бен Муса Ирани.
116. ↑  «Мы помним нашего старшего дедушку, Мухаммада Али, как тихого и молитвенного человека, доброй души, который никогда не просил многого для себя. Он был кроток и избегал конфликтов. Он отвергал традиции, которые ставили одного человека над другим. Человек, которого мы знали, был джентльменом, чьи религиозные убеждения были сосредоточены не на силе или на том, кто должен ею обладать, а на том, чтобы жить в соответствии с учением его отца, Бахауллы, в его личной жизни — жизни молитвы, медитации, и культивировании умеренного образа жизни и смиренного и доброго духа. В его трудах проявляется забота о свободе личности, но он не отрицал, что его старший брат Аббас Эффенди был законным лидером бахаи. Он, однако, считал, что бахаизм должен был сосредоточиться на учении Бахауллы, а не на харизматическом лидерстве и мнении любого преемника. У братьев были очень разные личности, и это, несомненно, способствовало их неспособности сотрудничать друг с другом после смерти их отца. В течение многих лет ветви семьи отдалялись и готовились к тому, что казалось неизбежным конфликтом. Ревность, возможно, сыграла значительную роль в расколе между братьями, потому что у них были разные матери, и Бахаулла жил со своей второй женой и второй семьёй»[396].
117. ↑  «После кончины Бахауллы никто из ближайших родственников Абдул Баха не мог объяснить, почему другие члены семьи присоединились к Мирзе Мухаммаду Али и восстали против Учителя. Абдул Баха сделал все возможное, чтобы предотвратить разлад в семье. Моя мать, Руха Ханум, рассказывала нам как она пошла навестить своего дядю Мирзу Мухаммада Али в Бахджи и упала на колени, умоляя его не допустить раскола в семье — но безрезультатно. В противовес расколу, Учитель рассматривал возможность помолвки моей матери [Рухи Ханум, дочери Абдул-Баха] с сыном Мирзы Мухаммада Али Шуа Уллой, которому в то время было 19 лет. Чтобы этого не случилось, Мирза Мухаммад Али отправил своего сына в США. Здесь я хочу отметить, что, по словам моей матери, два человека были в первую очередь причиной произошедшего раскола. Одним из них был сам Мирза Мухаммад Али, а другим — Мирза Мадждеддин, его двоюродный брат, сын Муссы Акай-и-Калима, которого часто называют самым верным братом Бахауллы, и который также жил в особняке в Бахджи»[397].
118. ↑  «Это — выдающаяся личность, старший живой сын Бахауллы, глава Общества Бехаистов во всем мире и законный духовный лидер всех организаций бахаи в соответствии с волей Бахауллы. Он вырос в лоне Бахауллы и служил ему верно до последнего, как писарь его высказываний и распространитель его учений. Он — избранный сын и получил высшие почести от Бахауллы. Этот избранный сын является верным последователем учений и убеждённым верующим. Он — добр, мягок, терпелив и всегда готов помочь нуждающимся. Хотя он занимает высшую позицию среди нас, тем не менее он считает себя нашим старшим братом. Его ложно оценивают, оскорбляют и обвиняют так называемые друзья, те, кто удовлетворился слухами без проведения расследования»[398].
119. ↑  В своих исследованиях Джаляль Азаль подробно проходит по всем пяти обвинениям Абдул-Баха в адрес Мухаммада Али, и не находит ни одно из них подтверждённым, в частности, ещё и потому, что к завещанию не были приложены никакие упоминаемые в нём документальные доказательства[405].
120. ↑  По мнению Газвини, вмешательство следственного комитета (зафиксированное в пяти противоречивых источниках) можно скорее объяснить не чьим-либо доносом, а тем, что последователи Абдул-Баха сами не соблюдали благоразумия и умеренности в делах. Мухаммад Али предложил выяснить правду, назначив комиссию из представителей с обеих сторон (в которую бы вошли Мирза Мадждеддин и Риза Каннади, сторонник Абдул-Баха), и официально затребовать у местного правительства и Совета инспекторов текст доноса с жалобой на Абдул-Баха, если таковой действительно был — однако, Абдул-Баха от расследования отказался. Работа комитета была прекращена в 1908 году из-за беспорядков в Стамбуле, известных как Младотурецкая революция, освободившая всех политзаключённых[406].
121. ↑  В целом, власти Турции имели право повторно вводить ограничения по соображениям безопасности на основании первоначального ордера на изгнание и требовать от лиц, к которым применялся ордер, проживать и заниматься своими повседневными делами на территории города Акко. Однако это не означало нового ареста, лишения свободы или наказания. Утверждение о том, что Абдул-Баха был государственным заключённым или пленником до его освобождения в 1908 году, не имеет исторического основания[407].
122. ↑  Подобные обвинения были взаимными. Унитарии обвиняют Абдул-Баха в изменении писаний Бахауллы, публикации их с собственными вставками и пропуском нежелательных фраз и попытке избавиться от санкционированных Бахауллой бомбейских изданий. Так, бахаи-унитарии считают скрижаль «Лаух-и-Ард-и-Ба»[409] письмом, написанным Мирзой Ага Джаном Кашани одному из бахаи в Бейруте (что подтвердил сам автор), и обвиняют Абдул-Баха в ложном приписывании её авторства Бахаулле, а себе — статуса её адресата, так, что некоторые формулировки письма, кажется, возвышают Абдул-Баха до уровня божественности[410]. «Скрижаль Ветви» в унитарной традиции также считается отсылкой к самому Бахаулле и его Богоявлению, а не посвящением его сыну[411]. Помимо того, Абдул-Баха опустил центральную часть «Лаухуль-Амр» и составил «Скрижаль сокровищ» из частей нескольких других скрижалей, что было доказано публикацией оригиналов скрижалей унитариями[412]
123. ↑  В некрологе на смерть Абдул-Баха, Мухаммад Али писал: «Я глубоко сожалею о том, что вынужден засвидетельствовать великую и невыразимую утрату, понесённую нами после ухода почтенного Гусн-и-Азама, Аббаса Эффенди, сэра Абдул-Баха, который был основой и поддержкой для своих друзей и гордостью для своих последователей. На самом деле я чувствую, что чем больше я пытаюсь описать его и показать своё глубокое горе об его утрате, тем больше я чувствую свою полную неспособность словами дать точное описание его личности»[415], а новость о смерти брата описывал: «С горящим сердцем и глазами, полными слёз, я отправился в Хайфу с намерением проститься с ним и получить утешение… Рухи, сына Аги Мирзы Мухсина Афхана… закрыл мне дверь и встал за ней, отказавшись принять меня. Поэтому я был вынужден вернуться, полный горя и скорби, но не высказывая возражения».
124. ↑  Шуа Улла Бехаи, обвинённый в завещании Абдул-Баха в сговоре и соавторстве клеветнического письма, также ответил: «Я категорически отрицаю обвинения против меня в этом завещании, и я считаю, что они сфабрикованы теми, кто написал его текст, с единственной целью получить контроль над лидерством, как это очевидно сегодня. Как могло быть возможно, чтобы я замышлял такие незаконные действия в отношении моего любимого дяди, брата моего отца и отца самой дорогой мне леди [его двоюродной сестры Рухи Ханум], с которой я был помолвлен в молодые годы и кем, несмотря на прошедшее время, я все ещё дорожу, уважаю, и почитаю?»
125. ↑  «В самом деле, как и большинство бахаи, МакГлинн принимает за чистую монументальность односторонние рассказы, одобренные Административным порядком хайфских бахаи о конфликте между Абдул-Баха и его братом Мирзой Мухаммадом Али, никогда не подвергая их сомнению, никогда не задаваясь вопросом, почему, если Мухаммад Али был таким презренным человеком, а Абдул-Баха действительно был настолько совершенен в своём поведении, почему почти все потомки Бахауллы, даже те, которые произошли непосредственно от Абдул-Баха, отвергли требования Абдул-Баха и Шоги Эффенди и оказались исключёнными из общины бахаи, а не подчинились Завету, установленному Абдул-Баха в его Воле и Завещании. Также странным является то, что в особняке Бахджи, в котором Бахаулла провёл свои последние годы, после смерти Бахауллы жил именно Мухаммад Али, а не Абдул-Баха. Я думаю, что если бы Абдул-Баха находился в таком фаворе у Бахауллы, как утверждает официальная история бахаи, он бы жил в Бахджи с Бахауллой и унаследовал бы его, но на самом деле Абдул-Баха не жил там вообще! Такие логические пробелы должны обсуждаться и изучаться, а не игнорироваться и скрываться под ковром»[419].
126. ↑  Доступ к финансовым потокам в качестве основного преимущества «аббаситов» видел и Вахид Азаль, исследователь исламского эзотеризма и веры Байани — он, однако, считал, что наиболее весомый вклад в поддержку Абдул-Баха внесли влиятельные и богатые сторонники в западных странах, а также и прямая протекция со стороны Британских властей.
127. ↑  По утверждению Мухаммада Али в его мемуарах вплоть до смерти Бахауллы структура внутреннего круга оставалась неизменной: в него входили трое младших сыновей, Хадим (Ага Джан Кашани) и Мирза Мадждеддин, которые сопровождали Бахауллу повсюду, в то время как Абдул-Баха проживал отдельно в Акко и лишь периодически навещал отца. По его словам, в последние дни жизни Бахауллы Абдул-Баха всё же часто приезжал в Бахджи, а за телом покойного, согласно его собственным указаниям, ухаживали Абдул-Баха, Мухаммад Али и Мирза Мадждеддин при участии Хадима. Про-хайфский автор Хасан Бальюзи также признаёт, что хотя «Ага Джан и вызывал недовольство Бахауллы в последние годы его жизни, эта оплошность была ему прощена»[424].
128. ↑  Секретарь Абдул-Баха Мирза Мухаммад Али Собхи описывал эпистолярный протокол Бахауллы следующим образом: все обращения к Бахаулле и его ответы проходили исключительно через Ага Джана. Тот цитировал слова Бахауллы, используя характерные арабские вводные конструкции, такие как «بِقَولِهِ» и «انتهی», и между цитатами вставлял дидактические комментарии, соответствующие ситуации. С течением времени среди бахаи возникло мнение, что эти промежуточные вставки исходили от самого секретаря, а не от Бахауллы. Пытаясь пресечь это недоразумение, Бахаулла потребовал, чтобы Ага Джан подтвердил авторство всех слов. Однако последний с этим затянул, чем вызвал недовольство Бахауллы[426]. Лишь позднее Абдул-Баха смог получить от него письменное признание: «Ни одно слово не рождено этим слугой. Каждое слово было явлено из Царства Божьего — от моего и вашего Повелителя, Властелина всех живущих на небесах и земле. Получив разрешение, я в присутствии Его Святейшества читал письма, адресованные этому слуге. Затем Он указывал мне взять перо и записать ответ, от первого слова до последнего, явленный Его благословенным языком… Я был только слугой, записывающим Его слова в Его присутствии»[427]
129. ↑  При этом в ортодоксальной литературе содержатся и жёсткие обвинения в адрес Ага Джана. Тахерзаде упоминает случаи, когда Абдул-Баха лично «наказывал Хадима своей рукой из-за серьёзного характера его проступков по отношению к Бахаулле»[53][428]. Хабиб Муайяд приводит слова самого Абдул-Баха: «Находясь в Эдирне, в то время, когда Мирза Ага Джан поднял свой уровень возмущения и неприязни и высказывался в присутствии Бахауллы излишне самонадеянно, я однажды упрекнул его. Я не хотел упрекать его; но он значительно вышел за пределы своего статуса, и мой выговор был необходим… Не дай Бог, чтобы человека настигала гордость… В последние дни Его Благословенная Красота был очень раздражён [Мирзой Ага Джаном] до такой степени, что я хотел наказать его физически… У Мирзы Ага Джана не было хорошего конца»[429].
130. ↑  Схожие описания встречаются у других бахаистских мемуаристов — например, у Хаджи Алия-и-Язди и Мирзы Хабибуллы Афнана.
131. ↑  «Как мог Мирза Ага Джан, всегда такой смиренный и покорный, принять решение о выдвижении претензии на статус Хранителя Веры? Кто-то шутит, что, раз в часы его бодрствования он был изгнан из веры Бахауллой, теперь же во сне Бахаулла даровал ему статус Хранителя! Интересно, в каком состоянии, похожем на транс, это несчастное существо могло прийти к этому фантастическому заключению?»
132. ↑  Афрухтех приводит цитату из текста этого письма: «О Хадим! как долго вы будете молчать? Как долго мы должны оставаться в пустыне ошибок? Все мы ищем вашего руководства и обращаемся к вам за советом. Потому, что вы знаете обо всем, вы были личным секретарём Бахауллы. Теперь все ждут, чтобы услышать вас. Мы знаем, что даже Агсан не так информированы, как вы. Сейчас вы несёте ответственность за ошибки, через которые проходят верующие, из-за того, что вы храните молчание. Раздоры, возникшие после Вознесения Бахауллы, привели в замешательство и недоумение всех бахаи Персии. Из-за своего молчания вы несёте ответственность за эту печальную ситуацию. Все наши глаза обращены к вам, и наши уши ждут, чтобы услышать от вас».
133. ↑  Исследователь веры бахаи Уильям МакЭлви Миллер[англ.] писал: «В Новом Завете даже Иуда Искариот назван одним из Двенадцати апостолов Иисуса, но в официальных списках миссионеров-бахаи в Америке имя Ибрагима Джорджа Хайруллы никогда не фигурирует»[434].
134. ↑  Лекции Тихрани, тем не менее, были прямо санкционированы Абдул-Баха, и по завершении курсов Хайрулла получил от него скрижаль (грамоту об окончании курсов)[440] и благословение на поездку на Запад.
135. ↑  Большинство американских верующих продолжили придерживаться подобной возвышенной риторики. Так, например, Луа Гетсингер[англ.], получившая от Абдул-Баха титулы «Вестник Завета» и «Мать всех верующих», писала:  «Аббас — наследник и Правитель Царства [Божия]: он уже был на земле 1900 лет назад, как Назарянин». Оппонент Хайруллы Антон Хаддад заявлял: «Мастер, Аббас Эффенди, Правитель Царства - это тот, кто должен был обновиться и испить чашу со своими учениками в Царстве Отца, тот, кто учил мир молиться — „Да приидет Царствие Твое на земле, как на небе“»[443]. Будущий президент Международного совета бахаи Мэйсон Реми учил: «Тот же Христос, который был в Иисусе, снова проявляется в откровении бахаи. Настоящие христиане - это те, кто признаёт Новый Завет как возвращение того же Христа - Слова Божьего»[444].
136. ↑  По мнению Гарлингтона, главной причиной конфликта между Абдул-Баха и Хайруллой стало почти неизбежное столкновение двух харизматичных лидеров. Однако свою роль мог сыграть и личный кризис Хайруллы, связанный с его четвёртой женой, британской эмигранткой Мариан Миллер, которая, возможно, во время паломничества узнала информацию о предыдущих браках мужа. Сам Хайрулла впоследствии утверждал, что Абдул-Баха намеренно вмешался в их отношения и способствовал отчуждению супруги, добившись того, чтобы она подала на развод, обвиняя его в двоежёнстве. Тем не менее, Хайрулла выиграл суд, доказав, что его предыдущие браки были официально расторгнуты[141][445].
137. ↑  Абдул Карим в присутствии других верующих заявлял, что если Хайрулла вернётся к Аббасу Эффенди, то будет признан правым и всё, чему он учил, окажется истинным; но если он откажется — то всё будет признано ложным. Когда Хайрулла отказался, в том числе от взятки, Абдул Карим отрёкся от него и его учения, запретив верующим читать или распространять его труды. Фредерик Олин Пиз сообщал: «Доктор Хайрулла считает, что его жизни угрожает опасность. Один из бахаи сказал мне: „Мы хотим только одного от Хайруллы, получить перевод Китаб-и-Агдас, и потом мы от него избавимся“». Абдул Карим также грозился призвать Бога, чтобы тот отомстил Хайрулле, называя его «пятнистой змеёй», которую «усмирят с большими истязаниями». Хасан Хорасани тоже высказывал угрозы, заявляя: «Он будет поражён Богом через две недели», и: «Меч рассечёт небо и перережет ему шею»[22][153].
138. ↑  Первоначально между сторонами было достигнуто частичное согласие: на собрании бахаистов в Нью-Йорке Хайрулла поддержал Абдул Карима в провозглашении Абдул-Баха «Учителем». После этого Тихрани заявил: «Доктор Хайрулла отверг авторитет нашего Господа, Аббаса Эффенди, несколько месяцев назад по причинам, известных только ему самому, и был склонен отдать предпочтение Мухаммаду Али, сводному брату нашего Господа. Наш Господь и Учитель Аббас Эффенди, узнав о том, что Хайрулла отвергает Его, поручил мне прибыть в Америку, чтобы разрешить эти разногласия, добиться мира и гармонии и объединить всех бехаистов. Бог — самый милостивый и величайший прощающий. Мы должны стремиться прощать друг друга, ведь никто из нас не непогрешим. Мы все должны выразить благодарность доктору Хайрулле, поскольку он первым принёс учение бахаи в эту страну, и американцы всегда будут ему за это обязаны. Мы должны молиться о том, чтобы он сейчас пошёл по правильному пути, и смотреть на него как на духовного наставника и брата». Тем не менее, окончательное примирение так и не состоялось: Хайрулла пришёл к выводу, что Абдул Карим нарушил достигнутые ранее договорённости
139. ↑  Переводчик Китаб-и-Агдас Эрл Элдер отмечал, что в пожилом возрасте Бахаулла вступил в четвёртый брак с Джамалийей, племянницей своего секретаря Хадимуллы[459]. По некоторым сведениям, эта информация впоследствии могла быть скрыта от широкой общественности[460].
140. ↑  По словам бахаи-миссионера Асадуллы Куми, который в то время жил в Акко, Навваб «упала с высоты» и умерла спустя несколько дней[464]. Не исключалось, что это был акт самоубийства: она могла прыгнуть с высоты, подражая смерти любимого сына Мирзы Михди, который, упав с крыши через окно. Эрик Стетсон считает, что вопрос многожёнства был ключевым в соперничестве между Абдул-Баха и Мухаммадом Али. Абдул-Баха, по-видимому, был разгневан на отца за то, что тот демонстрировал фаворитизм в отношении других жён — что, возможно, способствовало трагической смерти его матери. Однако он не осмеливался прямо обвинить в этом самого Бахауллу, и возложил вину на его жён и их детей[465].
141. ↑  Вопрос о том, почему сам Бахаулла не следовал предписаниям Байана — ведь во время заключения второго и третьего браков он уже был последователем Баба — в традиционном бахаистском учении объясняется либо ссылкой на текст Байана: «Он будет выполнять всё, что пожелает, с разрешения Своего Господа. Его не будут вопрошать за его действия»[468], либо утверждением, что «он действовал в соответствии с законами Ислама, которые ещё не были заменены, он следовал законам предыдущего устроения и обычаям народа своей земли»[469].
142. ↑  Другой исследователь унитарного бахаизма, Дейл Хасбенд, предлагал собственную концепцию «радикальной реинкарнации», согласно которой каждый ныне живущий человек или животное ранее уже был частью всех других живых существ, существовавших до него. Все они, по его мнению, представляют собой манифестации всеобъемлющей жизненной силы, к которой возвращаются после смерти[477]
143. ↑  «Содержание книги представляет собой рассказ Шуа Уллы о членах семьи Бахауллы, которые были изгнаны из религии, попытавшись подорвать Волю и Завет Бахауллы, но потерпели неудачу, потому что подавляющее большинство членов веры бахаи считали их завистниками, озлобленными и жаждущими власти, кем они и были на самом деле. „Забытая история“ представляет собой последнюю попытку Шуа Уллы, сына Мухаммада Али, пересмотреть рассматриваемые инциденты в свете, благоприятном для заявлений его семьи. Но при этом книга практически не даёт слова тем, кто был свидетелем всего вопроса с другой стороны спора, а также судебным протоколам, документирующим процесс. Потому, в ней явно выражено отсутствие баланса. Между тем, существуют воспоминания многочисленных верных бахаи, которые были современниками Мухаммада Али, например, Хаджи Мирза Хайдар-Али, Мирза Абу'л-Фадл, Устаз Мухаммад-Алий-и-Салмани[503] и др. — которые рассказали свою сторону истории, но такие люди, как Эрик Стетсон, полностью игнорируют их показания, чтобы сконцентрироваться на одном человеке, чьи рассказы не выдерживают тщательного исторического изучения»[504].
144. ↑  «Бехаи и Стетсон представляют захватывающий рассказ о том, как традиция бахаи подверглась расколу, который противопоставлял авторитарную веру и личную харизму — свободному выражению универсальной духовности. Эта книга должна представлять интерес для всех студентов и исследователей «новых религиозных движений» XIX и XX веков, а также для всех, кто задаётся вопросом, почему одного идеализма и универсалистских идей недостаточно для изменения мира».
145. ↑  «Я ничего не знал о потомках Бахауллы, которые были отлучены от религиозной общины, основанной их собственным предком, за исключением ненавистных, фанатичных заявлений о них, написанных пропагандистскими авторами, работающими на господствующий культ бахаи, базирующийся в Хайфе. Наконец, эта книга раскрывает другую сторону истории о том, как эти потомки были ложно названы «нарушителями Завета», хотя на самом деле именно они настаивали на том, чтобы исполнялись все положения Воли и Завета Бахауллы. В нём говорилось что младший сводный брат Мухаммад Али (отец автора книги) должен стать преемником Абдул-Баха — а не Шоги Эффенди, как Абдул-Баха провозгласит в собственном завещании поколение спустя. Делая это, Абдул-Баха возвысил себя над своим отцом. Так кто же на самом деле нарушил Завет бахаи? Если бахаи действительно верят в независимое исследование истины, они сами изучат эту книгу»[504].
146. ↑  «Материалы, вышедшие в этой книге, оставались в неизвестности более 70 лет, практически никто не знал о них. Только в этом году Эрик Стетсон познакомился с жительницей Хайфы по имени Негяр, взял у неё эти материалы, написанные её дядей — внуком Бахауллы, и опубликовал после редакторской обработки. Книга очень интересна и показательна. Организация бахаи прикладывает огромные усилия, чтобы скрыть семью Бахауллы от общественности и осудить их. Даже сейчас многие бахаи могут просто не знать, что у Бахауллы есть живые потомки»[506].
147. ↑  С этим не согласны многие исследователи, например вышеуказанные Франческо Фичиккья[перс.][комм. 113] и Хуан Коул.
148. ↑  Принятый в господствующей традиции бахаи титул Абдул-Баха. Бахаи-унитарии, напротив, используют выражения вроде «Учитель» (англ. Master) или «Великий Учитель» (англ. Great Master) только по отношению к самому Бахаулле.